# نبرد اسمولنسک
نبرد نخست اسمولِنسک (به آلمانی: Kesselschlacht bei Smolensk، «نبرد محاصره‌ای اسمولنسک»؛ به روسی: Смоленская стратегическая оборонительная операция، «عملیات راهبردی دفاعی اسمولنسک») نبردی دوماهه در جریان مرحله دوم عملیات بارباروسا در جبهه شرقی جنگ جهانی دوم بود.
این نبرد در پی یورش نیروهای زرهی ورماخت برای محاصرهٔ قوای ارتش سرخ شوروی پیرامون شهر اسمولنسک از اوایل ماه ژوئیه تا اوایل ماه سپتامبر سال ۱۹۴۱ در ۷۰۰ کیلومتری عمق خاک شوروی و ۴۰۰ کیلومتری غرب مسکو به‌وقوع پیوست. پیشتر، از روز ۲۲ ژوئن سال ۱۹۴۱ گروه ارتش مرکز ورماخت با تهاجمی غافلگیرکننده دربرابر دفاع ضعیف و نامنظم ارتش سرخ، طی دو هفته پیشروی برق‌آسایی کرده و با انهدام تقریبی جبههٔ غربی شوروی در مجاورت مرز، آسیب‌های زیادی در نبردهای اطراف مینسک به آن زده بود.
در ادامهٔ عملیات به سمت شرق، اگرچه شوروی ارتش‌های ذخیرهٔ راهبردی خود را به‌کار گرفت ولی نبرد حوالی اسمولنسک نیز با پیروزی آلمانی‌ها، انهدام بسیاری دیگر از نیروهای ارتش سرخ — شامل ارتش‌های شانزدهم، نوزدهم و بیستم — و باز شدن راه پیشروی ورماخت به‌سمت مسکو به پایان رسید. با این همه، در پی تأخیر در بسته‌شدن حلقهٔ محاصره و فاصله‌افتادن بین نیروهای زرهی و پیاده‌نظام پشت سر آن‌ها، بخش قابل‌توجهی از نیروهای شوروی توانستند به سمت شرق عقب‌نشینی کنند و از مهلکه بگریزند.
بر خلاف تصور آلمانی‌ها مبنی بر اتمام توان رزمی ارتش سرخ، سه جبههٔ غربی، ذخیره و بریانسک شوروی اواخر ماه اوت چندین ضدحملهٔ قدرتمند به اجرا درآوردند و درگیری‌ها با شدت ادامه پیدا کرد. اگرچه مهاجمان موفقیت‌های چشم‌گیری به‌دست آوردند اما تأخیر در پیشروی نیروهای آلمانی — متأثر از نبرد و ضدحملات متعاقب شوروی — و افزایش مقاومت ارتش سرخ سبب شد خسارات جانی و مادی گسترده، به‌ویژه در ناحیه یلنیا، به ورماخت وارد گردد و رویکرد عملیاتی فرماندهی عالی آلمان دربارهٔ چگونگی پیشبرد تهاجم تغییر کند.
ورماخت پس از نبرد اسمولنسک به‌جای پیشروی مستقیم به‌سمت مسکو، گروه ارتش مرکز را متوقف و نیروهای زرهی آن را به جناحین شمالی و جنوبی گسیل کرد. برخی تاریخ‌دانان، یکی از عمده دلایل ناکامی ورماخت در پیروزشدن بر دشمن و پایان‌دادن به جنگ را تأخیر سه‌ماههٔ رسیدن آلمانی‌ها به مسکو در ماه دسامبر سال ۱۹۴۱ دانسته‌اند که باعث شد عملیات آن‌ها با فصل گل‌آلودشدن راه‌ها و زمستان روسیه در دروازه‌های پایتخت شوروی همزمان شود.
نبرد اسمولنسک مجموعه پیچیده‌ای از کنش‌های تهاجمی و تدافعی نیروهای ورماخت و ارتش سرخ بود که در پهنهٔ وسیعی از اراضی به‌وقوع پیوست. این پهنهٔ جغرافیایی طولی به اندازهٔ حدود ۶۵۰ کیلومتر از شمال به جنوب و عرضی به اندازهٔ حدود ۲۵۰ کیلومتر از شرق به غرب داشت و شامل نبردهای موضعی زیر نیز می‌شود:
- نبرد موگیلف
- نبرد یلنیا
- نبرد روسلافل
- نبرد ولیکیه لوکی
- نبرد گومل

## پیش‌زمینه
فرمان شماره ۲۱ پیشوا که برای تأیید نهایی طرح عملیاتی بارباروسا در ۱۸ دسامبر سال ۱۹۴۰ صادر شد، اگرچه به اهداف جغرافیایی متعددی (از جمله مسکو) اشاره می‌کرد، آشکارا هدف نهایی عملیات ورماخت را انهدام توان نظامی شوروی دانسته بود. بر اساس این طرح، گروه ارتش مرکز بار اصلی تهاجم آلمان به شوروی را عهده‌دار بود.
عملیات روز ۲۲ ژوئن سال ۱۹۴۱ با گذر نیروهای فیلدمارشال فِدُر فُن بُک از خط مرزی آغاز شد. آغاز تهاجم آلمان هرج و مرج شدیدی بین نیروهای ارتش سرخ ایجاد کرد و ساختار فرماندهی جبهه غربی شوروی تقریباً از همان ابتدا تا حد زیادی از کار افتاد. بیشتر نیروهای ارتش‌های سوم، چهارم و دهم جبههٔ غربی شوروی، که در جانب غربی برآمدگی بیاویستوک متمرکز شده بودند، در بین مسیر پیشرویِ دو گروه زرهی ۲ و ۳ ورماخت قرار گرفتند. ضدحملات جبههٔ غربی شوروی بدون ارتباطات مؤثر، پوشش هوایی و پشتیبانی تدارکاتی مناسب و با ناتوانی در آماده‌سازی و جهت‌دهی مناسب، با وجود تحمل خسارات و تلفات سنگین، بی تأثیر بود؛ آشفتگی حاکم بر نیروهای این جبهه، اکثر اقدامات مقابله‌ای آن را محکوم به شکست می‌ساخت. البته همین ضدحملاتْ نیروهای زرهی و پیاده ورماخت را مجبور به توقف و دفع آن‌ها کرد و به بخشی از نیروهای شوروی فرصت داد به سمت مینسک عقب بنشینند.
با این همه، سرانجام در روز ۲۸ ژوئن مینسک توسط آلمانی‌ها تصرف شد. روز بعد، طلایه‌داران دو گروه زرهی ورماخت به یکدیگر پیوستند و حلقهٔ محاصره را در حومهٔ شرقی مینسک در ۳۰۰ کیلومتری عمق خاک شوروی بستند تا ارتش‌های سوم، چهارم، دهم و بخش‌هایی از ارتش سیزدهم شوروی را به دام بیندازند. محاصره کاملاً موفقیت‌آمیز نبود و بخش‌هایی از چهار ارتش شوروی توانستند به‌سمت شرق عقب بنشینند. در این شرایط، تقریباً نیمی از قوای گروه ارتش مرکزْ درگیر انهدام نیروهای درون محاصره بودند.

## آماده‌سازی و برنامه‌ریزی آلمان
اگرچه هیتلر سلطه بر مناطق تحت محاصره در ناحیهٔ مینسک و پاکسازی اراضی پشت سر نیروهای جلودار را لازمهٔ ادامه کار می‌دید، ارتشبد فرانتس هالدر — رئیس ستاد کل نیروی زمینی آلمان — در دید عملیاتی خود تهدید جناحین و مناطق تحت محاصرهٔ دشمن در اراضی پشت سر را دارای اهمیت ثانویه تلقی می‌کرد و به حفظ شدت پیشروی اولویت مطلق می‌داد. با این حال، ظاهر دستورهای فرماندهی عالی نیروی زمینی همواره نشان‌گر مقاصد هالدر نبود و درخواست‌های شفاهی هیتلر را نیز دربرمی‌گرفت که گاه منجر به بلاتکلیفی فرماندهان میانی می‌شد.
در این شرایط، یکی از نگرانی‌های گروه ارتش مرکز وظیفهٔ دوگانهٔ به‌اتمام‌رساندن نبردها در غرب مینسک و همزمان حرکت به سمت شرق بود. بخش نخست این مأموریت را ارتش‌های پیاده‌نظام چهارم و نهم ورماخت و بخش دوم آن را گروه‌های زرهی ۲ و ۳ بر عهده داشتند. البته این مسئله با توجه به گستردگی دو محاصرهٔ بزرگ بین بیاویستوک و مینسک و لزوم انهدام هر دو، کار آسانی نبود. بنابراین دو گروه زرهی می‌بایست ابتدا حلقهٔ محاصرهٔ شرقی را تنگ‌تر می‌کردند تا جلوی خروج گستردهٔ نیروهای دشمن از آن را بگیرند، سپس تهاجم را به‌سمت شرق ادامه می‌دادند. هرچه این اقدامات بیشتر طول می‌کشیدند، شوروی نیز فرصت بیشتری برای تنفس و ایجاد و تقویت خط دفاعی جدید می‌یافت. شناسایی هوایی آلمان پیش‌تر حرکت جاده‌ای و ریلی گستردهٔ نیروهای شوروی به سمت اسمولنسک را مشاهده کرده بود و شنود رادیویی از حضور مارشال تیموشنکو و ووراشیلوف — دو مقام عالی‌رتبه نظامی دشمن در خط مقدم — خبر می‌داد که بی‌شک نشانه‌ای از نبردهای سنگین در آینده هنگام اجرای مرحلهٔ دوم عملیات توسط آلمانی‌ها بودند.
گروه زرهی ۲ در ادامهٔ پیشروی، در طول تنها راه مناسب بین مینسک و بابرویسک، به رود برزینا روی آورد و لشکر سوم زرهی والتر مدل از سپاه ۲۴ موتوریزهٔ آن در روز ۲۹ ژوئن با شکست سپاه ۴۷ تفنگ‌دار شوروی، گذرگاهی بر این رود در بابرویسک را به سلطهٔ خود درآورد. درحالیکه لشکر چهارم زرهی ورماخت گذرگاه خود را بر رود برزینا در شمال بابرویسک گسترش می‌داد، لشکر سوم زرهی ورماخت دو روز منتظر ماند تا مهندسان پلی مناسب بر روی این رود احداث کنند. تنها در روز ۳۰ ژوئن آلمانی‌ها ۵۰ هواگرد شوروی را که قصد داشتند پلِ در حال ساخت را منهدم نمایند، ساقط کردند. با تصرف پل خط آهن در سویسلوش توسط لشکر چهارم زرهی، تیپ ۲۱۲ هوابرد و بیشتر نیروهای سپاه ۲۰ مکانیزه شوروی که با کمتر از ۹۳ تانک قدیمی می‌خواستند این حملات را دفع کنند، محاصره شدند.
پیش از تحقق این مرحله در میدان نبرد، فرماندهی عالی نیروی زمینی آلمان هیچ طرحی را برای پس از آن آماده نکرده بود. روز ۲۹ ژوئن، هیتلر نگرانی خود از عملیات‌های برد بلند نیروهای زرهی را که موفقیت در مناطق بزرگ تحت محاصرهٔ بیاویستوک-مینسک را به خطر می‌انداخت، با فون براوخیچ در میان گذاشت و از او خواست از گروه ارتش مرکز بخواهد اجازهٔ پیشروی فرا تر از بابرویسک به گودریان ندهد و این شهر را نیز تنها «جهت امنیت» حفظ کند. با وجود این هالدر امیدوار بود «فرماندهان میانی بدون دریافت دستور صریح و به ابتکار خود کار درست را انجام دهند» و گروه زرهی ۲ خود را به روگاچف و موگیلف نیز برساند؛ با این حال با نگرانی‌های هیتلر از انحراف تمامی نیروهای گروه ارتش مرکز، از صدور فرمان مستقیم اجتناب کرد. از آن‌جایی که هالدر از ۲۴ ژوئن دیگر مطمئن شده بود که ارتش سرخ هیچ قصدی برای عقب‌نشینی ندارد و می‌خواهد در همان محل مقاومت کند، می‌پنداشت پیشروی سریع به سمت گذرگاه‌های دنیپر محاصرهٔ نیروهای دشمن، سلطه بر ویتبسک و اسمولنسک و گشودن راه مسکو ضروری است.
روز ۳۰ ژوئن، هالدر به دو گروه زرهی ۲ و ۳ دستور داد هر چه زودتر ناحیهٔ بین پولوتسک تا روگاچف را پاکسازی کنند. همان روز ارتش‌های دوم و نهم ورماخت موفق شدند کار پاکسازی محاصرهٔ کوچک‌تر بیاویستوک را به پایان برسانند و نخستین سپاه‌های پیاده‌نظام آن‌ها توانستند به طرف نیروهای زرهی گودریان و هوت حرکت کنند. این امر به سادگی صورت نمی‌گرفت؛ راه‌پیمایی اجباری شدید و مداوم پیاده‌نظام زیر گرمای هوای شبه‌استوایی و گرد و خاک غلیظ و نفس‌گیر برخواسته از جاده‌های شنی، آن را بسیار دشوار ساخته بود و فشار زیادی بر نفرات و اسب‌های فرسوده می‌آورد. در جریان این راهپیمایی، لشکرهای پیاده‌نظام ستون‌هایی تا درازای ۳۰ کیلومتر در جاده‌ها ایجاد می‌کردند و گذر آن‌ها از رودهای بزرگ، حتی بدون دخالت دشمن، تا یک روز طول می‌کشید.
دستور هالدر روز ۱ ژوئیه توسط فرماندهی گروه ارتش مرکز ابلاغ و زمان آغاز آن، ۳ ژوئیه تعیین گردید. بر این اساس، گروه زرهی ۲ می‌بایست با گذر از رود دنیپر در ناحیهٔ روگاچف-اورشا، در طول بزرگراه مینسک-مسکو تا خط بین یلنیا و ارتفاعات شرق یارتسفو پیش می‌رفت. گروه زرهی ۳ نیز دستور گرفت پس از گذر از مناطق مردابی برزینای علیا، از دو طرف ویتبسک تا نواحی بین خط برزوفو و ولیژ یورش بَرَد و برخی از یگان‌هایش را روانهٔ نیفیل کند. یک لشکر دوازدهم زرهی و دو لشکر چهاردهم و بیستم پیاده‌نظام موتوریزه برای پاکسازی محاصرهٔ مینسک پشت سر باقی گذاشته می‌شدند تا این گروه زرهی با سه لشکر زرهی هفتم، نوزدهم و بیستم و یک لشکر پیاده‌نظام موتوریزهٔ هجدهم به پیشروی ادامه دهد. هوت انتظار داشت با هیچ یا مقدار کمی مقاومت از طرف دشمن روبرو شود، راه‌ها قابل تردد باشد و در مسیر بارندگی روی ندهد؛ بنابراین از حمایت متقابل دو سپاهش از یکدیگر صرف‌نظر کرد و ریسک پیشروی به سمت اهدافی با فاصله عرضی ۱۶۰ کیلومتر را پذیرفت. ارتش دوم ورماخت نیز وظیفه یافت بیشتر نیروهای خود در جناح جنوبی قرار دهد و با گذر از محور سلوتسک-مینسک به سمت رود دنیپر در محور موگیلف-اورشا پیش برود و از آن عبور کند. ارتش نهم ورماخت هم می‌بایست از جنوب محور ویتبسک-پولوتسک به سمت رود دوینا یورش می‌برد. مهم‌ترین مأموریت هر دو ارتش تصرف پل خشکی دوینا-دنیپر (اراضی بین دو رودخانه) بین اورشا و ویتبسک بود. به منظور پیشبرد بهتر این اهداف، فرماندهی عالی نیروی زمینی سپاه ۳۵ ورماخت با عنوان «فرماندهی عالی‌تر» را با پنج لشکر پیاده‌نظام پشت سر ارتش دوم و سپاه ۴۲ ورماخت را با دو لشکر پیاده‌نظام پشت سر ارتش نهم ورماخت قرار داد.
تجربهٔ مرحله نخست عملیات بارباروسا به آلمانی‌ها نشان داد نمی‌توانند تصور کنند، به‌دلیل سرعت بالای نیروهای زرهی، سپاه‌های پیاده‌نظام قادر به حفظ فاصله با آن‌ها شوند. بنابراین ضمن تلاش فرماندهی عالی نیروی زمینی برای تسلط کامل بر لشکرهای موتوریزه و زرهی از طریق خارج کردن دو گروه زرهی از کنترل فیلدمارشال فون بک، فون براوخیچ خواستار قرار گرفتن دو گروه زرهی ۲ و ۳ به همراه تمامی لشکرهای پیاده‌نظام ارتش‌های چهارم و نهم ورماخت که قادر به جدا شدن از نبردهای مناطق تحت محاصره بیاویستوک و مینسک بودند، تحت فرمان فیلدمارشال گونتر فون کلوگه در ارتش چهارم شد تا ارتش چهارم زرهی ورماخت شکل بگیرد. در ادامه، ارتش دوم ورماخت به فرماندهی ارتشبد ماکسیمیلیان فون وایخس از جایگاه ذخیره به این گروه ارتش ملحق می‌شد و می‌بایست با لشکرهای پیاده‌نظام خود و مابقی لشکرهای پیاده‌نظام ارتش‌های چهارم و نهم ورماخت که همچنان درگیر محاصره بودند، مناطق تحت محاصره را پاکسازی می‌کرد. پیش‌تر فرماندهی عالی نیروی زمینی آلمان قصد داشت ارتش دوم ورماخت را تا هنگام رسیدن نیروهای آلمانی به اسمولنسک در جایگاه ذخیره نگاه دارد.
خواستهٔ فون براوخیچ در اصل گروه ارتش مرکز را به دو گروه با ماموریت‌های جداگانه تقسیم می‌کرد. این حالت فون بک را همچنان مسئول کل گروه ارتش نگاه می‌داشت اما لایه دیگری از فرماندهی بین فرماندهی گروه ارتش و ارتش‌های میدانی آن ایجاد می‌کرد. البته فون بک نیازی به چنین باز سازماندهی نمی‌دید و آن را بر خلاف شکل فرماندهی خود، موجب کندی اجتناب‌ناپذیر ارتباطات بین قرارگاه‌ها می‌پنداشت. وانگهی فون بک اعتراض خود را از امکان تضعیف سلطه او بر نیروها یا حداقل کم‌رنگ و پیچیده‌شدن شدید آن ابراز داشت. همپنین قرارگاه فون کلوگه در حقیقت برای هدایت ارتش‌های پیاده‌نظام شکل گرفته بود و تجهیزات لازم شامل ادوات رادیویی مناسب، تحرک‌پذیری خارج از جاده و هواگرد ارتباطی جهت تحقق کامل مأموریت فرماندهی نیروهای زرهی در اختیار نداشت. سرانجام در یک راه حل میانه، فون بک راضی شد فون کلوگه بدون هیچ آرایش بزرگ پیاده‌نظام در سطح ارتش، صرفاً دو گروه زرهی را فرماندهی کند و ارتش دوم جایگزین ارتش چهارم شود تا در کنار ارتش نهم ورماخت برای انهدام محاصره‌های بیاویستوک و مینسک، برای او باقی بماند. این سازمان‌دهی مجدد می‌بایست از نیمه شب دوم-سوم ژوئیه عملی می‌شد.

## آماده‌سازی شوروی

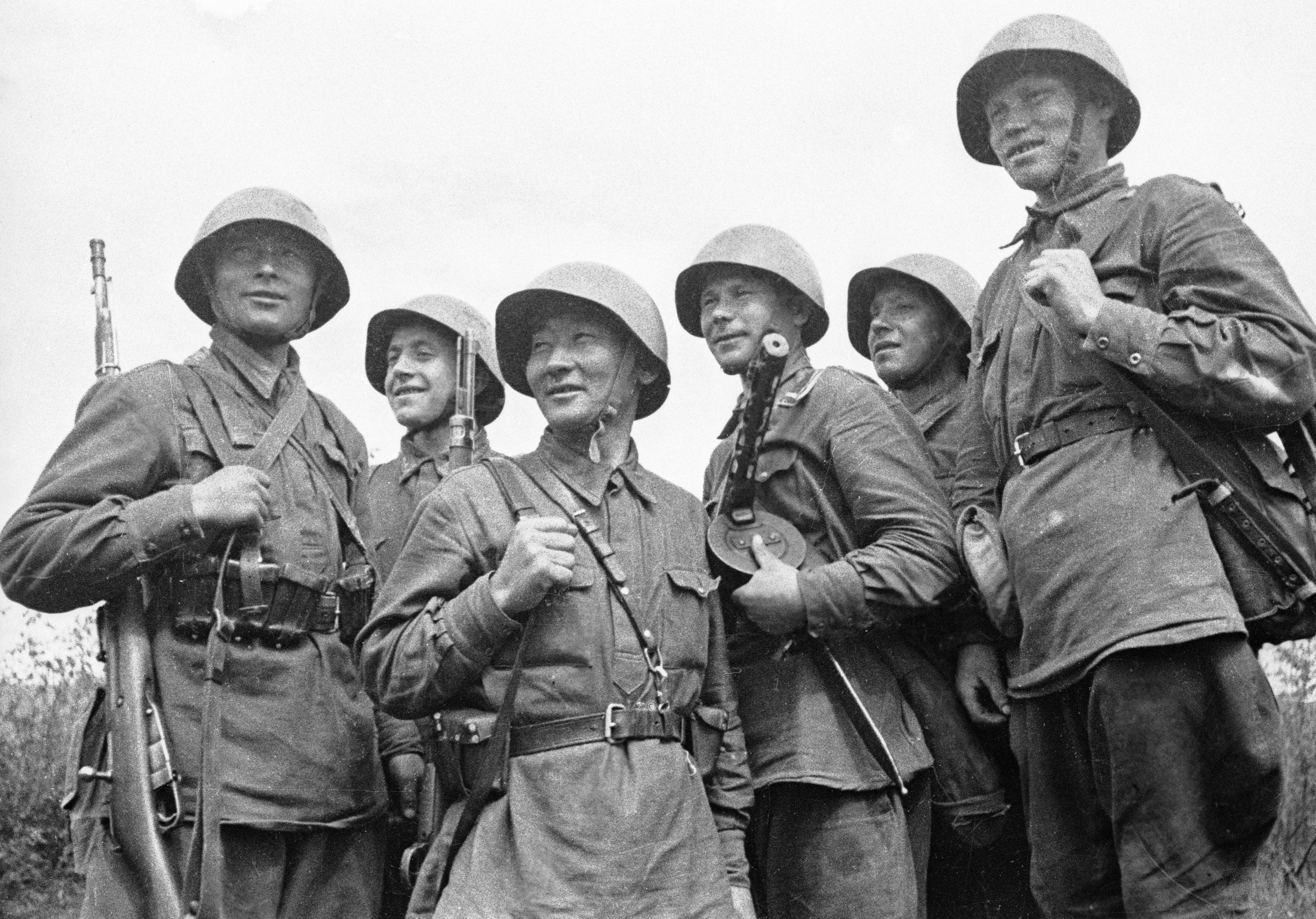
نیروهای ارتش سرخ در اسمولنسک، ۱ ژوئیه ۱۹۴۱

پس از شکست سخت در نبرد بیاویستوک-مینسک، ژوزف استالین، رهبر شوروی دستور داد پاولوف در مقام فرماندهی جبهه غربی با ارتشبد آندری یریومنکو جایگزین شود. یریومنکو اواخر روز ۱ ژوئیه به ارتش سیزدهم شوروی به‌فرماندهی سپهبد پیوتر فیلاتوف که در دفاع از مینسک آسیب جدی دیده بود، دستور داد به‌سمت رود برزینا عقب بنشیند و از محور خولکولْنیتْزا-بوریسوف-برودِتس دفاع کنند. بقایای ارتش چهارم شوروی نیز — که توان رزمی آن با شکست در دفاع از شهر سلوتسک به اندازۀ تنها یک لشکر تفنگدار کاهش یافته بود و مجموعاً تنها ۷ هزار نفر، ۴۲ توپ، سه خودروی زرهی و یک تانک تی-۳۸ در اختیار داشت — موظف شد در ادامهٔ طول رود برزینا در خط برودتس تا بابرویسک مستقر شود. به این دو ارتش تلفات سنگینی وارد شده بود و دیگر توان رزمی مؤثری نداشتند.
در کنار این دو ارتش، تنها یگانی که به شکل کاملاً آماده رزم در اختیار یریومنکو بود، لشکر نخبه یکم موتوریزهٔ مسکو به‌فرماندهی سرهنگ یاکوب کرایزر بود که ۲۳۰ تانک از جمله ۲۴ تانک تی-۳۴ و کی‌وی-۱ از سپاه ۷ مکانیزه را در دست داشت و با شتاب از منطقه نظامی مسکو ابتدا به اورشا و سپس به بوریسوف گسیل گشته بود. با گذر نیروهای گودریان از رود برزینا در بابرویسک در ۲۸ ماه ژوئن و بوریسوف در ۲ ژوئیه، دیگر نمی‌شد خط دفاعی یریومنکو را در طول این رود حفظ کرد. سقوط بوریسوف به‌دست لشکر هجدهم زرهی ورماخت در پی فرمان‌های متناقض و گیج‌کنندهٔ ارتش سرخ به‌وقوع پیوست. یریومنکو طی ۲۴ ساعت ابتدا دستور داد ارتش سیزدهم شوروی به سمت راکوف در ۳۲ کیلومتری غرب مینسک — که دو روز پیش به تصرف آلمانی‌ها درآمده بود — حمله کند؛ سپس فرمان آمد این ارتش به جانب بوریسوف در ۷۳ کیلومتری شرق مینسک عقب بنشیند.
روز دوم ماه ژوئیه، استالین مارشال سیمیون تیموشنکو را با معاونت یریومنکو به فرماندهی جبههٔ غربی منصوب و ارتش‌های نوزدهم، بیستم، بیست و یکم و بیست و دوم را از جبههٔ ارتش‌های ذخیره را به این جبهه منتقل کرد. تصمیم به قراردادن خود کمیسار خلق در امور دفاع در مقام فرماندهی جبهه غربی، عمق بحران در مرکز خط مقدم برای شوروی و اهمیت قائل‌شده به این قسمت را نشان می‌داد. اگرچه این ارتش‌ها حرکت خود را از ماه مه آغاز کرده بودند، تا آن زمان هنوز کامل در جایگاه خود مستقر نشده بودند. ارتش شانزدهم شوروی نیز به‌فرماندهی سپهبد میخائیل لوکین در حال آغاز حرکت به سمت اسمولنسک بود تا از آن دفاع کند.
اسمولنسک در مثلث پل خشکی ویتبسک-اورشا-اسمولنسک قرار داشت و دروازه‌ای به سمت مسکو به حساب می‌آمد. به همین دلیل استالین تصمیم گرفته بود به هر قیمتی آن را حفظ کند. تا روز ۴ ژوئیه، باقیماندهٔ نیروهای ارتش‌های چهارم و سیزدهم جبههٔ غربی شوروی از گذرگاه‌های دو رود دوینا و دنیپر دفاع می‌کردند. تیموشنکو پنج ارتشِ بیست‌ویکم، سیزدهم، بیستم، نوزدهم و بیست‌ودوم شوروی را در لایهٔ نخست دفاعی به‌ترتیب از جنوب به شمال در طول رودهای دنیپر و دوینای غربی مستقر ساخت و ارتش‌های ضعیف‌شدهٔ چهارم و ارتش شانزدهم شوروی را در لایهٔ دوم دفاعی قرار داد. نیمهٔ نخست ماه ژوئیه، بر اساس طرح بسیج شوروی، استاوکا پنج سپاه مکانیزهٔ مناطق نظامی درونی خود را جایگزین سپاه‌های منهدم‌شدهٔ جبههٔ غربی شوروی در جریان نبردهای مرزی کرد که تیموشنکو آن‌ها را بین ارتش‌های خود تقسیم نمود. در این زمان تمامی نیروهای تیموشنکو در مجموع نیم میلیون نفر با بیش از ۲ هزار تانک بودند.
انتقال با عجله ارتش‌های بیستم، بیست‌ویکم و بیست‌ودوم شوروی علاوه‌بر ایجاد مشکلات ترافیک جاده‌ای و ریلی، موجب فقدان اطلاعات تاکتیکی و آگاهی‌های ابتدایی چون محل ذخایر مهمات برای فرماندهان شد. هنگام رسیدن نیروهای آلمانی به این دو رود، در اثر مشکلات مداوم و آشوب ایجاد شده، نیروهای تیموشنکو نتوانستند جای پای محکی در غرب این رودها برای خود باز کنند؛ بنابراین تنها ۳۷ لشکر از مجموع ۶۶ لشکر آن در جایگاه مشخص‌شدهٔ خود مستقر گشتند که تنها ۲۴ لشکر از آن‌ها با توان ۳۰ تا ۵۰ درصدی با نیروی انسانی ۲۷۵ هزار نفر، ۲۱۰۰ توپ و ۱۳۵ تانک و پشتیبانی کمتر از ۴۰ هواگرد، مربوط به لایه دفاعی نخست بود. بدین ترتیب تا پیش از رسیدن مابقی نیروهای شوروی، هنگام برخورد اولیه بین نیروهای طرفین، آلمانی‌ها از برتری عددی ۱٫۵ به ۱ در پیاده‌نظام، ۱٫۷ به ۱ در توپخانه و ۷ به ۱ در زره‌پوش برخوردار بودند.
انتقال ارتش‌های ذخیرهٔ راهبردی به خط مقدم موجب شد مفهوم اصلی طرح دفاعی پیش از جنگ شوروی در استفاده از آن‌ها به عنوان نیروی ضدحملهٔ راهبردی فدا شود. تصمیم پر عجلهٔ استالین در انتقال این ارتش‌های ذخیره به خط مقدم، وخامت اوضاع نزد استاوکا در اثر موفقیت غافلگیرانه و غیرقابل پیش‌بینی تهاجم ورماخت را نشان می‌داد. با انتقال ذخایر راهبردی به جبههٔ غربی، استاوکا چاره‌ای جز ایجاد و استقرار ارتش‌های جدید ذخیره نداشت تا عمق را به دفاع راهبردی خود بازگرداند. بنابراین با تسریع طرح بسیج عمومی بین روزهای ۵ تا ۱۰ ژوئیه، دو خط دفاعی جدید بین اسمولنسک و مسکو با ارتش‌های ذخیرهٔ جدید ایجاد شدند. با بسیج این نیروها، ارتش‌های بیست‌وچهارم و بیست‌وهشتم شوروی به عنوان نخستین ارتش‌های ذخیرهٔ بسیج‌شدهٔ در طول جنگ، در نخستین خط دفاعی، بین ویازما و اسپاس-دمنسک در شرق اسمولنسک متمرکز گشتند. مدتی بعد ارتش‌های بیست‌ونهم، سی‌ام، سی‌ویکم، سی‌ودوم و سی‌وسوم شوروی با هسته‌ای از نیروهای مرزبانی ان‌کاوه‌ده و شبه‌نظامیان منطقه مسکو تشکیل و در پشت خط دفاعی نخست، از استارایا روسا تا جنوب شرقی ویازما به‌عنوان دومین خط دفاعی مستقر شدند.
تا هفتهٔ نخست ماه ژوئیه تمامی ارتش‌ها و لشکرهای در حال دفاع شوروی از کمبود شدید تانک، تجهیزات ارتباطی، تسلیحات ضد تانک و توپ‌های ضدهوایی رنج می‌بردند و استاوکا به‌شدت فرماندهان ارشد آن‌ها را جابه‌جا می‌کرد. برنامهٔ پر شتاب استاوکا در بسیج نیروها، اوضاع را بدتر کرد و به این ارتش‌ها، لشکرها، افسران و نیروهای آن‌ها فرصت لازم را نمی‌داد که آمادۀ میدان‌های نبرد شوند. البته آلمانی‌ها تا پیش از برخورد با آن‌ها، هیچ اطلاعی از وجود چنین نیروهایی نداشتند.

## ترکیب یگان‌ها

### آلمان
ترکیب یگان‌های ورماخت در روز ۴ ژوئیه ۱۹۴۱ (از شمال به جنوب):
- گروه ارتش مرکز - فیلد مارشال فدر فون بک

| - - ارتش چهارم زرهی - فیلد مارشال گونتر فون کلوگه - گروه زرهی ۳ - ارتشبد هرمان هوت - سپاه ۵۷ موتوریزه - سپهبد آدولف-فریدریش کونتسن - سپاه ۳۹ موتوریزه - سپهبد رودولف اشمیت - گروه زرهی ۲ - ارتشبد هاینتس گودریان - سپاه ۴۷ موتوریزه - سپهبد یوآخیم لملزن - سپاه ۴۶ موتوریزه - سپهبد هاینریش فون فیتینگهوف - سپاه ۲۴ موتوریزه - سپهبد لئو گیر فون شوپنبورگ | - - ارتش نهم - ارتشبد آدولف اشتراوس - سپاه ۵ - سپهبد ریشارت روئوف - سپاه ۶ - سپهبد اوتو-ویلهلم فورتشتر - سپاه ۸ - سپهبد والتر هایتس - سپاه ۲۰ - سپهبد فریدریش ماترنا - سپاه ۵۳ - سپهبد کارل وایزنبرگر - ذخیره: - سپاه ۲۳ - سپهبد آلبرشت شوبرت | - - ارتش دوم - ارتشبد ماکسیمیلیان فون وایخس - سپاه ۷ - سپهبد ویلهلم فارمباخر - سپاه ۹ - سپهبد هرمان گییر - سپاه ۱۲ - سپهبد والتر شروت - سپاه ۱۳ - سپهبد هانس فلبر - سپاه ۳۵ - سپهبد رودولف کمپفه |

- - ذخیره:
    - سپاه ۴۳ - سپهبد گوتهارت هاینریکی

### شوروی
ترکیب یگان‌های ارتش سرخ در روز ۱۰ ژوئیه ۱۹۴۱:
- جبهه غربی - مارشال سیمیون تیموشنکو
  - لایه نخست:

| - - - ارتش سیزدهمسرلشکر پتر فیلاتوف - سپاه ۲۰ تفنگ‌دار - سپاه ۴۵ تفنگ‌دار - سپاه ۶۱ تفنگ‌دار - سپاه ۴ هوابرد - سرتیپ الکسی ژادوف - سپاه ۲۰ مکانیزه - سرتیپ آندری نیکیتین | - - - ارتش نوزدهمسرلشکر ایوان کونیِف - سپاه ۲۵ تفنگ‌دار - سپاه ۳۴ تفنگ‌دار - سپاه ۲۳ مکانیزه - سرتیپ میخائیل میاسنیکوف | - - - ارتش بیستمسرلشکر پاول کوروچکین - سپاه ۲ تفنگ‌دار - سپاه ۶۹ تفنگ‌دار - سپاه ۵ مکانیزه - سرتیپ ایلیا الکسینکو | - - - ارتش بیست و یکمسرلشکر واسیلی گراسیمنکو - سپاه ۶۳ تفنگ‌دار - سپاه ۶۶ تفنگ‌دار - سپاه ۶۷ تفنگ‌دار - سپاه ۷۵ تفنگ‌دار - سپاه ۲۵ مکانیزه - سرتیپ سمن مویسیویچ | - - - ارتش بیست و دومسرلشکر فیلیپ یرشاکوف - سپاه ۵۱ تفنگ‌دار - سپاه ۶۲ تفنگ‌دار |

- - لایه دوم:

| - - - ارتش چهارم - سرهنگ لئونید سندلوف - سپاه ۲۴ تفنگ‌دار - سپاه ۴۷ تفنگ‌دار | - - ارتش شانزدهم - سرلشکر میخائیل لوکین - سپاه ۴۴ تفنگ‌دار - سپاه ۷ مکانیزه - سرتیپ واسیلی وینوگرادوف - سپاه ۱۷ مکانیزه - سرتیپ میخائیل پتروف |

## آغاز پیشروی نیروهای آلمانی
با ازسرگیری پیشروی در روز ۱ ژوئیه، لشکر سوم زرهی گروه زرهی ۲ خود را به رود اولا — یکی از سه رود مسیر تا روگاچف — در ۱۹ کیلومتری شرق بابرویسک رساند اما متوجه شد پلِ روی آن منهدم شده‌است. گرچه بارندگی آغاز و راه‌ها گل‌آلود شده بودند، این لشکر با دور زدن مدافعان و استفاده از گذرگاهی دیگر توانست گردان شناسایی خود را شبانگاه به رود دوبوسنا در ۳۵ کیلومتری شرق بابرویسک برساند. این بار نیز پلِ رود از بین رفته بود. به‌همین‌ترتیب، هنگامی که طلایه‌داران لشکر روز بعد به رود دروت در ۱۹ کیلومتری شرق رود دوبوسنا رسیدند، پلِ آن را نیز ویران‌شده یافتند.
رود برزینا مهم‌ترین مانع در مقابل نیروهای فون بک در رسیدن به رودهای دوینا و دنیپر بود. عناصر جلودار لشکر داس رایش اس‌اس از سپاه ۴۶ موتوریزهٔ گروه زرهی ۲ موفق شدند اواخر روز ۲ ژوئیه گذرگاه کوچکی را بر روی این رود در پوگوست تصرف کنند. روز بعد لشکر دهم زرهی همین سپاه بر گذرگاه دیگری بر این رود در ۱۶ کیلومتری جنوب پوگوست دست یافت. در این حال تا روز ۲ ژوئیه ۷۰٪ از تانک‌های گروه زرهی ۲ در حالت عملیاتی بودند. اگرچه بخش زیادی از تانک‌های غیرعملیاتی قابل‌تعمیر بودند اما این میزان خسارت برای تنها ۱۰ روز از آغاز جنگ قابل‌توجه به حساب می‌آمد.
از همان نخستین روزِ پیشرویِ آلمانی‌ها مشخص شد انتظارات هوت محقق نشده‌است. ارتش سرخ فرصت کافی برای جمع‌آوری نیروی دفاعی یافته و حتی قادر شد با قوای زرهی دست به ضدحملات شدیدی بزند. نیروهای سپاه‌های ۳۹ و ۵۷ موتوریزهٔ ورماخت در میان راه با شگفتی به نیروهای تازه‌نفس سپاه‌های ۵ و ۷ مکانیزه و ارتش بیست‌ودوم شوروی برخورد کردند. به‌دلیل بدی آب و هوا در برخی محدوده‌ها در اثر بارندگی شدید و راه‌های غیرقابل عبور در کنار رودخانه‌ها، دریاچه‌ها و مرداب‌های متعدد، جابه‌جایی نیرو برای آلمانی‌ها دشوار بود. گروه زرهی ۳ — که نیروهایش به تجهیزات غنیمتی فرانسوی مجهز شده بودند — گزارش کرد برخی یگان‌هایش قادر به ادامهٔ رزم نیستند. در گزارش دیگری در ۴ ژوئیه، هوت اعلام کرد تنها پس از ۱۳ روز از آغاز جنگ، تعدادِ کلیِ تانک‌های آماده‌رزمِ گروهِ زرهیِ او به مقدار نگران‌کنندهٔ ۵۰٪ تقلیل یافته‌است. در این شرایط، تنها لشکر نوزدهم زرهی در پیش روی سپاه ۵۷ موتوریزه ورماخت — که از راه بسیار بهتری استفاده می‌کرد — توانست پس از ۱۹۰ کیلومتر پیشرویِ ۲۴ ساعته در ۴ ژوئیه سپاه ۵۱ تفنگ‌دار ارتش بیست و دوم شوروی را با پشتیبانی مؤثر هواگردهای سپاه ۸ هوایی لوفت‌وافه شکست دهد و به گذرگاهی بر رود دوینای غربی در دیسنا دست یابد. درگیری‌های شدید در این نقطه سه روز دیگر ادامه پیدا کرد. در همین هنگام، سپاه ۶۲ تفنگ‌دار شوروی موفق شد جلوی عبور لشکر هجدهم پیاده‌نظام موتوریزه ورماخت را از رود دوینا در پولوتسک بگیرد. با پشتیبانی دو لشکر چهاردهم و هجدهم پیاده‌نظام موتوریزه ورماخت در جناحین، مهندسان آلمانی در گذرگاه لشکر نوزدهم زرهی ورماخت پل دومی بر رود در دیسنا احداث کردند.
روز ۴ ژوئیه، استاوکا به جبههٔ غربی شوروی دستور داد جلوی پیشروی نیروهای دشمن را از رود دنیپر به سمت اسمولنسک بگیرد و پس از رسیدن نیروهای ذخیره از اراضی داخلی، در محورهای لیِپیِل، بوریسوف و بابرویسک اقدام به ضدحمله کند. جبههٔ غربی شوروی می‌بایست با ارتش بیستم خود و سپاه‌های تازه‌دریافت‌شدهٔ ۵ و ۷ مکانیزه از منطقهٔ بین اورشا و ویتبسک به سمت سنو و لیپیل در جناحین و پشت سر نیروهای دشمن در محور پولوتسک یورش می‌برد. روز بعد که سپاه ۴ هوابرد شوروی مسئول مراقبت از گذرگاه‌های رود برزینا شد، ژوکوف از جانب استاوکا فرمانی ابلاغ کرد که به‌دستور استالین سپاه‌های ۲ و ۴۴ مکانیزه شوروی موظف شدند برای کمک به سپاه‌های ۵ و ۷ مکانیزهٔ شوروی، با تهاجم به‌سمت بوریسوف، نیروهای دشمن را شکست داده و با رساندن خود به لیپیل و دوکشیتسی، سپاه ۵۷ موتوریزهٔ ورماخت را محاصره کنند. دو سپاه ۵ و ۷ مکانیزهٔ شوروی روز ۶ ژوئیه ظاهرا در مجموع ۱۵۴۵ تانک در اختیار داشتند که بیشتر آن‌ها تانک‌های قدیمی و منسوخ بی‌تی و تی-۲۶ بودند. دو سوم از این تانک‌ها پیش از رسیدن به میدان نبرد به‌دلیل مشکلات فنی از کار افتادند.
|             | سپاه ۵ مکانیزه | سپاه ۷ مکانیزه | مجموع |
| ----------- | -------------- | -------------- | ----- |
| کی‌وی        | ۷              | ۳۴             | ۴۱    |
| تی-۳۴       | ۱۰             | ۲۹             | ۳۹    |
| بی‌تی        | ۵۹۵            | ۱۹۶            | ۷۹۱   |
| تی-۲۶       | ۲۴۲            | ۲۶۹            | ۵۱۱   |
| خ‌تی         | ۶۱             | ۷۱             | ۱۳۲   |
| تی-۳۸/۳۷    | ۵۹             | ۲۷             | ۸۶    |
| مجموع       | ۹۷۴            | ۵۷۱            | ۱۵۴۵  |
| خودروی زرهی | ۲۱۳            | ۱۱۸            | ۳۳۱   |

شنود رادیویی آلمان از ظهر روز ۳ ژوئیه از قصد تهاجم زرهی شوروی به بوریسوف مطلع شده بود. گودریان با دریافت این اطلاعات شخصاً جهت تمهید دفاعی لازم از بوریسوف بازدید کرد و به لشکر هفدهم زرهی ورماخت در مینسک دستور داد یک گروه‌رزمی خود را برای تقویت گذرگاه بوریسوف اعزام کند. در همین هنگام، فرماندهی گروه ارتش مرکز ورماخت به لشکر هفدهم زرهی ورماخت فرمان داد همراه لشکر دهم پیاده‌نظام موتوریزه به سمت جنگل‌های نالیبوکا در غرب مینسک حرکت کند. این فرمان در اثر اختلال رادیویی اشتباه فهمیده شد و سپاه ۴۷ موتوریزهٔ ورماخت تمامی لشکر هفدهم زرهی را راهی بوریسوف در شرق کرد. به شکل مشابهی، فرمان فون کلوگه مبنی بر استقرار هنگ پیاده‌نظام گروس‌دویچلانت در ستولبتسی در مجاورت لشکر بیست و نهم پیاده‌نظام موتوریزهٔ ورماخت نیز اشتباه دریافت شد و این هنگ با جداشدن از حلقهٔ محاصرهٔ مینسک، همراه آخرین بخش لشکر هفدهم زرهی ورماخت به سمت بوریسوف حرکت کرد. به گفتهٔ دیوید استاهل — تاریخدان آمریکایی — وقوع اختلالات رادیویی ادعای گودریان بود و فون کلوگه در واکنش با برآشفتگی آن را توطئهٔ ژنرال‌ها در نافرمانی ضد او خواند و آن‌ها را به محاکمه نظامی تهدید کرد.
اجرای ضدحملهٔ لشکر یکم موتوریزه شوروی به‌همراه ترکیبی از تانک‌های سبک و سنگین در شرق بوریسوف علیه مواضع لشکر هجدهم زرهی ورماخت تلفات سنگینی به هر دو طرف وارد آورد ولی به نتیجه‌ای نرسید و کرایزر نیروهای خود را به پشت رود ناشا در غرب اورشا عقب کشید. لشکر هجدهم زرهی ورماخت پس از کسب این پیروزی، با حضور لشکر هفدهم زرهی ورماخت — که به‌تازگی از ناحیه مینسک به خط مقدم رسیده بود — در جناح چپ آن، در مقابل بقایای سپاه ۴۴ تفنگ‌دار شوروی حرکت آهسته اما مداوم خود را به سمت اورشا آغاز کرد.

## رسیدن ورماخت به رودهای دوینا و دنیپر

### دنیپر
سپاه ۲۴ موتوریزهٔ ورماخت در جناح راست گروه زرهی ۲ شبانگاه روز ۳ ژوئیه به کمک لشکر سوم زرهی در شمال شرقی روگاچف به رود دنیپر رسید. لشکر چهارم زرهی این سپاه نیز ۴۵ کیلومتر بالاتر، در بیخوف خود را به این رود رساند. بارندگی شدید که باعث افزایش عرض رودخانه شده بود، به هیچ‌یک از دو لشکر اجازه برقراری گذرگاه بر روی آن را نداد. بیخوف به عنوان یکی از مستحکم‌ترین نقاط خط استالین، دارای موانع فروان ضد تانک بود و ارتش سرخ به‌شدت از آن دفاع می‌کرد. مدتی بعد، لشکر چهارم زرهی ورماخت توانست از رود گذر کند اما ارتش سرخ آنان را دوباره به جانب غربی دنیپر عقب راند و پل روی رود را منهدم کرد. ساعت ۴:۴۵ بامداد ۵ ژوئیه، مهندسان لشکر چهارم زرهی پل جدیدی بر رود ساختند تا تهاجم لشکر چهارم زرهی با پشتیبانی هویتزرهای ۲۱۰ میلی‌متری ادامه پیدا کند. این پل نیز ساعت ۷:۳۰ صبح تخریب شد اما ساعت ۱۱ صبح دوباره آن را ساختند.
هالدر در یادداشت‌های جنگی خود اذعان کرد: «با نگاه کلی می‌توانیم بگوییم کارمان را در انهدام نیروی زمینی روسیه در این سوی رودهای دوینا و دنیپر به انجام رسانده‌ایم.» او با استناد به اطلاعات به‌دست‌آمده از اوراق جنگی دشمن، اطمینان داشت آلمانی‌ها در آن سوی این دو رود با «نیروهای جزئی» برخورد خواهند کرد که قادر به برهم‌زدن اهداف عملیاتی مهاجمان نیستند. هالدر حتی ادعا می‌کند: «اغراق نکرده‌ام اگر بگویم عملیات علیه روسیه در عرض دو هفته به پیروزی رسیده‌است.» اگرچه در ادامه خاطرنشان می‌کند: «البته هنوز تمام نشده‌است» و «مقاومت سرسختانهٔ دشمن با تمامی امکاناتش، ادامه دارد» و کار پاکسازی می‌تواند هفته‌ها به طول بینجامد.
همزمان، جبههٔ غربی شوروی گزارش کرد که بقایای ارتش‌های چهارم و سیزدهم خود را به آن سوی رود دنیپر رسانده‌اند، ولی تقریباً هیچ‌یک از یگان‌های ارتش‌های سوم و دهم آن موفق به این عمل نشدند. در این زمان بیشتر لشکرهای سپاه‌های ۲ و ۴۴ تفنگ‌دار و سپاه ۱۷ مکانیزه همچنان به مبارزه در جانب غربی رود دنیپر ادامه می‌دادند؛ ارتش سرخ روگاچف، موگیلف و اورشا را به نقاط مستحکم دفاعی تبدیل کرده بود و همچنان از قدرت زیادی در جانب غربی رود برخوردار بود. برای یاری‌کردن نیروهای باقی‌مانده در غرب رود دنیپر به عقب‌نشینی، تیموشنکو به ارتش بیست و یکم شوروی — تحت امر ژنرال گراسیمنکو — دستور داد مواضع خود در طول این رودخانه را تقویت و نیروهایی جهت متوقف‌کردن پیشروی گودریان اعزام نماید. حملهٔ شبانهٔ نیروهای ارتش سرخ از جانب شرقی رود دنیپر در روز ۶ ژوئیه، لشکر دهم پیاده‌نظام موتوریزه در جناح راست سپاه ۲۴ موتوریزهٔ ورماخت را غافلگیر کرد و موجب عقب‌نشستن آن به سمت جادهٔ بابرویسک-روگاچف شد. اگرچه دو گردان زرهی لشکر سوم زرهی ورماخت توانستند اوضاع را به حالت پیشین بگردانند اما در طی آن ۲۲ تانک، نیمی تانک‌های یک گردان کامل، خود را از دست دادند. به‌دلیل خسارات بالا در ادوات زرهی ورماخت و محدودیت زیاد در ظرفیت جایگزینی، از دست دادن همین تعداد تانک نیز برای آلمانی‌ها بسیار گران بود. با ادامهٔ عملیات یگان‌های متعددی از ارتش سرخ در آن که اقدام به انهدام پل‌ها و ایجاد مشکلات تدارکاتی می‌کردند، ناحیه بین رودهای دنیپر و برزینا همچنان برای آلمانی‌ها پرخطر بود.
روز ۶ ژوئیه، سپاه ۳۹ موتوریزه در جناح جنوبی گروه زرهی ۳ شمال اورشا، هدف ضدحملهٔ سپاه‌های ۵ و ۷ مکانیزهٔ ارتش سرخ با قریب به ۷۰۰ تانک قرار گرفت. این نیروهای ارتش سرخ بدون حمایت هوایی در تلاش برای رسیدن به شهر سنو، با لشکرهای هفدهم و هجدهم زرهی از سپاه ۴۷ موتوریزه در جناح شمالی گروه زرهی ۲ نیز درگیر شده بودند. سپاه‌های ۵ و ۷ مکانیزهٔ شوروی ابتدا موفقیت‌هایی کسب کردند و توانستند لشکر هفتم زرهی سپاه ۳۹ موتوریزهٔ ورماخت را از سنو بیرون کنند اما ضعف در تمرکز، پشتیبانی ضعیف و دفاع مؤثر ضدتانک لشکر هفتم زرهی ورماخت به‌سرعت آن‌ها را متوقف کرد. ضدحملات مکرر دو سپاه مکانیزه قادر به شکستن خط ورماخت نشد و سنو ۸ ژوئیه دوباره به تصرف آلمانی‌ها درآمد. نیروهای زرهی ورماخت موفق شدند طی پنج روز با پشتیبانی هوایی سپاه ۸ هوایی، ضربهٔ سختی به این دو سپاه مکانیزهٔ شوروی و پیاده‌نظام پشتیبان آن وارد کنند و به پیشروی سریع به‌سمت اورشا ادامه دهند. دو سپاه ۵ و ۷ مکانیزهٔ شوروی به‌دلیل ضعف در فرماندهی، با تحمل تلفات سنگین انسانی در جریان این نبردها در مجموع ۸۳۲ تانک از ۲ هزار تانک خود را از دست دادند و در حالیکه عملاً منهدم شده و دیگر یگان تأثیرگذاری نبودند، به شکل آشفته‌ای به سمت شرق رود دنیپر عقب نشستند. تنها فایدهٔ این ضدحملات ناموفق، ایجاد مقداری تأخیر در تصرف اورشا توسط آلمانی‌ها به قیمتی گران بود.
حین مواجههٔ لشکرهای سپاه‌های ۳۹ و ۴۷ موتوریزهٔ ورماخت در غرب اورشا با این مقاومت قدرتمند، سپاه ۴۶ موتوریزه در مرکز خط مقدم گروه زرهی ۲ نیز برای مدت کوتاهی در رود برزینا — در پوگوست و جنوب آن — در مسیر موگیلف متوقف گشت. در ادامه، این سپاه بر مقاومت سرسختانه بقایای لشکرهای ۶۴، ۱۰۰، ۱۰۸ و ۱۶۱ تفنگ‌دار از ارتش سیزدهم و سپاه‌های ۴ هوابرد و ۲۰ مکانیزه شوروی غلبه کرد و دو لشکر آن توانستند تا اواخر روز ۷ ژوئیه به نیمهٔ راه بین رودهای برزینا و دنیپر برسند.

### دوینای غربی

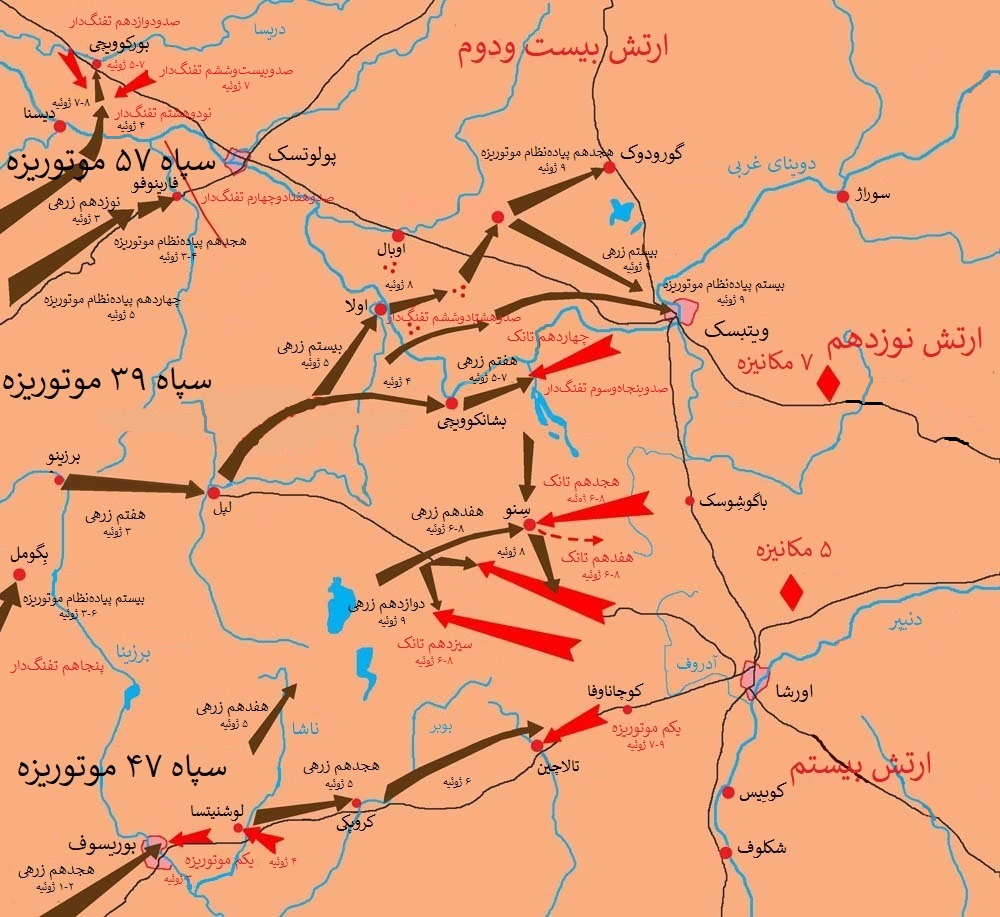
نقشه پیشروی ورماخت به سمت ناحیه ویتبسک-اورشا و ضدحمله سپاه‌های ۵ و ۷ مکانیزه شوروی

در حالی که تیموشنکو تمام نیروی خود را صرف عقب راندن آلمانی‌ها در مرکز خط مقدم می‌کرد، خط دفاعی او در جانب شمالیِ رود دوینای غربی نازک بود. در این موقعیت، ارتش بیست و دوم جبههٔ غربی شوروی در حال دفاع از تمامی طول خط مقدم در برابر گروه زرهی ۳ ورماخت بود. این ارتش نمی‌توانست سپاه ۵۷ موتوریزه در جناح شمالی گروه زرهی ۳ ورماخت را از گذرگاه خود در دیسنا بر رود دوینای غربی عقب براند.

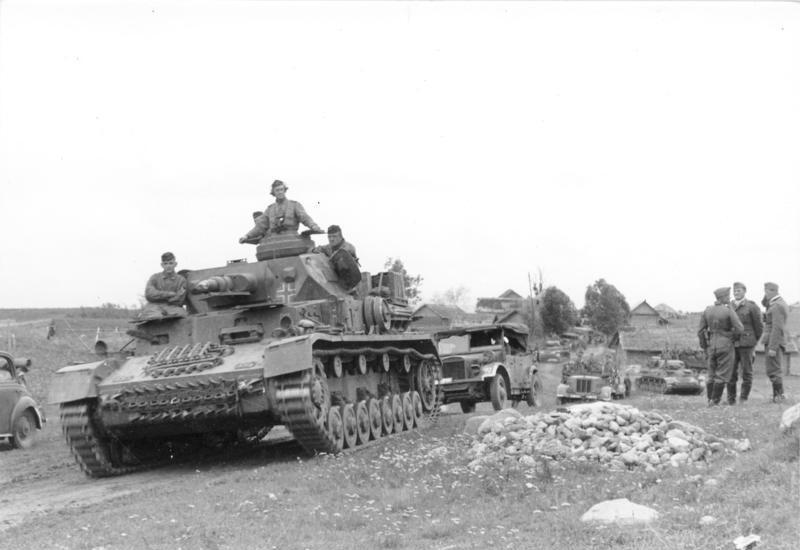
نیروهای آلمانی در ویتبسک، ژوئیه ۱۹۴۱

در جانب شمالی، گروه زرهی ۳، بر خلاف پیشروی فراخ گروه زرهی ۲، در جناح شمالی خود با سپاه ۵۷ موتوریزه پولوتسک و بین رود دریسا حالت تدافعی گرفت و تمام حملاتش را با سپاه ۳۹ موتوریزه بر ویتبسک در جناح جنوبی خود متمرکز کرده بود، زیرا اراضی شمال ویتسبک پوشیده از مرداب‌ها، دریاچه‌ها و جنگل‌ها بود. مهاجمان سرانجام در ۹ ژوئیه به‌کمک چهار لشکر دیگر این شهر را تصرف کردند. عناصر شوروی پیش از عقب‌نشینی، این شهر را به آتش کشیدند. در پی سقوط ویتبسک، لشکر چهاردهم تانک از سپاه ۷ مکانیزهٔ شوروی نیز، که در درگیری با لشکر هفتم زرهی ورماخت بیش از نیمی از تانک‌های خود را از دست داده بود، در شمال سنو محاصره شد. همان روز، لشکر بیستم زرهی سپاه ۳۹ موتوریزهٔ ورماخت با پشتیبانی وسیع هوایی از مواضع ارتش بیست و دوم شوروی بر رود دوینا غربی در اولا گذشت و گورودوک را به سلطه درآورد.

گذر لشکر بیستم زرهی از سپاه ۳۹ موتوریزه از رود دوینا، ۹ ژوئیه

موفقیت گروه زرهی ۳ جناح شمالی جبهه غربی شوروی را درهم‌شکست و مابقی مواضع دفاعی ارتش سرخ در طول رود دوینای غربی را بی‌تاثیر کرد. در پی این رخنه در دفاع دشمن و حصول آزادی عملیاتی، نیروهای هوت قادر به نفوذ عمیق دیگری در خطوط شوروی بودند اما فرسودگی حاصل درگیری‌های گذشته تحرک را تا حدود زیادی از آن‌ها گرفته بود؛ به وجهی که اسناد جنگی مربوط به روز ۸ ژوئیه این گروه زرهی گزارش از «خسارات سنگین مادی و انسانی» مخصوصاً در بین افسران و تانک‌ها می‌دهد. همان روز گروه زرهی ۳ در گزارش دیگری به قرارگاه‌های ارتش چهارم زرهی و گروه ارتش مرکز، مشکلات عملیاتی خود را فراتر از امکان تشریح مناسب آن‌ها از طریق مخابره رادیویی می‌داند.
در همین هنگام نیاز به لشکر دوازدهم زرهی از گروه زرهی ۳ در محاصره بیاویستوک-مینسک مرتفع شده و این لشکر می‌توانست در پیشروی قوای زرهی ورماخت در عمق اراضی دشمن مشارکت کند.

## آماده‌سازی ورماخت جهت گذر از دنیپر
حرکت دو گروه زرهی ورماخت در قالب برنامه به محاصره درآوردن مجدد نیروهای دشمن در یک منطقه بزرگ این بار با بستن حلقه محاصره در شرق اسمولنسک و در ادامه پیش‌روی سرنیزه زرهی با هدف مسکو صورت می‌گرفت. جهت اجرای چنین عملیاتی، حفظ اتصال ضروری با گروه زرهی ۳ با توقف پیشروی جناح راست گروه زرهی ۲ و الحاق به گروه زرهی ۳ در جانب چپ لازم به نظر می‌رسید. با این حال با عدم وقوع چنین اتفاقی، گودریان ۷ ژوئیه لشکر هفدهم زرهی از سپاه ۴۷ موتوریزه ورماخت را که زیر حملات ارتش سرخ حالت تدافعی گرفته بود، به جانب غربی رود دنیپر عقب کشید تا از آن در حمله به اورشا استفاده کند. با این حال گودریان در حال آماده‌سازی جهت گذر از دنیپر در بیخوف در شمال روگاچف و شکلوف و کوپیس بین موگیلف و اورشا بود. او با جابه‌جایی نیروها قصد داشت بزرگ‌ترین تمرکز نیروهای شوروی در گذرهای اصلی در ژلوبین، موگیلف، روگاچف و اورشا را دور بزند و از ضعیف‌ترین قسمت خط دفاعی دشمن که مربوط به نیروهای ذخیره تاکتیکی در ارتش سیزدهم شوروی بود، عبور کند. در این رویکرد مواضع قدرتمند دشمن بعداً توسط پیاده‌نظام پاکسازی می‌شدند. این عمل نه تنها تعداد زیادی از نیروهای دشمن را پشت سر گروه زرهی ۲ باقی می‌گذاشت، جناح جنوبی آن را نیز متحمل تهدید ضدحمله دشمن در شرق رود می‌کرد. روز ۸ ژوئیه سپاه ۲۴ موتوریزه ورماخت به نقشه‌ای از توان ارتش سرخ در ناحیه روگاچف-ژلوبین دست یافت که نشان‌گر تمرکز نیروهای قدرتمندی از دشمن در گومل در جناح جنوبی گروه ارتش مرکز بود. اطلاعات این نقشه از امکان اجرای ضدحمله‌ای برنامه‌ریزی‌شده از جنوب شرقی پس از عبور گروه زرهی ۲ از رود خبر می‌داد. از همین رو لئو گیر فن شوپنبورگ، فرمانده سپاه ۲۴ موتوریزه ورماخت توصیه به به‌تعویق افتادن تهاجم تا رسیدن پیاده‌نظام به بابرویسک یا تا هنگام تقویت این سپاه کرد.
فن کلوگه قصد داشت گذر گودریان از دنیپر را تا هنگام رسیدن دو سپاه پیاده‌نظام تحت امر خود، جهت استفاده از یاری آن‌ها، به تأخیر بیندازد. گودریان نیز نگران‌هایی از دشواری شکستن خط دفاعی دشمن بر رود دنیپر بدون انتقال یگان‌های پیاده‌نظام با قطار داشت. با این حال ظرفیت ریلی گروه ارتش مرکز تنها پاسخگوی انتقال تدارکات کافی به خط مقدم بود.
به هر صورت، با وجود درخواست نیروی کمکی از ارتش دوم ورماخت و گسیل گشتن با عجله لشکرهای یکم سواره‌نظام و پنجاه و دوم و دویست و پنجاه و پنجم پیاده‌نظام از طرف این ارتش جهت پوشش جناح جنوبی گروه زرهی ۲، گودریان قصد داشت با تانک‌های خود و بدون منتظر ماندن جهت رسیدن لشکرهای پیاده‌نظام تهاجم را ادامه دهد. او در حال متمرکز کردن سپاه‌های ۴۶ و ۴۷ موتوریزه خود در ناحیه بین اورشا و موگیلف و سپاه ۲۴ موتوریزه در جنوب موگیلف بود. اطلاع فن کلوگه از این موضوع که نوعی عمل واگرا نسبت به گروه زرهی ۳ به حساب می‌آمد، موجب اختلاف نظر بین این دو تن شد. فن کلوگه با دیدار از قرارگاه گودریان در اوایل روز ۹ ژوئیه، با گذر او از دنیپر بدون انتظار برای پشتیبانی پیاده‌نظام و توپخانه بیشتر مخالفت کرد. گودریان با بی‌اعتمادی نسبت به فن گلوله، اعلام نمود سپاه‌های ۲۴ و ۴۶ موتوریزه در مواضع آغاز تهاجم متمرکز شده‌اند و نگاه داشتن طولانی آن‌ها در این موقعیت موجب قرار گرفتن این سپاه‌ها در معرض تهدید حملات هوایی دشمن می‌شود. او حتی مدعی شد اگر این حمله با موفقیت اجرا گردد کل عملیات بارباروسا در همین سال مختومه خواهد شد. نهایتاً با استناد گودریان به طرح عملیاتی پیش از جنگ و عدم دریافت دستور الزام‌آور دیگری توسط او، فن کلوگه همان روز با این حرکت موافقت نمود. آگاهی کامل از اختیار اعطا شده از جانب فرماندهی گروه ارتش مرکز و فرماندهی عالی نیروی زمینی آلمان به گودریان سبب عقب‌نشینی با اکراه فن کلوگه گشت.
با این حال فرماندهی گروه ارتش مرکز که خواهان تقویت گروه زرهی ۳ و موفقیت‌های اولیه آن بود، به فیلدمارشال فن کلوگه توصیه کرد دستور به توقف گروه زرهی ۲ و کاهش فاصله آن در جناح چپ با نیروهای هوت بدهد. در این زمان نیروهای فن کلوگه در خط مقدمی فراخ همانند «انگشتان باز یک دست» به اطراف پخش شده بودند و فن بک از او می‌خواست با کاهش فاصله بین آن‌ها یک «مشت» بسازد. با این وجود، فن کلوگه که در دادن چنین دستوری مردد بود، کاملاً بر عکس، فرمان به الحاق لشکر تازه‌فرارسیده دوازدهم زرهی گروه زرهی ۳ به جناح چپ گروه زرهی ۲ که در شرایط حساسی بود، داد. این تصمیمات با عواقبی جدی، موجب تضعیف برنامه آلمانی‌ها در تمرکز حمله بر منطقه شمال اسمولنسک به عنوان مستقیم‌ترین راه به طرف مسکو می‌شد. به هر صورت اگر مسئله تندرهای تابستانه، راه‌های ضعیف، اراضی مردابی و مقاومت شدید دشمن عمل به خواسته فن بک را غیرممکن نساخته بود، آن را بسیار دشوار کرده بود. این درحالی بود که ظاهراً هیچ فرمان مرتبط با یکدیگری برای این دو گروه زرهی صادر نشده بود و آن‌ها با فرض این که تمرکز عملیاتی هر دو همچنان اسمولنسک و ویتبسک است، به اندازه کافی از مقاصد تاکتیکی و راهبردی یکدیگر آگاهی نداشتند. این شرایط از عدم وحدت فرماندهی در گروه ارتش مرکز ناشی می‌شد که بخشی از آن تحت کنترل فن کلوگه در ارتش چهارم زرهی بود و یک پیشروی نیرومندانه را غیرممکن می‌ساخت. به هر صورت تصمیمات فن کلوگه در هماهنگی با اهداف هیتلر، همان‌طور که در ۸ ژوئیه به اطلاع هالدر رسید، پس از رسیدن هر دو گروه زرهی به مقاصدشان بنا بر طرح اولیه، آماده بودن گروه زرهی ۳ جهت حرکت به سمت لنینگراد یا مسکو و چرخش گروه زرهی ۲ در شرق رود دنیپر به سمت جنوب یا جنوب شرقی و همکاری با گروه ارتش جنوب بود. درحالیکه فیلدمارشال فن بوک و فرمانده گروه زرهی ۳ خواهان تمرکز هر دو گروه زرهی بر پل خشکی اسمولنسک به جهت پیشروی به سمت مسکو بودند.

## طرح ادامه تهاجم ورماخت
با توسل به عقیده هیتلر و ظاهراً خود هالدر بر این که اتمام کار نیروهای دشمن در اطراف اسمولنسک، آلمانی‌ها را به سادگی بر تمامی اراضی تا منطقه ولگای علیا بدون مقاومت جدی مسلط خواهد کرد، هالدر موقتاً سخنان ۸ ژوئیه هیتلر در به‌کارگیری گروه‌های زرهی در جهات دیگر را کنار نهاد تا در نهایت حمله‌ای با استفاده از هر دو گروه زرهی به عنوان سرنیزه به قصد به محاصره درآوردن مقدار زیادی از نیروهای دشمن و شکستن خط مقدم آن با سلطه بر مثلث اسمولنسک-اورشا-ویتبسک طرح‌ریزی شود. بر اساس این طرح، در جناح جنوبی، سپاه ۲۴ موتوریزه در جناح راست گروه زرهی ۲ می‌بایست بر جاده بین پروپویسک و روسلافل مسلط می‌شد، سپاه ۴۶ موتوریزه در مرکز در جهت محور هورکی-پوچینوک-یلنیا پیش‌روی می‌کرد و سپاه ۴۷ موتوریزه در جناح چپ در جنوب بزرگراه مینسک-اسمولنسک حرکت می‌نمود. در جانب شمالی گروه زرهی ۳ به پیشروی خود به طرف مسکو ادامه می‌داد. هدف این نیرو رسیدن به خط برزوفکا-ولیژ-نفل بود. حمله اصلی این گروه زرهی متوجه ارتفاعات بین نفل و اسمولنسک می‌شد. پس از حصول این نتیجه، سپاه ۳۹ موتوریزه می‌بایست دشمن را به سمت ولیژ تعقیب می‌کرد و سپاه ۵۷ موتوریزه به سمت نفل می‌رفت. لشکرهای هفتم و دوازدهم زرهی مسئولیت پوشش محاصرهٔ در حال تکمیل در حوالی اسمولنسک و مراقبت از جناح جنوبی گروه زرهی ۳ جهت ممانعت از خروج نیروهای دشمن از منطقه به سمت شمال و شرق را داشتند. هالدر روز ۱۳ ژوئیه گزارشی در این باره به هیتلر ارائه نمود. هیتلر ضمن تأیید طرح مذکور، بر اهمیت انهدام توان نظامی باقی مانده شوروی نسبت به ادامه حرکت به سمت شرق، تأکید کرد. پیشوا در این جلسه اشاره ویژه‌ای بر یاری‌رسانی عناصری از گروه زرهی ۲ به گروه ارتش شمال نمود.

## اقدام دفاعی شوروی
با وجود این که برآورد روز ۸ ژوئیه آلمان تمامی نیروهای تیموشنکو در جبهه غربی شوروی را ۱۱ لشکر می‌دانست، در حقیقت گروه ارتش مرکز ورماخت با ۶۶ لشکر ارتش سرخ در این بخش از جبهه مواجه بود. به هر حال این نیروهای شوروی که مأمور به دفاع از خط رود دنیپر به هر قیمتی و آماده‌سازی جهت اجرای ضد حملات در صورت لزوم بودند، در آشفتگی و بی‌نظمی شدیدی به سر می‌بردند و در زمینه تجهیزات کمبودهای جدی داشتند. چهار ارتش شوروی در خط مقدم جبهه غربی روز ۱۰ ژوئیه در مجموع تنها ۱۴۵ تانک، ۳۸۰۰ توپ و خمپاره‌انداز، ۳۸۹ هواگرد غیرقابل استفاده و تعداد اندکی تسلیحات ضد تانک و ضدهوایی در اختیار داشتند. تا این زمان ذخیره تاکتیکی برای جبهه غربی شوروی دیگر وجود نداشت و آنچه تا به کنون فرماندهی عالی شوروی لایه عملیاتی در طول دوینا-دنیپر می‌خواند به لایه تاکتیکی بدل شده بود که با ادامه فشار آلمانی‌ها از انعطاف‌پذیری و تحرک‌پذیری کمی برخوردار بود. از این رو استاوکا شروع به استقرار ارتش‌های ذخیره راهبردی بلافاصله پس از بسیج شدن آن‌ها، پشت سر جبهه غربی کرد.
با ایجاد جبهه مرکزی در مناطق نفل و ویتبسک جهت پشتیبانی از ارتش‌های بیستم و بیست و دوم و تشکیل ارتش‌های بیست و نهم، سی‌ام، سی و یکم و سی و دوم در شمال شرقی ویتبسک توسط استاوکا، تیموشنکو روز ۹ ژوئیه به ارتش نوزدهم، بیستم و بیست و دوم فرمان داد با اجرای ضدحمله شکاف در حال ایجاد در مواضع دفاعی جبهه غربی در حوالی ویتبسک را پوشش دهند. تهاجم ارتش نوزدهم شوروی با پشتیبانی بقایای دو سپاه از پیش به شدت آسیب‌دیده ۵ و ۷ مکانیزه از ۱۰ ژوئیه از سمت جنوب به سمت ویتبسک پس از دو روز مبارزه سنگین توسط قوای آلمانی دفع و ۱۰۰ تانک دیگر ارتش سرخ توسط لشکرهای هفتم و دوازدهم زرهی ورماخت منهدم شد.

## گذر ورماخت از دنیپر و دوینا
در بخش جنوبی، طبق برنامه، روزهای ۱۰ و ۱۱ ژوئیه تهاجم گروه زرهی ۲ با ۴۵۰ تانک عملیاتی، سه برابر تانک‌های گروه زرهی ۳، موفق به دستیابی به گذرگاه‌هایی در دو طرف موگیلف، در شکلوف و کوپیس به ترتیب توسط سپاه‌های ۴۶ و ۴۷ موتوریزه ورماخت و در بیخوف توسط سپاه ۲۴ موتوریزه ورماخت، شد. لشکر بیست و نهم پیاده‌نظام موتوریزه سپاه ۴۷ موتوریزه ورماخت با پشتیبانی گردان ۲۰۳ توپ‌های تهاجمی اشتوگ، یک آتشبار سنگین ضدهوایی، مهندسان سپاه و سایر یگان‌ها، پس از چند اقدام و دفع ضد حملات مکرر ارتش سرخ، جای پایی آن سوی رود برای خود باز کرد. این عمل با فائق آمدن بر دفاع لشکر صدم تفنگ‌دار ارتش بیستم شوروی حاصل گشت. همزمان، مقداری به سمت جنوب، لشکر دهم زرهی سپاه ۴۶ موتوریزه ورماخت نیز با حمله به نزدیکی محل اتصال ارتش‌های سیزدهم و بیستم شوروی و عقب راندن لشکر پنجاه و سوم تفنگ‌دار ارتش سیزدهم شوروی، گذرگاهی برای خود تصاحب نمود. یگان‌های ارتش سیزدهم شوروی در جنوب موگیلف وادار به رها کردن کریچف و عقب‌نشینی به سمت شرق و جنوب شرقی شدند. بدین شکل، حرکت نیروهای گودریان با پشتیبانی گسترده هوایی، اتصال ارتش‌های سیزدهم و بیستم شوروی را قطع کرد. جناح ۵۱ جنگنده لوفت‌وافه از سپاه ۲۴ موتوریزه و سپاه‌های ۸ و ۲ هوایی به ترتیب از سپاه‌های ۴۷ و ۴۶ موتوریزه گروه زرهی ۲ ورماخت پشتیبانی می‌کردند. با توجه به کمبود مهمات توپخانه در گروه زرهی ۲، حملات هوایی لوفت‌وافه در ۱۰ ژوئیه نقش بسزایی در پیشروی نیروهای گودریان ایفا نمودند.
تیموشنکو به استناد گزارش‌های اطلاعاتی، از قصد آلمانی‌ها در گذر رود مطلع بود اما تصور می‌کرد تهاجم گودریان در روگاچف خواهد بود؛ از همین رو ارتش بیست و یکم شوروی را در این شهر متمرکز کرده و تنها لشکر صد و هشتاد و هفتم تفنگ‌دار از ارتش سیزدهم شوروی را در دفاع شمال بیخوف باقی گذاشته بود. غافلگیری حاصل از تهاجم سپاه ۲۴ موتوریزه ورماخت در بیخوف امکان دفاع از خط رود دنیپر را از نیروهای شوروی گرفت. پس از شکسته شدن مقاومت مدافعان و گذر نیروهای زرهی گودریان از رود دنیپر، مهندسان آلمانی شروع به احداث دو پل دیگر بر آن کردند. در همین حال، عناصری از لشکر سوم زرهی سپاه ۲۴ موتوریزه ورماخت تهاجمی نیز به موگیلف صورت دادند که موفقیت‌آمیز نبود و حمله لشکر هفدهم زرهی سپاه ۴۷ موتوریزه ورماخت در نزدیکی اورشا دفع گردید. بدین ترتیب عبور قوای گودریان از نقاط ضعیف دفاع رود دنیپر با موفقیت حاصل گشت و اورشا و شهر مستحکم موگیلف پشت سر نهاده شدند. تا میانه روز ۱۱ ژوئیه ارتش دوم ورماخت، پشت سر گروه زرهی ۲، خود را به رود برزینا رساند و با راهپیمایی اجباری در حال حرکت به سمت رود دنیپر در شرق بود.
در جناح شمالی، تا روز ۱۲ ژوئیه تمامی لشکرهای دو سپاه موتوریزه گروه زرهی ۳ نیز از رود دوینای غربی عبور کردند و پشت سر آن‌ها، لشکرهای هر سه سپاه پیاده‌نظام ارتش نهم ورماخت خود را به این رود رساندند.
پس از تصاحب گذرگاه‌ها و رخنه در دفاع جبهه غربی شوروی در طول رودهای دنیپر و دوینا، گودریان و هوت، همانند گذشته، تهاجم را در تمامی طول خط مقدم ۲۵۰ کیلومتری خود ادامه دادند. گودریان از سپاه ۴۷ موتوریزه ورماخت در جناح شمالی خواست مستقیماً به سمت اسمولنسک پیشروی کند. سپاه ۴۶ موتوریزه ورماخت در مرکز مأمور به حرکت در جهت شرق از طریق گورکی به سمت پوچینوک در ۴۸ کیلومتری جنوب اسمولنسک و سپاه ۲۴ موتوریزه ورماخت در جناح جنوبی نیز موظف به پیشروی به طرف شرق از طریق چوواسی و کریچف به سمت روسلافل در ۱۰۰ کیلومتری جنوب شرقی اسمولنسک، شد. از آنجایی که سپاه ۲۴ موتوریزه ورماخت می‌بایست از جناح راست گروه زرهی ۲ محافظت می‌کرد، فن بک لشکر یکم سواره‌نظام ورماخت را به گودریان سپرد تا موج دوم تهاجم را پشت سر سپاه ۲۴ موتوریزه ورماخت ایجاد کند.
همزمان با خوش‌بینی هالدر و سایر آلمانی‌ها در ارزیابی موفقیت‌های پیش روی گروه ارتش مرکز، شوروی در تلاش برای سامان دادن به خط مقدم بهم ریخته خود در مقابل پیشروی دشمن و گردآوری نیروهای جدید برای از سرگیری ضد حملات بود. روز ۱۲ ژوئیه، استاوکا به جبهه غربی شوروی دستور داد بدون تضعیف جبهه اورشا و موگیلف، بلافاصله با تمامی نیروهای در دسترس در نواحی اسمولنسک، رودنیا، اورشا، پولوتسک و نفل، ضدحمله قدرتمند و هماهنگی جهت انهدام نیروهای رخنه کرده دشمن در ویتبسک ترتیب دهد و با تمامی نیروی هوایی در اختیار جبهه از آن پشتیبانی کند. این جبهه همچنین موظف شد عملیات‌هایی در محور گومل و بابرویسک آغاز نماید تا مناطق پشت سر تجمع نیروهای دشمن در بابرویسک را تحت فشار بگذارد. بدین ترتیب ارتش‌های سوم، چهاردهم، نوزدهم، بیستم، بیست و یکم و بیست و دوم شوروی می‌بایست در مقابل حرکت نیروهای آلمانی به سمت اسمولنسک، اقدام به حملات پیش‌دستانه می‌کردند. قصد تیموشنکو از این ضدحمله محاصره و انهدام گروه‌های زرهی گودریان و هوت و بازیابی دفاع جبهه غربی شوروی در طول رود دنیپر بود. بدین منظور، ارتش‌های بیست و دوم و نوزدهم شوروی می‌بایست ویتبسک و خط رود دوینای غربی را باز تصرف می‌کردند، ارتش‌های بیستم و شانزدهم شوروی می‌بایست دفاع جبهه غربی را بین مناطق اورشا و شکلوف بازمیافتند و ارتش‌های سیزدهم و بیست و یکم به همراه بقایای ارتش چهارم شوروی نیروهای آلمانی را در شرق موگیلف و روگاچف پاکسازی و به سمت بابرویسک پیشروی می‌نمودند.
به هر صورت، با توجه به شرایط، هیچ بخش از این طرح قابل تحقق به نظر نمی‌رسید. سپاه ۵۷ موتوریزه ورماخت در جناح چپ گروه زرهی ۳، در همکاری با سپاه‌های ۵۰ و ۲۳ ارتش نهم ورماخت، پیش از این ارتش بیست و دوم شوروی را از مواضع دفاعی خود در طول رود دوینای غربی در شمال غربی پولوتسک عقب رانده، آن را به دو نیم کرده و با پیشروی در جناحین آن، هر دو قسمت را در خطر محاصره قرار داده بود. در این زمان ارتش بیست و دوم شوروی با تنها شش لشکر برای دفاع از خط مقدمی به طول ۲۷۴ کیلومتر، کاملاً در حال عقب‌نشینی بود. با وجود پایداری لشکر ۱۷۴ تفنگ‌دار ارتش بیست و دوم شوروی در ناحیه استحکامات پولوتسک، سرنیزه زرهی هوت پولوتسک را دور زده و به سرعت در جهت شمال به سمت نفل رفتند. نفل یک مرکز ارتباطات جاده‌ای و ریلی مهم به حساب می‌آمد که استافکا از آن به عنوان نقطه جمع‌آوری نیروهای در حال عقب‌نشینی و استقرارنیروی کمکی استفاده می‌کرد. همزمان سپاه ۳۹ موتوریزه ورماخت در جناح راست گروه زرهی ۳، با پشتیبانی سپاه ۵ ارتش نهم ورماخت، تا ۱۳ ژوئیه لایه نخست ارتش نوزدهم شوروی را در هم شکسته و ولیژ را به تصرف خود درآورد تا نیروهای تکه‌تکه شده ارتش نوزدهم شوروی در آشفتگی شدیدی به سمت اسمولنسک پس زده شوند. مقداری به سمت جنوب، سپاه ۴۷ موتوریزه ورماخت در جناح چپ گروه زرهی ۲ نیز همان روز با لشکر هفدهم زرهی، اورشا را از ارتش بیستم شوروی تصرف نمود و در حال محاصره عمیق جناحین چپ و راست آن بود. هنگامی که فرمان تیموشنکو به ارتش بیستم شوروی رسید، این ارتش با نیرویی از پیش صرف‌شده، چاره‌ای جز عقب‌نشینی به سمت شرق نداشت. ارتش سیزدهم شوروی نیز پیش از این ضربه سختی از سپاه‌های ۴۶ و ۲۴ موتوریزه ورماخت خورده بود و نیروهای دشمن به شکل عمیقی پشت سر آن رخنه کرده بودند. این ارتش هم مدتی بعد وادار به عقب‌نشینی شد.
با این حال، ضدحمله تیموشنکو با تنها ارتش باقی مانده برای او، به شکلی نامنظم از روز ۱۳ ژوئیه، با یورش ۲۰ لشکر ارتش بیست و یکم شوروی با پشتیبانی بقایای ارتش سوم آن، به سمت بابرویسک در جناح جنوبی پیشروی گودریان، به منظور شکستن اتصال گروه زرهی ۲ و ارتش دوم ورماخت در پشت سر آن، آغاز شد. مطابق انتظار، گروه زرهی ۲ به شدت از جانب ناحیه گومل در جنوب شرقی هدف ضدحمله نیروهای ارتش سرخ قرار گرفت که با یورش‌هایی در ناحیه موگیلف و اورشا در جناح داخلی آن همراه شد. ضدحمله سپاه ۶۳ تفنگ‌دار ارتش بیست و یکم شوروی با سه لشکر به مواضع نیروهای آلمانی در نزدیکی روگاچف و ژلوبین، موجب عقب رانده شدن موقت آن‌ها به سمت غرب شد. ارتش بیست و یکم شوروی ضمن پس گرفتن این دو شهر، به پیشروی به سمت بابرویسک علیه جناح جنوبی سپاه ۲۴ موتوریزه ورماخت ادامه داد. نیروهای شوروی با گذر از رود دنیپر و نفوذ عمیق در مواضع آلمانی‌ها، تا روز ۱۵ ژوئیه با لشکر ۲۳۲ تفنگ‌دار موفق به پیشروی تا عمق ۸۰ کیلومتری شدند و پل‌هایی بر روی رودهای برزینا و پتیچ تصرف کردند؛ تا این که سپاه ۵۳ ارتش دوم ورماخت موجب توقف آن‌ها گشت. ضدحمله ارتش سرخ موجب شد سپاه ۲۴ موتوریزه ورماخت با تغییر مسیر تهاجم نتواند بر چوواسی مسلط شود. این ضدحملات قدرتمند در جناح راست گروه زرهی ۲ و علیه ارتش دوم که جانب جنوبی را پوشش می‌داد، موجب کاهش قابل توجه سرعت بازوی جنوبی طرح هالدر برای محاصره درآوردن نیروهای ارتش سرخ شد. گروه ارتش مرکز وادار گردید سپاه ۴۳ ورماخت را جهت حفاظت از جناح راست گروه زرهی ۲، از جایگاه ذخیره وارد میدان کند. به هر حال، تمامی اراضی پیشروی شده توسط ارتش بیست و یکم شوروی تا روز ۲۰ ژوئیه مجدداً به سلطه آلمانی‌ها درآمد.

## طرح محاصرهٔ اسمولنسک
روز ۱۴ ژوئیه، فیلدمارشال فون بک به ارتش چهارم زرهی دستور داد به سمت خط بلیی-یارتسفو-یلنیا در شرق پیشروی کند و با نیروهای خود، سه ارتش شوروی در شمال و غرب اسمولنسک را محاصره کند. همزمان دو وظیفه نیز بر عهدهٔ ارتش‌های دوم و نهم ورماخت نهاده شد: نخست، دنباله‌روی و پشتیبانی از ارتش چهارم زرهی و دو گروه زرهی و تلاش برای انهدام منطقهٔ تحت محاصره؛ دوم، محافظت از جناحین شمالی و جنوبی گروه ارتش مرکز در عملیاتی تهاجمی به‌همراه یک سپاه موتوریزه از گروه زرهی وابسته. ارتش نهم ورماخت به‌طور ویژه می‌بایست به‌همراه سپاه ۵۷ موتوریزهٔ ورماخت از طریق نفل  به‌سمت ولیکیه لوکی پیش می‌رفت تا از جناح شمالی گروه ارتش مراقبت کند و اتصال با گروه ارتش شمال را حفظ نماید. ارتش دوم ورماخت نیز موظف بود در همکاری با سپاه ۲۴ موتوریزهٔ ورماخت، خط رود سوژ را از نیروهای شوروی پاکسازی کند و برای محافظت از جناح جنوبی گروه ارتش، به‌سمت ناحیهٔ گومل یورش بَرَد. سرانجام ارتش‌های نهم، چهارم و دوم ورماخت می‌بایست به خط بائفو-اسمولنسک-روسلافل می‌رسیدند. بنابراین تا هنگامی که سپاه‌های پیاده‌نظام خود را به موقعیت برسانند، سپاه‌های موتوریزهٔ دو گروه زرهی می‌بایست یک خط محاصرهٔ بیرونی در شرق اسمولنسک می‌ساختند و از آن دربرابر ارتش سرخ — که می‌کوشید نیروهای محاصره‌شدهٔ خود را نجات دهد — دفاع می‌کردند؛ همچنین یک حلقه درونی محاصره پیرامون ناحیهٔ اسمولنسک تشکیل می‌دادند. سپاه ۳۹ موتوریزهٔ ورماخت موظف بود با بخشی از نیروهای خود از شمال شرقی و شرق اسمولنسک محافظت کند و با بقیهٔ نیروهایش، محاصرهٔ اسمولنسک را از شرق و شمال تنگ‌تر نماید. در جنوب، سپاه ۴۷ موتوریزهٔ ورماخت می‌بایست اتصال منطقهٔ تحت محاصره را از مناطق جنوبی قطع می‌کرد. سپاه ۴۶ موتوریزهٔ ورماخت نیز موظف بود با حرکت به شرق، حلقهٔ محاصرهٔ بیرونی در ناحیهٔ یلنیا تشکیل دهد. سپاه‌های پیاده‌نظام هم قرار بود پس از رسیدن به این منطقه، سپاه‌های موتوریزه را آزاد کنند، حلقهٔ محاصرهٔ درونی بسازند و آن را منهدم کنند. سپاه ۳۹ موتوریزهٔ ورماخت پس از محاصره می‌بایست یک حلقه بیرونی از رود دوینای غربی تا یارتسفو تشکیل می‌داد تا از جانب شمالی، شمال شرقی و شرقی اسمولنسک محافظت کند. همزمان سپاه ۴۶ موتوریزهٔ ورماخت  نیز در جنوب — از یلنیا تا رود سوژ — چنین اقدامی می‌نمود. سپاه ۴۷ موتوریزهٔ ورماخت پس از انجام مأموریت در جایگاه ذخیره و پشتیبانی از سپاه ۴۶ موتوریزهٔ ورماخت قرار می‌گرفت.

## حرکت ورماخت به سمت اسمولنسک
تا پایان روز ۱۳ ژوئیه، هنگامی که لشکر هفدهم زرهی از سپاه ۴۷ موتوریزه ورماخت اورشا را در نهایت به تصرف آلمانی‌ها درآورد، دفاع جبهه غربی شوروی در طول رود دنیپر کاملاً فروپاشید. تیموشنکو روز ۱۴ ژوئیه در گزارش به استاوکا وضعیت جبهه غربی شوروی را «بسیار پیچیده» و آلمانی‌ها را در حال نمایش «انرژی عظیم در رخنه» توصیف کرد. او همچنین افزود: «نیروهای ما به جهت عقب‌نشینی ادامه‌دار، رزم مداوم اخیر و خسارات شدید در زمینه تسلیحات، ناپایدار هستند.» در طرف مقابل، گروه ارتش مرکز ورماخت ضمن دستیابی به پیروزی‌ها بزرگ و وارد آوردن ضربه‌ای جدی به دفاع جبهه غربی شوروی، تا این مرحله از نبرد خسارت عمده‌ای متحمل نشده بود.
در جناح شمالی گروه ارتش مرکز، درحالیکه لشکر دوازدهم زرهی سپاه ۳۹ موتوریزه ورماخت به دستور فن کلوگه معطوف اسمولنسک بود و نمی‌توانست در پیشروی نیروهای هوت پس از شکستن خط مقدم دشمن مشارکت کند، لشکرهای هفتم و بیستم زرهی، دو لشکر دیگر سپاه ۳۹ موتوریزه در جناح جنوبی گروه زرهی ۳، روز ۱۳ ژوئیه خود را به دمیدوف و ولیژ، در ۶۰ و ۱۱۰ کیلومتری شمال اسمولنسک، رساندند. در مقابل این حرکت، سه لشکر تفنگ‌دار سپاه ۲۵ تفنگ‌دار ارتش نوزدهم شوروی در جنوب شرقی ویتبسک، بدون مقاومت، دست به عقب‌نشینی زدند. در همین حین سرلشکر سرگی چستوخفالوف، فرمانده سپاه ۲۵ تفنگ‌دار شوروی به همراه ستادش، به اسارت آلمانی‌ها درآمد. لشکر نوزدهم زرهی که بین روزهای ۴ تا ۱۲ ژوئیه در گذرگاه رود دیسنا متوقف شده بود، به عنوان سرنیزه زرهی سپاه ۵۷ موتوریزه ورماخت در جناح شمالی گروه زرهی ۳، پس پیشروی دشوار در راه‌های گل‌آلود «غیرقابل توصیف» منطقه، عصر روز ۱۵ ژوئیه با غلبه بر لشکر چهل و هشتم تانک شوروی به نفل، در ۱۰۰ کیلومتری شمال ویتبسک، دست یافت. در این حال، لشکر دوازدهم پیاده‌نظام از سپاه ۲۸ ارتش شانزدهم از گروه ارتش شمال، در ۴۸ کیلومتری شمال غربی نفل بود و اتصال آن به لشکر نوزدهم زرهی ورماخت امکان محاصره بخش عمده ارتش بیست و شوروی را در جنوب غربی نفل را فراهم می‌آورد. از این موضع لشکر نوزدهم زرهی ورماخت می‌توانست با چرخش به شمال سپاه ۵۱ تفنگ‌دار ارتش بیست و دوم شوروی و با چرخش به جنوب سپاه ۶۲ تفنگ‌دار آن را به محاصره درآورد. با این وجود ارتشبد هوت، بنا بر دستور هالدر، به منظور ایجاد محاصره‌ای مشترک با گروه ارتش شمال، در مسیری واگرا نسبت به سپاه ۳۹ موتوریزه ورماخت، فرمان به ادامه حرکت مستقیم آن به جانب شمال شرقی جهت سلطه بر ولیکیه لوکی، در ۶۰ کیلومتری نفل، داد. به هر صورت با توجه به حضور نیروهای قدرتمند شوروی در جناحین آن شامل ارتش در حال عقب‌نشینی بیست و دوم و ارتش به تازگی شکل‌گرفته بیست و نهم شوروی در شرق ولیکیه لوکی، این حرکت برای سپاه تضعیف‌شده ۵۷ موتوریزه با تنها دو لشکر زرهی و بدون نیروی ذخیره، آنچنان منطقی به نظر نمی‌رسید. هوت می‌بایست ادامه پیشروی نیروهای خود که موجب انحراف آن‌ها از هدف اصلی تهاجمی گروه ارتش مرکز می‌شد، را متوقف و از طریق سپاه ۳۹ موتوریزه ورماخت بر محاصره در شمال اسمولنسک مترکز می‌شد. به هر حال این انحراف ورای مقاصد هوت، با نظر هیتلر مبنی بر حمایت از تهاجم به لنینگراد با کاهش فشار بر ارتش شانزدهم ورماخت از گروه ارتش شمال که درگیر نبردهای سنگین بود، مطابقت داشت. در این جهت، لشکر نوزدهم زرهی ورماخت که نزدیک‌ترین یگان به لنینگراد به حساب می‌آمد، می‌توانست به جانب شمال حرکت کند.
با فشار هیتلر برای سرعت بخشیدن به عملیات جناحین قوای جبهه شرقی، ۱۲ ژوئیه هالدر پذیرفت به جای حرکت مستقیم به سمت مسکو، دو گروه زرهی برای به محاصره درآوردن نیروهای بیشتری از دشمن به جناحین منحرف شوند؛ به شرط آن که در ابتدا آزادی حرکت به سمت شرق را به دست آورند. از این رو، هالدر به سرتیپ هانس فن گرایفنبرگ، رئیس ستاد گروه ارتش مرکز دستور داد به لشکر نوزدهم زرهی ورماخت اجازه پیشروی به سمت ولیکیه لوکی فراتر از نفل تا هنگام موفقیت ارتش شانزدهم گروه ارتش شمال در آن نقطه، ندهد. بدین ترتیب، با این حال که ولیکیه لوکی ۱۷ ژوئیه به تصرف لشکر نوزدهم زرهی ورماخت درآمد اما روز بعد به دستور فن کلوگه آن را رها کرد. این لشکر ۱۹ ژوئیه در ولیژ، در ۱۰۰ کیلومتری جنوب ولیکیه لوکی، خود را به مابقی نیروهای گروه زرهی ۳ ملحق نمود تا با در کنار هم قرار گرفتن تمام یگان‌های آن، انحراف این گروه زرهی به سمت شمال پایان یابد و خط مقدم یکپارچه پیدا کند. در این زمان لشکر هفتم زرهی گروه زرهی ۳ که از جانب شمال در حال نزدیک شدن به اسمولنسک بود، تنها ۴۰ کیلومتر با لشکر بیست و نهم پیاده‌نظام موتوریزه گروه زرهی ۲ در جنوب فاصله داشت.

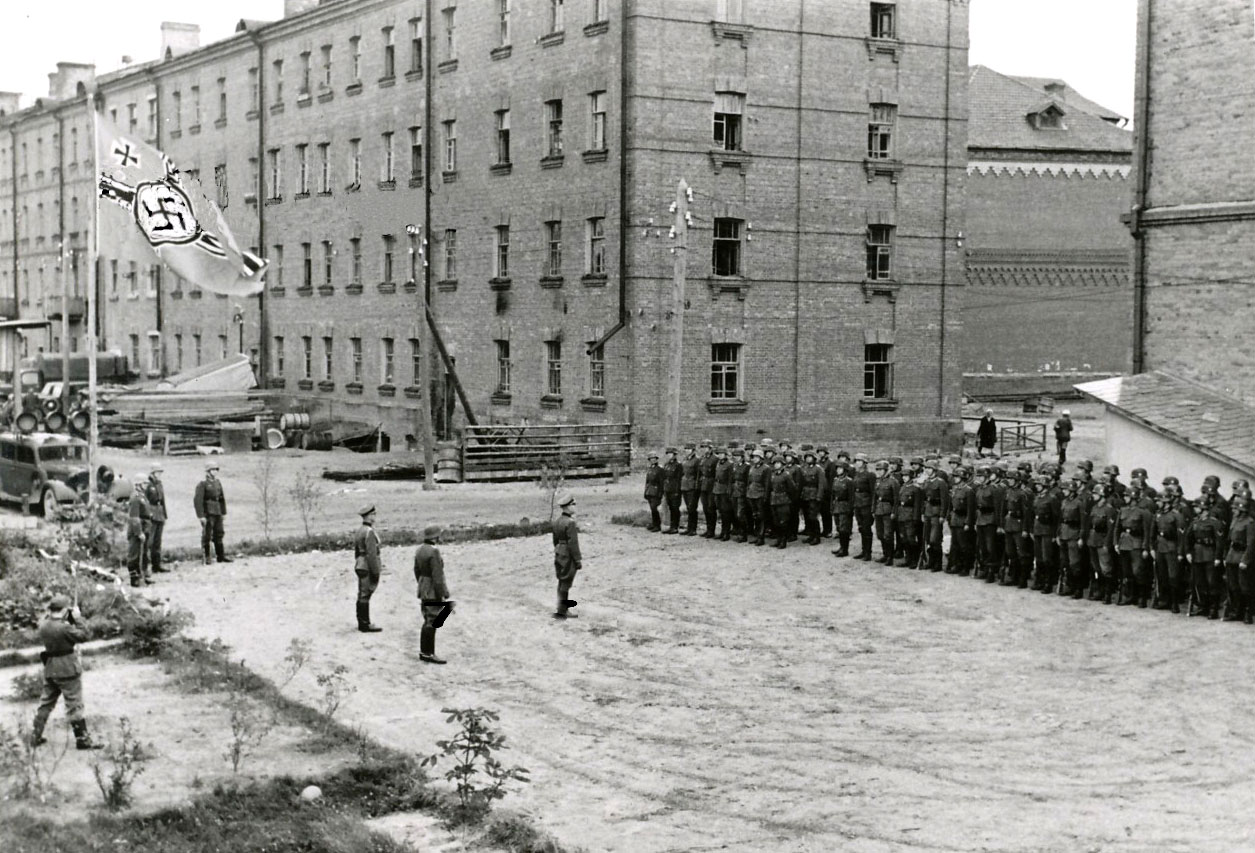
نیروهای آلمانی در اسمولنسک

استاوکا برای هماهنگ‌سازی قوای به‌تازگی بسیج شده، روز ۱۴ ژوئیه جبهه ذخیره را با ارتش‌های بیست و چهارم در یلنیا و بیست و هشتم در دسنا، به فرماندهی سپهبد سیمیون بوگدانوف ایجاد کرد. چهار ارتش جدید بیست و نهم تا سی و دوم از ذخیره راهبردی در شمال غربی و جنوب غربی نیز جز این جبهه بودند. این جبهه در ابتدا موظف به حفظ خط استارایا روسا-اوستاشکوف-بلیی-یلنیا-بریانسک شد. در همین زمان، تیموشنکو، بنابر توصیه استاوکا، فرماندهی و هدایت تمامی نیروهای در حال رزم شوروی در ناحیه اسمولنسک را به ارتش شانزدهم شوروی به فرماندهی سپهبد میخائیل لوکین که به تازگی در حال رسیدن به ناحیه اسمولنسک بود، سپرد و آن را مسئول دفاع از این شهر کرد. تیموشنکو روز ۱۵ ژوئیه معاون خود، یریومنکو را به فرماندهی بقایای متفرق ارتش نوزدهم شوروی منصوب نمود و او را موظف به ایجاد یک خط دفاعی جدید پیوسته از نفل به سمت جنوب تا شمال اسمولنسک کرد. علاوه بر این، یریومنکو می‌بایست جهت اجرای ضد حملات «قدرتمند» دیگری از یارتسفو به سمت دمیدوف و اسمولنسک برای به محاصره درآوردن و انهدام تانک‌های دشمن، آماده می‌شد. تیموشنکو روز ۱۶ ژوئیه به ارتش بیست و دوم شوروی که تقریباً کاملا به محاصره افتاده بود، دستور داد با تقویت جناحین، در حین مبارزه مرحله‌به‌مرحله رو به شمال به خط آلوشکوفو-دوبروفکا، در ۱۶۰ کیلومتری شمال ویتبسک، عقب‌نشینی کند. لشکر ۱۷۴ تفنگ‌دار این ارتش نیز می‌بایست ناحیه استحکامات پولوتسک را رها می‌کرد. منطقه استحکامات پولوتسک آخرین نقطه دفاعی مستحکم ارتش بیست‌ودوم شوروی در طول رود دوینای غربی بود. ارتش بیست و دوم شوروی همچنین موظف گشت با استفاده از تمامی نیروهای در دسترس، شکاف ایجاد شده در مرکز خط مقدم خود بین لشکرهای ۹۸ و ۱۱۲ تفنگ‌دار را ببندد و نیروهای رخنه‌کننده دشمن را پس از محاصره، از بین ببرد. به هر صورت با ادامه تهاجم نیروهای زرهی ورماخت، چنین طرح‌هایی از جانب تیموشنکو برای «ضدحمله» هیچگاه در حقیقت عملی نشد.

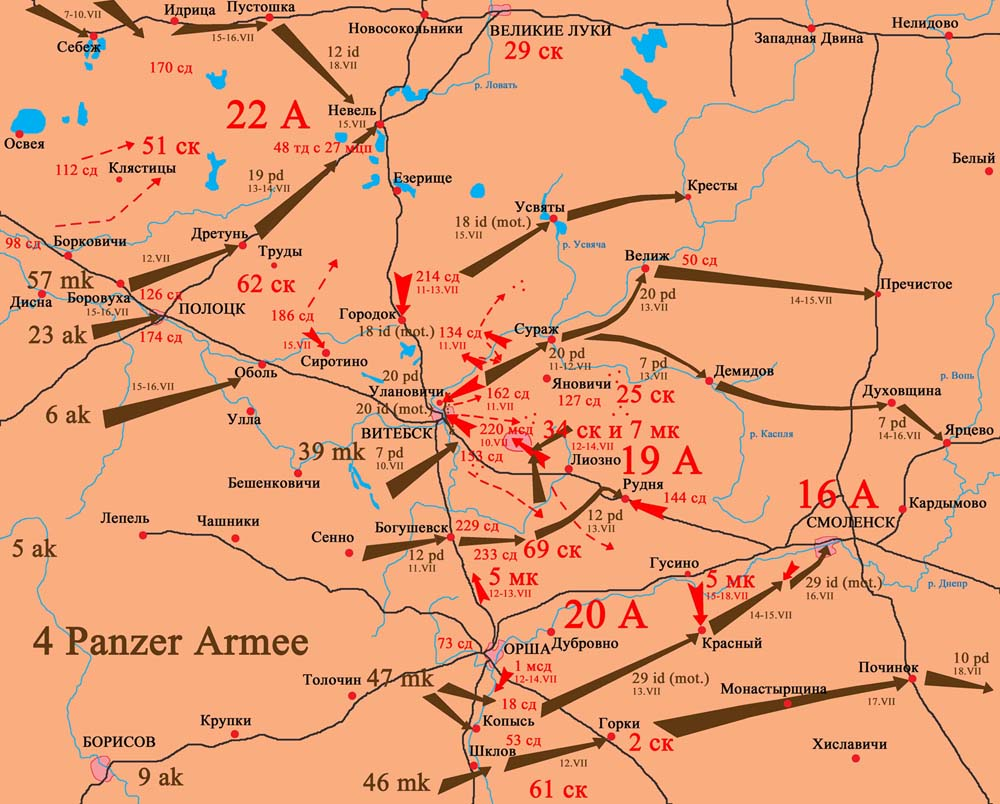
تحولات میدان‌های نبرد تا ۱۸ ژوئیه

عصر روز ۱۵ ژوئیه لشکر هفتم زرهی گروه زرهی ۳ ورماخت، به جای تهاجم به اسمولنسک از جانب شمال، با پیشروی بیشتر به سمت شرق، دوخوفشچینا، در ۴۵ کیلومتری شمال شرق اسمولنسک، را تصرف نمود. این لشکر همان روز تقاطع اصلی خط‌آهن و بزرگراه مسکو-اسمولنسک را در یارتسفو، در ۶۰ کیلومتری شمال شرقی اسمولنسک، تصاحب کرد. لشکر هفتم زرهی ورماخت قادر به دفع ضد حملات پرشمار ارتش سرخ و حفظ این موضع شد. این لشکر سپس رو به غرب آورد تا مسیر عقب‌نشینی نیروهای ارتش سرخ از اسمولنسک به سمت شرق را سد کند. در همین حین، با وجود توصیه فن بک بر دور زدن پولوتسک جهت حفظ زمان و نیروها، سپاه‌های ۶ و ۲۳ پیاده‌نظام ارتش نهم ورماخت با یک حمله پرسرعت، پس از رزم شدید، بر این نقطه مستحکم مسلط شدند. سقوط پولوتسک موجب دو نیم شدن ارتش بیست‌ودوم شوروی شد. چهار لشکر این ارتش بین نفل و ویتبسک محاصره شده و چهار لشکر دیگر آن در غرب نفل در شرف محاصره بودند. تشکیل و انهدام محاصره غرب نفل می‌توانست به جناح راست گروه ارتش شمال در حال حرکت به سمت لنینگراد امنیت ببخشد.
روز ۱۶ ژوئیه با تصرف یارتسفو توسط سر نیزه زرهی گروه زرهی ۳ و خود اسمولنسک توسط گروه زرهی ۲، دومین محاصره عمده عملیات بارباروسا در شرف اتمام بود. حدود ۳۰۰ هزار نفر از نیروهای ارتش‌های شانزدهم، نوزدهم و بیسیم شوروی در حال گرفتار شدن در دام حلقه محاصره آلمانی‌ها بودند. در این حال، لشکر بیستم پیاده‌نظام موتوریزه سپاه ۳۹ موتوریزه ورماخت با باقی ماندن در ویتبسک، دیواره شمال غربی و لشکر بیستم زرهی آن با حرکت به سمت بلیی، در ۱۲۰ کیلومتری اسمولنسک، دیواره شمال شرقی محاصره را تشکیل داده بودند. بدین ترتیب چهار لشکر سپاه ۳۹ موتوریزه گروه زرهی ۳ ورماخت، بدون پشتیبانی پیاده‌نظام در جناحین و پشت سر، در خطی قوسی شکل و پیوسته به طول حدود ۲۰۰ کیلومتر از غرب به شرق از شمال ویتبسک تا یارتسفو، به عنوان قسمت شمالی حلقه محاصره، کشیده شده بودند. از آن جایی که این لشکر از امکانات لازم برای بسته نگاه داشتن خط محاصره در شمال و غرب برخوردار نبودند، فن بک دستور به اعزام سپاه ۵ ارتش نهم ورماخت برای پشتیبانی آن‌ها داد. بدین ترتیب لشکرهای پنجم و سی‌وپنجم سپاه ۵ ورماخت از ویتبسک رو به جنوب شرقی آوردند تا به حلقه محاصره ملحق شوند. این نیروها روز و شب ۱۸ ژوئیه به مقصد خود در حدود ۷۵ کیلومتری شمال غربی اسمولنسک رسیدند. این دو لشکر با عقب راندن عناصر ارتش بیستم شوروی تا روز ۲۰ ژوئیه بیست کیلومتر درون اراضی دشمن پیش رفتند و بیشتر قسمت غربی ناحیه تحت محاصره را پاکسازی کردند. تمرکز ارتش شانزدهم شوروی بر شهر اسمولنسک کار را برای این یگان‌های ورماخت آسان‌تر نموده بود.
چند لشکر ضعیف ارتش شانزدهم شوروی به علاوه تعدادی گردان شبه‌نظامی در مجموع با توان ۱۸ هزار نفر از اسمولنسک دفاع می‌کردند. بسیاری از یگان‌های ارتش شانزدهم شوروی در درگیرهای نزدیک دمیدوف با گروه زرهی ۳ ورماخت آسیب شدیدی دیده بودند. به هر حال با فرمان «مقاومت تا آخرین نفر» از طرف استالین و کند شدن پیشروی آلمانی‌ها با انهدام پل‌ها، پاکسازی شهر اسمولنسک از عناصر ارتش شانزدهم شوروی، در یک نبرد شدید خانه‌به‌خانه، برای لشکر بیست‌ونهم پیاده‌نظام موتوریزه سپاه ۴۷ موتوریزه ورماخت حدود ۵ روز به طول انجامید. لشکرهای گروه زرهی ۳ در شمال فاصله زیادی با اسمولنسک داشتند و قادر به مشارکت در نبرد بر سر آن نشدند. تنها بخشی از لشکر هجدهم زرهی سپاه ۴۷ موتوریزه گروه زرهی ۲ در درگیری‌ها بر سر اسمولنسک در کنار لشکر بیست‌ونهم پیاده‌نظام موتوریزه ورماخت، حضور داشت. لشکرهای ۱۲۹ و ۱۵۲ تفنگدار ارتش شانزدهم شوروی، در نبردی نابرابر، مبارزه جانانه‌ای بر سر شهر نشان دادند. رزم سنگین، پس از پایان مبارزات، تنها ۲۰ تانک عملیاتی برای لشکر هجدهم زرهی ورماخت باقی گذاشت. پیش از این اسمولنسک بر طبق سیاست زمین سوخته استالین به «شهر ارواح» بلد شده بود. لشکر بیست‌ونهم پیاده‌نظام موتوریزه ورماخت در این موقعیت تا روز ۲۲ ژوئیه زیر ضد حملات دشمن قرار داشت. در این زمان سپاه ۴۷ موتویزه ورماخت، همانند سپاه ۳۹ موتوریزه ورماخت در قسمت شمالی، در خطی ۱۱۰ کیلومتری از اورشا در غرب تا اسمولنسک کشیده شده بود.
در این حال، روز ۱۸ ژوئیه یاکوف جوگاشویلی، فرزند استالین به عنوان فرمانده یکی از آتشبارهای توپخانه لشکر چهاردهم تانک ارتش سرخ در نزدیکی اسمولنسک به اسارت نیروهای لشکر دوازدهم زرهی ورماخت درآمد.

## محاصره موگیلف

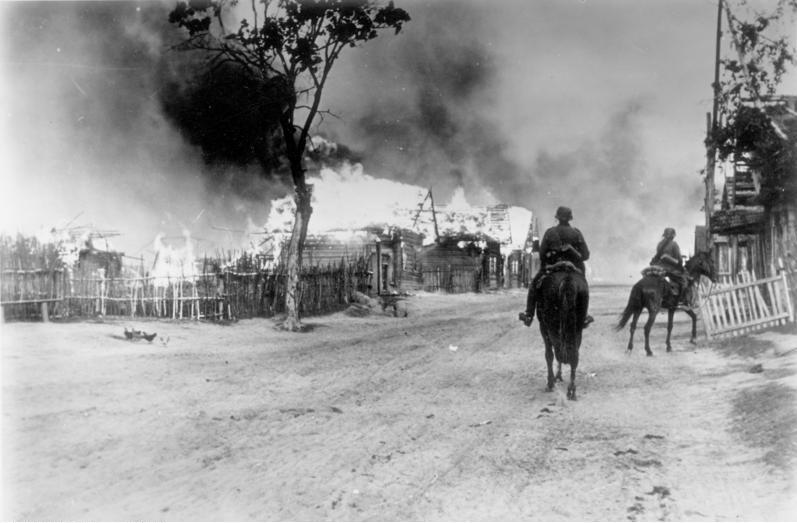
نیروهای آلمانی در موگیلف، ۱۶ ژوئیه ۱۹۴۱، شهر بر اساس راهبرد زمین سوخته شوروی به آتش کشیده شده‌است.

گودریان در ابتدا قصد داشت سپاه ۲۴ موتوریزه ورماخت موگیلف را با به محاصره درآوردن آن از جنوب توسط لشکر سوم زرهی خود، از پیش رو بردارد. با این حال، پس از آن که لشکر سوم زرهی ورماخت پیشروی کُندی در راه‌های بد منطقه انجام داد و در اثر انهدام پلی در جنوب موگیلف و مقاومت سرسختانه نیروهای شوروی، در نهایت متوقف شد، گودریان، با تأیید فن کلوگه، تصمیم گرفت موگیلف را پشت سر بگذارد و لشکر سوم زرهی ورماخت، از گذرگاه بیخوف، لشکر چهارم زرهی ورماخت را دنبال نماید.
در این شرایط، در نهایت یگان‌های سپاه‌های ۶۱ تفنگ‌دار و ۲۰ مکانیزه از ارتش سیزدهم شوروی، به فرماندهی سرلشکر رومانوف در حال دفاع از شهر از ۱۷ ژوئیه، به شکل جداگانه، در منطقه موگیلف به محاصره افتادند. این نیروها شامل ۸ تا ۱۰ لشکر مجموعاً حدود ۱۰۰ هزار نفر بودند.
ارتش سیزدهم شوروی موگیلف را در عرض حدود یک ماه به کمک ده‌ها هزار غیرنظامی، با ساخت شبکه گسترده و عمیقی از سنگرها و سایر مواضع دفاعی از جمله میدان‌های وسیع مین، به یک دژ مستحکم بدل ساخته بود. مأموریت تهاجم به موگیلف بر عهده سپاه ۷ ارتش دوم ورماخت قرار گرفت. این سپاه روز ۲۴ ژوئیه با بخش‌هایی از سه لشکر موفق به رخنه به مرکز شهر موگیلف شد. با ورود نیروهای ورماخت به شهر نبرد شدید خیابان‌به‌خیابان و خانه‌به‌خانه بین طرفین درگرفت که تلفات سنگینی بر آلمانی‌ها تحمیل نمود. مقاومت نیروهای شوروی به کمک ارسال هوایی تدارکات، تا ۲۷ ژوئیه ادامه پیدا کرد. در نهایت با وجود گریز رومانوف، مجموعاً بیش از ۳۵ هزار نفر نیروهای «خط مقدم» ارتش سرخ در این منطقه به اسارت آلمانی‌ها درآمدند. مقاومت سرسختانه مدافعان موگیلف شباهت زیادی به دفاع قلعه برست داشت و در نهایت موجب کسب عنوان «شهر قهرمان» در اتحاد شوروی برای آن شد. چنین مقاومتی در پشت خط مقدم، اتلاف منابع محدود ورماخت را تشدید ساخت و با درگیر نگاه داشتن پیاده‌نظام به خود و انداختن فاصله بین آن و سرنیزه زرهی، جناح باز جنوبی گروه ارتش مرکز ورماخت را بسیار طولانی‌تر کرد.

## منطقه برآمدگی یلنیا
در این زمان یک حفره در حلقه محاصره ورماخت حول ناحیه اسمولنسک در طول کرانه مردابی رود دنیپر در جنوب یارتسفو باقی مانده بود. درحالیکه سپاه ۲۴ موتوریزه از جناح جنوبی گروه زرهی ۳ محافظت می‌کرد و سپاه ۴۷ موتوریزه آن کاملاً صرف نگاه داشتن قسمت جنوبی محاصره شده بود، تنها سپاه ۴۶ موتوریزه در مرکز خط مقدم گروه زرهی ۲ می‌توانست با چرخش به سمت شمال شرقی محاصره را تکمیل کند. با این حال، گودریان تصمیم گرفت به جای خرچش سپاه ۴۶ موتوریزه به جانب ناحیه غرب یارتسفو جهت اتصال به نیروهای گروه زرهی ۳ در شمال غربی اسمولنسک و تکمیل محاصره، به منظور به دست آوردن موضع مناسبی جهت یورش به مسکو، به سمت ارتفاعات یلنیا در ۸۲ کیلومتری جنوب شرقی اسمولنسک حرکت کند.
لشکر دهم زرهی سپاه ۴۶ موتوریزه ساعت ۹ صبح روز ۱۶ ژوئیه موظف به تصرف یلنیا شد. در این هنگام لشکر نوزدهم تفنگ‌دار ارتش بیست و چهارم شوروی در حال دفاع از یلنیا بود. رسیدن بیشتر نیروهای لشکر دهم زرهی ورماخت به پوچینوک و پرودکی در ۵۰ کیلومتری غرب یلنیا تا صبح روز ۱۸ ژوئیه به طول انجامید. آسیب‌دیدگی پل رود خمارا در اثر اقدام نیروهای ارتش سرخ جهت انهدام آن موجب توقف یگان‌های جلودار این لشکر در استریگینو در ۴۰ کیلومتری غرب یلنیا گردید. با تلاش تانک‌های لشکر دهم زرهی ورماخت جهت گذر از این نقطه، پل آسیب‌دیده ساعت ۵ بامداد کاملاً تخریب شد. تأخیر حاصل از این حادثه و سایر اتفاقات موجب به تعویق افتادن تهاجم به یلنیا تا ظهر روز بعد گردید. با استفاده از این تأخیر ارتش سرخ مواضع خود در جاده پوچینوک-یلنیا را با موانع ضد تانک تقویت کرد. یلنیا تا ساعت ۱۰ شب ۱۹ ژوئیه در مقابل مقاومت شدید نیروهای شوروی و زیر گلوله‌باران توپخانه سنگین دشمن، به تصرف لشکر دهم زرهی ورماخت درآمد. این مسئله موجب پدید آمدن منطقه محدب یلنیا در خط مقدم ورماخت گشت. همان روز گودریان دستور به توقف پیشروی و بازسازی نیروها داد. به فرمان فن فیتینگهوف، فرمانده سپاه ۴۶ موتوریزه، لشکر داس رایش اس‌اس جهت تقویت مواضع تسخیر شده به شمال شرقی یلنیا منتقل شد. این نیروهای اس‌اس می‌بایست از خط مقدمی بلند به طول بیش از ۳۰ کیلومتر دفاع می‌کردند. برای کوتاه‌تر کردن خط دفاعی لشکر داس رایش اس‌اس، فن فیتینگهوف تصمیم به وارد کردن هنگ پیاده‌نظام گروس‌دویچلانت به منطقه محدب در جناح چپ لشکر اس‌اس گرفت. روز ۲۰ ژوئیه با لغو فرمان پیشین گودریان، لشکر دهم زرهی ورماخت توانست برخی مواضع توپخانه ارتش سرخ در جنوب و شرق یلنیا را پاکسازی کند. در اثر مشکلات عمده تدارکاتی از جمله کمبود روغن موتور و اقدامات دشمن، تا روز ۲۲ ژوئیه تنها ۹ تانک عملیاتی برای لشکر دهم زرهی ورماخت باقیمانده بود.

## شرایط جناح جنوبی گروه ارتش مرکز
از آن جایی که پیشروی گروه ارتش مرکز ورماخت به سمت شرق جلوتر از دو گروه ارتش همسایه آن در شمال و جنوب صورت می‌گرفت، جناحین آن تا میانه ماه ژوئیه به شکل خطرناکی طولانی شد. مشکل در جناح جنوبی بارزتر بود. مرداب‌های پریپیات به عنوان مانعی طبیعی بین گروه ارتش‌های مرکز و جنوب ورماخت قرار داشت و گروه ارتش جنوب در مواجهه با مقاومت شدید نمی‌توانست با پیشروی گروه ارتش مرکز هماهنگ بماند و جناح جنوبی آن را پوشش دهد. همین مسئله امکان موفقیت بیشتری برای ضد حملات جبهه غربی شوروی از این قسمت فراهم می‌آورد.
در این زمان نیروهای گروه زرهی ۲ درگیر نبرد در خط مقدمی به طول ۱۰۰ کیلومتر در اراضی با جاده‌هایی بسیار بد بودند. در این شرایط فشار شدید وارده از سمت ارتش بیست و چهارم شوروی به سپاه ۴۶ موتوریزه ورماخت در حوالی یلنیا و از سمت ارتش بیست و یکم شوروی در شمال گومل بر سپاه ۲۴ موتوریزه ورماخت در جناح جنوبی گروه زرهی ۲، اجازه بسته شدن حلقه محاصره اسمولنسک را نمی‌داد؛ چرا که گروه زرهی ۲ که نیروهایش به شدت پخش شده بودند، به دشواری جناحین خود را حفظ می‌کرد و نمی‌توانست برای پیشروی سرنیزه زرهی بسازد. با عملیات در عمق اراضی شوروی و با توجه به گستردگی ناحیه عملیاتی، نیروهای زرهی ورماخت نیاز شدیدی به پشتیبانی پیاده‌نظام که با فاصله در پشت سر آن‌ها بودند، داشتند. سپهبد لئو گیر فن شوپنبورگ، فرمانده سپاه ۲۴ موتوریزه ورماخت با نگرانی از خطر قطع شدن خطوط ارتباطی پشت سر این سپاه با گذر نیروهای دشمن از رود سوژ بین پروپویسک و کریچف، خواهان ارسال بلافاصله پیاده‌نظام سپاه ۱۲ ارتش دوم ورماخت جهت پوشش جناح جنوبی آن، بود. درحالیکه که گودریان تصور می‌کرد فرماندهی عالی نیروی زمینی آلمان یگان‌های پیاده‌نظام ارتش دوم ورماخت را عامدانه آن سوی دنیپر نگاه داشته‌است، این ارتش با فشاری که از جنوب از طرف ارتش‌های سیزدهم و بیست و یکم شوروی تحمل می‌کرد، نمی‌توانست از دنیپر بگذرد تا با آزاد کردن یگان‌های گودریان در یلنیا، او را قادر سازد محاصره را تکمیل نماید. از این رو فن کلوگه با ارسال سپاه ۱۲ به سمت سپاه ۲۴ موتوریزه مخالفت کرد. روز ۲۱ ژوئیه سپاه ۵۳ ارتش دوم ورماخت درگیر نبرد خونین موضعی در روگاچف شد و گزارش از کمبود مهمات مناسب این‌گونه رزم داد.
توان نیروهای ارتش سرخ در روگاچف و ژلوبین که برای جناح جنوبی ارتش دوم ورماخت دردسر آفرینی می‌کردند، با دریافت یگان‌هایی از ناحیه گومل، ۸ یا ۹ لشکر برآورد می‌شد؛ که همچنان رو به افزایش بود. شرایط به اندازه‌ای برای ارتشبد ماکسیمیلیان فن وایخس، فرمانده ارتش دوم ورماخت جدی بود که او خواهان تصرف سریع گومل برای رفع مشکل جناح جنوبی خود شد. با این حال، فن بک با بیش از اندازه برآورد شده خواندن خطر در جناح جنوبی و بی‌توجهی به این درخواست، همچنان وظیفه ارتش دوم ورماخت را گذر از دنیپر و حرکت به سمت اسمولنسک در شمال شرقی، با قرار دادن «صرفاً حداقل محافظت در جناح جنوبی»، می‌دانست. او با نوشتن فرمانی کتبی این مأموریت را به ارتش دوم ورماخت ابلاغ کرد و از آن خواست تنها در صورت «ضرورت مطلق» سپاه ۱۲ را رو به جنوب کند.
علاوه بر پراکندگی نیروها، یگان‌های ورماخت، با وجود در اولویت قرار گرفتن خطوط ریلی و ترابری موتوری برای گروه‌های زرهی، با فاصله تا بیش از ۴۰۰ کیلومتری از انبارهای تدارکاتی، با مشکلات قابل توجهی در زمینه تأمین تدارکات کافی در پشتیبانی از آن‌ها نیز دست به گریبان بودند. گروه زرهی ۲ روز ۱۵ ژوئیه از مشکلات رو به فزونی تدارکاتی در نتیجه فواصل طولانی، راه‌های بد و ناامنی مناطق پشت سر گلایه‌مند بود. افسر تدارکات این گروه زرهی روز ۲۲ ژوئیه شرایط مهمات، مخصوصاً در سپاه ۲۴ موتوریزه ورماخت، را «حساس» ثبت کرد. در این حال، نیروهای شوروی روز ۱۹ ژوئیه حملات مداومی با تانک و توپخانه علیه تمامی خط مقدم لشکر دهم پیاده‌نظام موتوریزه سپاه ۲۴ موتوریزه ورماخت در پروپویسک صورت دادند. این لشکر در اثر این درگیری‌ها در حال اتمام ذخایر مهمات خود بود. گودریان مجدداً از فن کلوگه درخواست کرد سپاه ۱۲ را به یاری سپاه ۲۴ موتوریزه بفرستد اما با توجه به تصمیم فن بک، او قادر به چنین کاری نبود. روز ۲۱ ژوئیه لشکر دهم پیاده‌نظام موتوریزه این بار خود مستقیماً از ارتش دوم ورماخت درخواست دریافت کمک کرد. فن وایخس در جواب اعلام نمود بدون فرمان صریح فرماندهی گروه ارتش مرکز، هیچ لشکری را راهی جنوب نخواهد کرد. به نظر می‌رسد ارتش سرخ با آگاهی ضمنی از این شرایط، جناح طولانی و باز جنوبی گروه زرهی ۲ را مورد هدف قرار می‌داد تا از فشار بر نیروهای خود در ناحیه اسمولنسک بکاهد. در نهایت تشدید وضعیت نامطلوب لشکر دهم پیاده‌نظام موتوریزه، همان روز ۲۱ ژوئیه فن بک را راضی به حرکت سپاه ۱۳ ارتش دوم ورماخت به سمت پروپویسک کرد. بدین ترتیب لشکر هفدهم پیاده‌نظام سپاه ۱۳ خود را تا ۲۳ ژوئیه به پروپویسک رساند. در این حال، در پی ادامه حملات ارتش سرخ در دو طرف رود دنیپر، سپاه ۵۳ ارتش دوم ورماخت، با تحمل فشار از ناحیه روگاچف-ژلوبین، همچنان قادر به عبور از دنیپر نشده بود. این سپاه در غرب روگاچف روز ۲۸ ژوئیه هدف چهارده ساعت گلوله‌باران توپخانه قرار گرفت. همان روز، سپاه ۱۳ ورماخت پس از آن که جای سپاه ۲۴ موتوریزه ورماخت را در کریچف نیز گرفت، شدیداً مورد حمله توپخانه و پیاده‌نظام دشمن واقع گشت. ارتش دوم ورماخت در مواجهه با کمبود ۲۵ تا ۶۰ درصدی مهمات در لشکرهای آن، روز ۳۰ ژوئیه حرکت تهاجمی خود به سمت شرق با گذر از رودهای دنیپر و سوژ، را برای چهار تا پنج روز متوقف کرد.
در این شرایط، گودریان قصد داشت برای بستن حلقه محاصره، لشکر هجدهم زرهی را که از جانب جنوبی منطقه در حال محاصره محافظت می‌کرد، از گوسینو در جنوب غربی اسمولنسک، برای آزادسازی هنگ پیاده‌نظام گروس‌دویچلانت در ناحیه یلنیا در ۳۵ کیلومتری شمال روسلافل، به سمت شرق گسیل کند تا هنگ پیاده‌نظام گروس‌دویچلانت با حرکت به سمت دوروگوبوژ در شمال، محاصره را تکمیل نماید. به نقل از خاطرات گودریان، فن کلوگه با این طرح نیز موافقت نکرد؛ چرا که نگران بود خارج کردن لشکر هجدهم زرهی از خط محاصره، جناح شمالی گروه زرهی ۲ را در طول رود دنیپر شمالی به خطر بیندازد. در واقعیت نیز تا پیش از آن که پیاده‌نظام سپاه ۹ ورماخت جایگزین این لشکر در این موقعیت نمی‌شد، لشکر هجدهم زرهی نمی‌توانست طبق طرح گودریان به سمت شرق حرکت کند. این سپاه تا پس از ۲۱ ژوئیه نتوانست خود را به این محل برساند. یگان‌های پیاده‌نظام ورماخت از روز ۲۵ ژوئیه شروع به آزاد کردن لشکر هجدهم زرهی در ناحیه واسکوفو، لشکر بیست و نهم پیاده‌نظام موتوریزه در نزدیکی استریگینو و لشکر دهم زرهی از درون برآمدگی یلنیا کردند. این فرایند تا روز ۲۸ ژوئیه به طول انجامید. سپاه ۹ ورماخت پس از ورود به برآمدگی یلنیا در قسمت جنوبی آن موضع گرفت.

## ضد حملات جبهه غربی شوروی
از دست رفتن اسمولنسک و محاصره در حال تکمیل حول بخش قابل توجهی از نیروهای جبهه غربی، استالین را به واکنش واداشت. او روز ۱۶ ژوئیه تمام فرماندهان جبهه غربی را متهم به داشتن «نگرش تخلیه» کرد و چنین افرادی را مجرمانی خواند که علیه سرزمین مادری مرتکب خیانت شده‌اند. استالین خواهان در نطفه خفه شدن این عناصر به عنوان شرم شرافت ارتش سرخ، با مشت آهنین و حفظ اسمولنسک به هر قیمت گردید. استاوکا به منظور از بین بردن «تخلیه‌خواهان»، روز ۱۹ ژوئیه با صدور فرمان شماره ۰۴۳۶، ضمن چندین تغییر دیگر، موقتاً یریومنکو را جایگزین تیموشنکو در فرماندهی جبهه غربی و سپهبد واسیلی سوکولوفسکی را به ریاست ستاد این جبهه منصوب ساخت. به هر حال، تیموشنکو در فرماندهی جهت غربی شوروی ابقا شد.
با وجود اذعان تیموشنکو در روز ۱۶ ژوئیه بر این که «نیروی ناکافی جهت پوشش محور یارتسفو، ویازما و مسکو» مخصوصاً در زمینه تانک در اختیار ندارد و گلایه او نسبت به اجرای ضدحمله، استاوکا با ارسال چهار ارتش بیست و چهارم، بیست و هشتم، بیست و نهم و سی‌ام از جبهه ذخیره به عنوان نیروی کمکی، روز ۲۰ ژوئیه به جبهه غربی دستور داد با تشکیل چهار گروه عملیاتی و همراهی ارتش چهارم سپهبد روکوسوفسکی که از پیش در ناحیه یارتسفو حضور داشت، بزرگ‌ترین ضدحمله شوروی تا این روز از جنگ را به سمت اسمولنسک به اجرا درآورد و با شکست نیروهای آلمانی، سه ارتش شانزدهم، نوزدهم و بیسیم شوروی را از خطر محاصره برهاند. تیموشنکو می‌بایست در صورت امکان نیروهای دشمن در ناحیه اسمولنسک را به محاصره می‌انداخت و منهدم می‌کرد. به جز روکوسوفسکی و کاچالوف، فرماندهی گروه‌های عملیاتی دیگر شوروی را ژنرال‌های ان‌کاوه‌ده بر عهده داشتند این ضدحمله می‌بایست از روز ۲۱ ژوئیه آغاز می‌شد.
یگان‌های مشارکت‌کننده ارتش سرخ در ضدحمله ناحیه اسمولنسک، از شمال به جنوب:
| - گروه ماسلنیکوف (ارتش بیست‌ونهم): - لشکر ۲۵۲ تفنگ‌دار - لشکر ۲۵۶ تفنگ‌دار - لشکر ۲۴۳ تفنگ‌دار - لشکر ۳۱ هوایی - قطارهای زرهی شماره ۵۳ و ۸۲ | - گروه خومنکو (ارتش سی‌ام): - لشکر ۲۴۲ تفنگ‌دار - لشکر ۲۵۱ تفنگ‌دار - لشکر ۲۵۰ تفنگ‌دار - لشکر ۱۶۶ تفنگ‌دار - گروه سواره‌نظام مِلنیک: - لشکر ۵۰ سواره‌نظام - لشکر ۵۳ سواره‌نظام - هنگ ۱۹۰ هوایی - هنگ ۱۲۲ جنگنده | - گروه روکوسوفسکی (ارتش چهارم): - لشکر ۱۰۱ تانک - لشکر ۱۰۷ تانک - لشکر ۹۱ سواره‌نظام - لشکر ۸۹ سواره‌نظام - لشکر ۳۸ تفنگ‌دار - هنگ ۵۰۹ ضدتانک | - گروه کاچالوف (ارتش بیست‌وهشتم): - لشکر ۱۴۵ تفنگ‌دار - لشکر ۱۴۹ تفنگ‌دار - لشکر ۱۰۴ تانک - هنگ ۲۰۹ هوایی - هنگ ۲۳۹ جنگنده |

این لشکرهای تفنگ‌دار و تانک شوروی به‌تازگی و با عجله غالباً از نیروهای ذخیره نیمه‌آموزش‌دیده و سربازان وظیفه آموزش‌ندیده در کنار تعدادی از افسران ان‌کاوه‌ده و نیروهای پیشین مرزبانی، تشکیل شده بودند و هیچ فرصتی برای هیچ‌گونه تمرین مورد نیاز در قالب یگان خود نداشتند. با توجه به این شرایط، یریومنکو که مسئول اجرای طرح ضدحمله تیموشنکو بود، بعدها آن را «کاملاً غیر واقع‌بینانه» توصیف کرد.
گفته می‌شود آلمانی‌ها از روز ۱۳ ژوئیه از طرح ضدحمله شوروی مطلع شده بودند. ضدحمله تیموشنکو با پنج گروه عملیاتی از روز ۲۱ ژوئیه آغاز شد و مواضع آلمانی‌ها از بلیی در شمال تا روسلافل در جنوب را به شدت مورد هدف قرار داد تا نیروهای شوروی را که تا حدودی در شمال اسمولنسک محاصره شده بودند، نجات دهد. با وجود تلاش فراوان استاوکا برای ایجاد هماهنگی بین این ضدحملات، تهاجم ارتش سرخ به شکل نامنظمی پیش رفت اما توانست به برخی موفقیت‌ها دست یابد. در مواجهه با این ضد حملات، برای نخستین بار در جنگ، لشکرهای زرهی و موتوریزه گروه ارتش مرکز ورماخت وادار به اتخاذ حالت دفاعی سازمان‌یافته شدند؛ وظیفه‌ای که نه بدان منظور ساختار یافته بودند و نه به آن عادت داشتند.
ارتش چهارم شوروی عازم ناحیه یارتسفو شد تا از گذرگاه رود ووپ پدر مقابل گروه زرهی ۳ ورماخت محافظت کند. این ارتش در حقیقت مجموعه‌ای از یگان‌های به شدت آسیب‌دیده و پراکنده گرد آمده حول لشکرهای سی و هشتم تفنگ‌دار و صد و یکم تانک شوروی بودند. برای لشکر صد و یکم تانک شوروی در این زمان تنها ۴۰ تانک منسوخ باقی مانده بود. به هر صورت، نیروهای روکوسوفسکی زیر حملات مداوم لوفت‌وافه، لشکر هفتم زرهی گروه زرهی ۳ ورماخت را تا ۲۳ ژوئیه در یارتسفو متوقف ساختند و از روز ۲۴ ژوئیه با حفظ ارتباط با نیروهای شمال اسمولنسک، اقدام به ضدحمله نمودند. ضدحمله روکوسوفسکی با نیروهایی کمتر از سایر گروه‌های عملیاتی شوروی، موفقیت بزرگ‌تری کسب کرد و لشکرهای هفتم زرهی و بیستم پیاده‌نظام موتوریزه ورماخت را مقداری به سمت شمال عقب راند. حمله لشکر هفدهم زرهی گروه زرهی ۲ ورماخت از جنوب نیز نتوانست نیروهای روکوسوفسکی را پس بزند و حفره شرق اسمولنسک در سولوففو را ببندد.
ضدحمله گروه عملیاتی کاچالوف متشکل از نیروهای ارتش بیست و هشتم شوروی، از روز ۲۳ ژوئیه از حوالی روسلافل، تا روز ۲۷ ژوئیه لشکر دهم زرهی و هنگ پیاده‌نظام گروس‌دویچلانت ورماخت را در منطقه محدب یلنیا در خطر محاصره قرار داد. این ضدحمله قدرتمند لشکر هجدهم زرهی ورماخت را که به تازگی خود را به موقعیت هنگ پیاده‌نظام گروس‌دویچلانت رسانده بود، به همراه این هنگ، بلافاصله برای مدتی زمین‌گیر کرد. در مواجه با این حملات ارتش سرخ، گودریان با طرحی جهت از بین بردن تجمع دشمن در ناحیه روسلافل، به سپاه ۲۴ موتوریزه دستور داد پس از آزادسازی توسط سپاه ۱۳ ورماخت، در ناحیه پروپویسک-کریچف باقی بماند. این سپاه در این موقعیت می‌توانست سوخت و مهمات لازم جهت اجرای طرح گودریان را دریافت کند.
در پی این ضد حملات ارتش سرخ در این ناحیه، با وجود تحمل خسارات انسانی و تجهیزاتی سنگین، برای حفظ شرقی‌ترین نقطه دست یافته شده در مسیر مسکو، تسلط آلمانی‌ها بر منطقه محدب یلنیا حفظ شد. وجود تعدادی توپ خودکششی اشتورم‌گشوتس در سپاه ۱۳ به عنوان دفاع ضد تانک و ذخیره متحرک و هواگردهای لوفت‌وافه مخصوصاً بمب‌افکن‌های شیرجه‌ای اشتوکا با حملات مداوم خود به دشمن، نقش مؤثری در این مسئله داشت. در این حال، شدت حملات توپخانه‌ای ارتش سرخ از شرق یلنا اختلال جدی در تحرکات ورماخت ایجاد کرد و موجب غافلگیری آن شد.
ضد حملات سه گروه عملیاتی دیگر شوروی در روزهای بعدی عایدی چندانی دربر نداشت. همزمان ارتش‌های شانزدهم، نوزدهم و بیسیم شوروی تحت فرماندهی یگانه ژنرال کوروچکین، به سختی در حال مبارزه برای حفظ مواضع خود و باز نگاه داشتن مسیر خروجی شرقی بودند. بدین ترتیب آلمانی‌ها نتوانستند از خروج و عقب‌نشینی به موقع بخش بزرگی نیروهای دشمن مخصوصاً یگان‌های موتوریزه آن از محاصره جلوگیری کنند. دست کم پنج لشکر ارتش سرخ شب ۲۳ ژوئیه و سه لشکر دیگر روز بعد از حلقه محاصره آلمانی‌ها گریختند.

## تکمیل محاصره ناحیه اسمولنسک

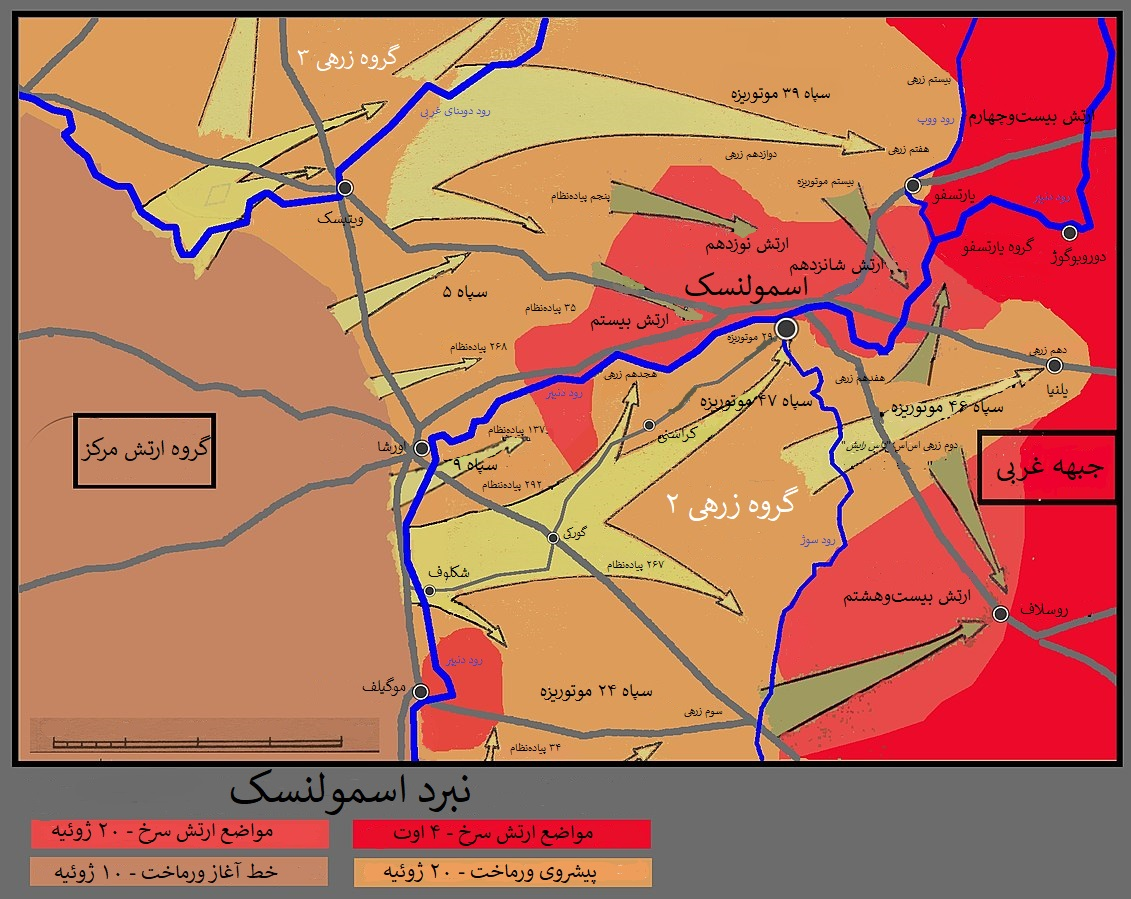
۱- محاصره و انهدام دو سپاه شوروی در ناحیه موگیلف (جنوب غربی) ۲- مرحله نهایی محاصره و انهدام نیروهای ارتش سرخ در ناحیه اسمولنسک (مرکز تصویر) ۳- ایجاد منطقه محدب یلنیا توسط گروه زرهی ۲ (پیکان زرد به سمت شرق در مرکز) ۴- محاصره و انهدام ارتش بیست و هشتم شوروی در ناحیه روسلافل (جنوب شرقی)

صبح روز ۲۰ ژوئیه فن کلوگه به عنوان مافوق ظاهری او، در تماس تلفنی از گودریان خواست سپاه ۴۶ موتوریزه ورماخت را از یلنیا بیرون بکشد تا به کمک آن محاصره ناحیه اسمولنسک تکمیل شود. گودریان با ارائه پاسخ منفی، این عمل را موجب «سرسخت‌تر شدن دشمن شکست خورده» دانست. با اصرار گودریان بر حفظ یلنیا بر خلاف درخواست فن کلوگه و با توجه به ناتوانی سپاه ۴۶ موتوریزه ورماخت در پیشروی به سمت دوروگوبوژ و اتصال به نیروهای گروه زرهی ۳ در شمال، بخش بزرگی از قوای ارتش‌های شانزدهم و بیستم شوروی موفق به گریز از محاصره به سمت شرق از راه دوروگوبوژ شدند. همان روز ۲۰ ژوئیه فن بک با ارسال یکی از افسران ستاد خود به قرارگاه گودریان، با بی‌اهمیت خواندن هر چیز دیگر، از او خواست «منطقی باشد» و با غیرممکن دانستن حرکت بلافاصله به طرف مسکو، دست از پیشروی بیشتر به سمت شرق بردارد تا محاصره تکمیل گردد.
با متوقف شدن لشکر هجدهم زرهی ورماخت و هنگ پیاده‌نظام گروس‌دویچلانت در ۲۴ ژوئیه در اثر ضدحمله ارتش سرخ، گودریان قصد داشت این بار با لشکر هفدهم زرهی ورماخت و لشکر داس رایش اس‌اس از ناحیه یلنیا محاصره را تکمیل کند. فن کلوگه مجدداً، در تماس دقیقه آخر در روز ۲۵ ژوئیه با گودریان، این اقدام را بسیار خطرناک و احتمالاً پر خسارت دانست و به او توصیه کرد دست به چنین عملی نزند که مورد پذیرش قرار گرفت. در این زمان مطلوب‌ترین گزینه برای فرماندهی عالی و فن بک حمله نیروهای هوت از شمال برای بستن محاصره بود اما گروه زرهی ۳ سپاه ۳۹ موتوریزه خود را تا پیش از رسیدن پشتیبانی پیاده‌نظام، ناتوان از به‌کارگیری هبچ یگانی در این جهت می‌دانست. لشکر هفتم زرهی این سپاه در بهترین موقعیت برای تهاجم به جنوب بود اما با درگیری در «نبردهای شدید دفاعی در شرق و غرب»، نمی‌توانست ریسک نازک‌تر کردن خط مقدم خود با حرکت به سمت جنوب را بپذیرد. لشکر دوازدهم زرهی در مجاورت لشکر هفتم، نیز به شدت تحت فشار بود و به نقل از یادداشت‌های جنگی قرارگاه آن، «حتی یک نفر نیروی ذخیره» در اختیار نداشت تا چنین کند. یگان‌های دورتر نیز سوخت کافی برای رساندن خود به این موقعیت را در اختیار نداشتند.
در این حال یادداشت‌های روز ۲۳ ژوئیه هالدر گزارش از باقی ماندن مقدار متوسط ۵۰ درصد از توان لشکرهای زرهی گروه ارتش مرکز می‌دهد که در برخی کمتر از این میزان است. فیلدمارشال ویلهلم کایتل، رئیس فرماندهی عالی ورماخت، روز ۲۵ ژوئیه از قرارگاه گروه ارتش مرکز دیدار و مراتب انتقاد پیشوا از صرف شدن سریع تانک‌ها در مقابل حملات دشمن به جناحین و فاصله بسیار زیاد نیروهای زرهی و پیاده‌نظام، را ابلاغ کرد. کایتل به فن بک گفت هیتلر معتقد است مقیاس عملیات‌های طرح‌ریزی‌شده توسط فرماندهی عالی نیروی زمینی بسیار بزرگ بوده‌است؛ بدین جهت نبرد اطراف اسمولنسک موفقیت‌آمیز نبود. کایتل گزارش کرد که پیشوا مخصوصاً از اطلاعات دریافت‌شده از لوفت‌وافه شمار گریز نیروهای شوروی به سمت دوروگوبوژ در شرق، آشفته‌است.
در حالیکه قسمت شرقی خط مقدم گروه ارتش مرکز زیر فشار شدید دشمن بود، در نهایت نخستین عناصر عمده پیاده‌نظام ارتش‌های دوم و نهم ورماخت خود را به قسمت غربی ناحیه تحت محاصره رساندند. حفره شرق اسمولنسک در نهایت روز ۲۶ ژوئیه با رسیدن لشکر بیستم پیاده‌نظام موتوریزه از گروه زرهی ۳ به لشکر هفدهم زرهی از گروه زرهی ۲ در غرب یارتسفو، کاملاً بسته شد تا بخش بزرگی از نیروهای کوروچکین در داخل محاصره قوای ورماخت قرار بگیرند. در این حال، سپاه‌های ۵ و ۸ ارتش نهم ورماخت چهار لشکر را در شمال و غرب ناحیه تحت محاصره اسمولنسک مستقر کرده بودند. تا پایان ماه ژوئیه توان لشکرهای ارتش‌های شانزدهم و بیستم شوروی درون محاصره به هزار تا دو هزار نفر تقلیل یافت. در این زمان ارتش بیستم شوروی تنها ۶۵ تانک و ۱۷۷ توپ در اختیار داشت.
نیروهای درون محاصره ارتش سرخ شامل یگان‌های زیر بود:
| - ارتش نوزدهم: - سپاه ۳۴ تفنگ‌دار: - لشکر ۱۲۵ تفنگ‌دار - لشکر ۱۵۸ تفنگ‌دار - سپاه ۲۵ تفنگ‌دار: - لشکر ۱۲۷ تفنگ‌دار - لشکر ۱۳۴ تفنگ‌دار - لشکر ۱۶۲ تفنگ‌دار | - ارتش بیستم: - سپاه ۶۹ تفنگ‌دار: - لشکر ۱۵۳ تفنگ‌دار - لشکر ۲۲۹ تفنگ‌دار - لشکر ۲۳ تفنگ‌دار - سپاه ۲ تفنگ‌دار: - لشکر ۱۰۰ تفنگ‌دار - لشکر ۱۶۱ تفنگ‌دار - لشکر ۱۸ تفنگ‌دار - لشکر ۷۳ تفنگ‌دار - لشکر ۱۴۴ تفنگ‌دار | - سپاه ۵ مکانیزه - سپاه ۷ مکانیزه |

درحالیکه فن بک به شدت از جانب شرق توسط دشمن زیر فشار بود، توان گروه ارتش مرکز با انتقال سپاه ۸ هوایی به ناوگان یکم هوایی در ناحیه لنینگراد، هر چه بیشتر تقلیل یافت. با وجود مقاومت فن بک و کسلرینگ، این انتقال که به دستور هیتلر صورت می‌گرفت، بلافاصله انجام شد. بدین شکل تنها سپاه ضعیف‌تر ۲ هوایی برای پشتیبانی از گروه ارتش مرکز باقی ماند. در این حال، حملات مستمر و مداوم نیروهای شوروی وضعیت دشواری برای آلمانی‌ها که با کمبود تجهیزات و مهمات روبرو بودند و توانمندی بسیار محدودی برای واکنش متقابل داشتند، ایجاد کرده بود.
پاکسازی منطقه تحت محاصره به دلیل آنچه فن بک و هوت «نبود توان و تجربه در پیاده‌نظام» می‌دانستند، به کندی پیش می‌رفت. روز ۱ اوت هالدر در یادداشت‌های جنگی خود در قالب تشریح اوضاع جبهه می‌نویسد:
 «عملیات علیه دشمن در ناحیه تحت محاصره اسمولنسک دوباره در جهت اشتباهی پیش می‌رود. چهار لشکر [سی و پنجم و پنجم پیاده‌نظام سپاه ۵ و هشتم و بیست و هشتم سپاه هشتم ۸] در حال پیشروی به طرف شرق از جانب غربی هستند و دشمن را به طرف دیواره شرقی محاصره که تنها توسط چهار گردان لشکر هفتم زرهی [از سپاه ۳۹ موتوریزه گروه زرهی ۳] تشکیل شده‌است، می‌رانند؛ درحالیکه که این لشکر از جانب شرقی نیز زیر حمله دشمن قرار دارد. نباید متعجب شویم که لشکر هفتم زرهی در نهایت ضربه سختی بخورد.»

بدین شکل سپاه ۳۹ موتوریزه ورماخت قادر به بسته نگاه داشتن جانب شرقی منطقه تحت محاصره نشد و تنها پنج روز پس از بسته شدن آن، با حفره‌ای به عرض شش کیلومتر، حلقه مجدداً گشوده گشت. روز ۲ اوت، شناسایی هوایی لوفت‌وافه به قرارگاه فرماندهی گروه ارتش مرکز گزارش کرد نیروهای شوروی حفره‌ای در شرق منطقه تحت محاصره اسمولنسک باز کرده‌اند و در حال خروج از آن هستند. بدین طریق بخش دیگری از نیروهای ارتش شانزدهم شوروی از جمله ستاد فرماندهی آن توانستند خود را به گروه عملیاتی روکوسوفسکی در شرق برسانند. شب ۳ اوت روکوسوفسکی با تهاجم شبانه‌ای به کمک سپاه ۵ مکانیزه و لشکر ۲۲۹ تفنگ‌دار، گذرگاهی بر دنیپر در سولووِف باز کرد. از روز بعد یگان‌هایی از ارتش بیستم شوروی نیز با عبور از شکافی بیست کیلومتری برای چند روز زیر آتش سنگین ورماخت از منطقه تحت محاصره عقب‌نشینی کردند. برآورد فیلدمارشال کسلرینگ، فرمانده ناوگان دوم هوایی لوفت‌وافه نشان‌گر خروج بیش از صد هزار نفر از نیروهای شوروی از محاصره اسمولنسک است. کسلرینگ دلیل این مسئله را بار بیش از حد بر دوش لشکرهای آلمانی و نیروهای لوفت‌وافه و دوری آن‌ها از مراکز تدارکاتی می‌داند.
به دستور فن بک لشکر بیستم پیاده‌نظام موتوریزه از گروه زرهی ۳ و لشکر هفدهم زرهی از گروه زرهی ۲ برای بار دیگر مأمور به مسدود کردن حفره شرق اسمولنسک شدند. هر دو گروه زرهی ورماخت با آسیب‌های متحمل شده پیشین، زیر فشار شدید درگیری‌ها در نقاط دیگر، نسبت به این اقدام اکراه داشتند.

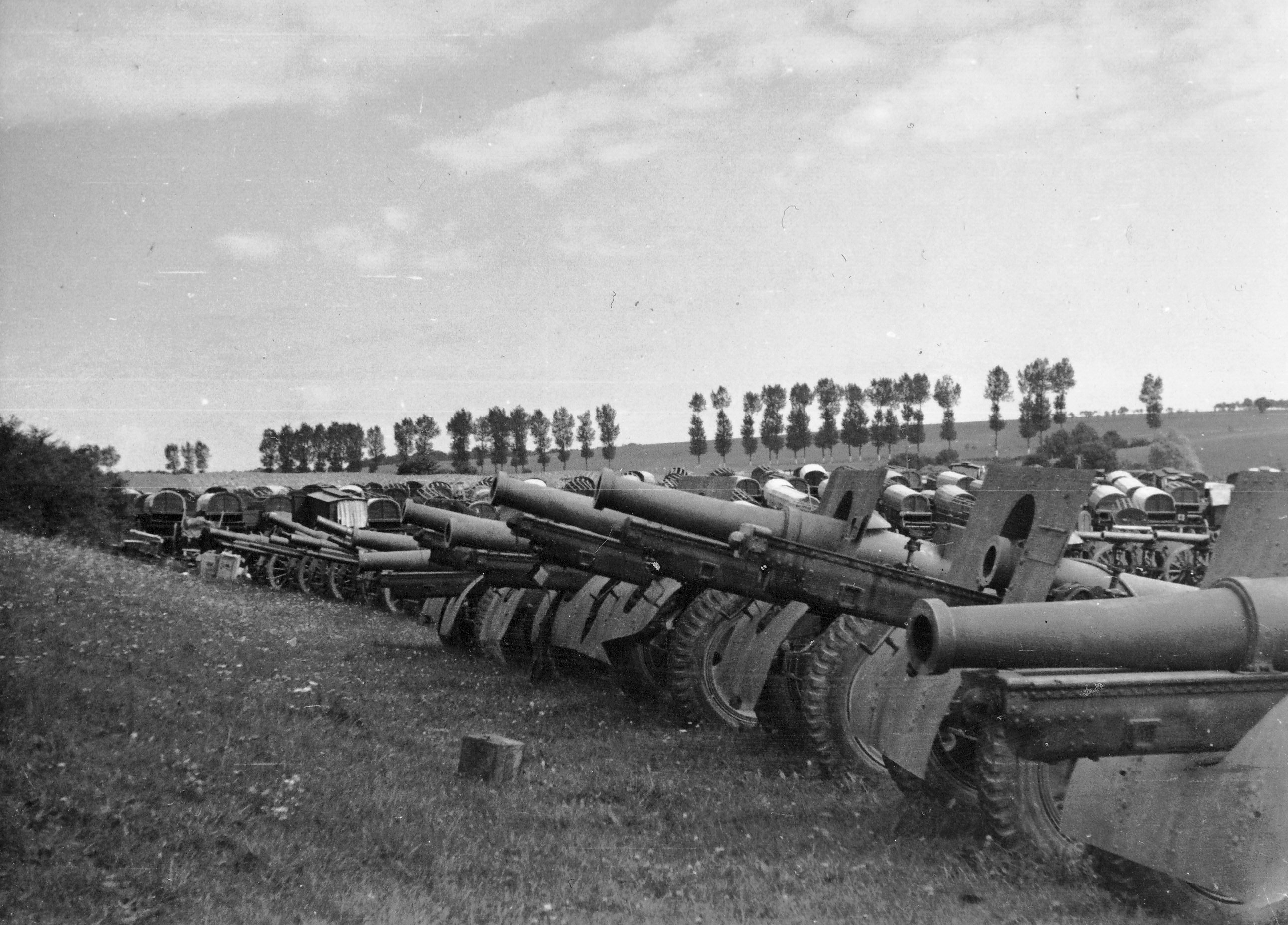
تجهیزات غنیمتی آلمان از شوروی

در نهایت با پاکسازی منطقه تحت محاصره حوالی اسمولنسک تا روز ۸ اوت، ۳۴۷ هزار نفر از قوای ارتش سرخ به اسارت آلمانی‌ها درآمدند و ۳۴۰۰ تانک، ۳۰۰۰ توپ و ۳۴۰ هواگرد آن‌ها منهدم شده یا به غنیمت گرفته شد.

## ضدحمله گودریان به سمت روسلافل
شرایط حساس در جناح جنوبی گروه زرهی ۲ حتی گودریان را به عنوان یکی از سرسخت‌ترین حامیان حرکت مستقیم به سمت مسکو، وادار به تصدیق لزوم رسیدگی به خطر نیروهای شوروی در آن قسمت کرد. روز ۲۷ ژوئیه فن بک به گودریان اطلاع داد برای حل مسئله جناح جنوبی گروه زرهی ۲ در ناحیه روسلافل و در جهت آماده‌سازی برای چرخش این گروه زرهی به سمت جنوب بر مبنای فرمان شماره ۳۳ پیشوا، فرا تر از درخواست پیشین او، هم‌اینک به جای یک سپاه، دو سپاه پیاده‌نظام ۷ و ۹ مستقیماً تحت فرمان او قرار می‌گیرد. تهاجم به سمت روسلافل طرح ساده‌ای داشت. یک بازوی این طرح مشتکل از سپاه ۲۴ موتوریزه در همکاری با سپاه ۷ ورماخت بود که می‌بایست با گذر از رود سوژ به سمت شرق یورش می‌برد. یگان‌های زرهی این بازو روسلافل را از جنوب و شرق به محاصره درمی‌آوردند و سپاه ۹ آن از طرف غرب و تا حدودی شمال به این شهر نزدیک می‌شدند. بازوی دیگر تهاجم مشتکل از سپاه ۹ ورماخت بود که می‌بایست در طول رود دسنا از منطقه محدب یلنیا به سمت کووالی و کوساکی در جنوب یورش می‌برد. پیاده‌نظام سپاه ۹ ورماخت و قوای زرهی سپاه ۲۴ موتوریزه آن در شمال شرقی روسلافل، در غرب رود دسنا، به یکدیگر متصل می‌شدند تا محاصره نسبتاً کوچکی را ایجاد کنند. این عملیات نمونه‌ای از همکاری نزدیک و مؤثر پیاده‌نظام و قوای زرهی بود. اهدافی که برای پیاده‌نظام تعیین شده بود دور از دسترس نبود.
بدین ترتیب دو لشکر سوم و چهارم زرهی سپاه ۲۴ موتوریزه گروه زرهی ۲ در همراهی با سه لشکر ۱۹۷، ۲۳ و ۷۸ پیاده‌نظام سپاه ۷ ورماخت، از روز ۳۱ ژوئیه از ناحیه کریچف در جنوب اسمولنسک، ضدحمله‌ای در جانب روسلافل در شرق به سمت اراضی پشت سر گروه عملیاتی کاچالوف ارتش بیست و هشتم شوروی صورت دادند. روز بعد دو لشکر ۲۶۳ و ۲۹۲ پیاده‌نظام سپاه ۹ ورماخت نیز از غرب یلنیا به سمت جنوب یورش بردند. گودریان برای نشان دادن اهمیت نقش این یگان و لزوم شتاب آن، شخصاً سپاه ۹ ورماخت را همراهی کرد. با این حال، با وجود موفقیت اولیه سپاه ۲۴ ورماخت و رسیدن لشکر چهارم زرهی آن به جنوب روسلافل در روز ۳ اوت، سپاه ۹ ورماخت حتی در مقابل مقاومت ضعیف دشمن، نتوانست پیشروی پر سرعتی انجام دهد و لشکرهای ۱۳۷ و ۲۹۲ پیاده‌نظام آن قادر به رساندن خود به جاده روسلافل-مسکو در روز ۲ اوت نشدند. این تأخیر در اثر وضعیت بسیار بد راه‌ها و گیر کردن لشکر ۲۹۲ پیاده‌نظام در مرداب‌های اطراف کوستیری پدید آمد. به هر صورت این دو لشکر پیاده‌نظام حدود سی کیلومتر را در هوایی گرم طی کردند.
لشکر چهارم زرهی سپاه ۲۴ موتوریزه ورماخت همان روز ۳ اوت روسلافل را تصرف کرد و یگان‌هایی را به سمت بزرگراه مسکو جهت اتصال به لشکر ۲۹۲ پیاده‌نظام سپاه ۹ ورماخت و تکمیل محاصره ارسال نمود. روز ۵ اوت لشکر ۱۳۷ پیاده‌نظام ورماخت تحت فشار تعجیل‌خواهی گودریان، در نزدیکی بوگدانوفو به رود دسنا رسید. در این حال، جناح راست این لشکر در تلاش بود جانب شمال شرقی محاصره ناحیه روسلافل در طول رود اوستر را در مقابل اقدام نیروهای شوروی با پشتیبانی زرهی و توپخانه برای خروج از آن، حفظ کند. در نهایت، با اتمام تقریبی مهمات لشکر ۱۳۷ پیاده‌نظام ورماخت که از جانب شرق رود دسنا نیز تحت فشار بود، نیروهای ارتش سرخ موفق به شکستن خط در کوساکی گشتند. عناصر لشکر چهارم زرهی ورماخت موظف به یاری رسانی به لشکر ۱۳۷ پیاده‌نظام آن شدند اما تا پیش از رسیدن آن‌ها کوساکی در ۶ اوت موقتاً مجددا به تصرف ارتش سرخ درآمد. در نهایت با رسیدن یگان‌هایی از لشکر ۲۹۲ پیاده‌نظام و نیروهای دیگری از لشکر ۱۳۷ پیاده‌نظام ورماخت، کوساکی دوباره به سلطه ورماخت درآمد و محاصره ناحیه روسلافل اواخر روز ۶ اوت کاملاً بسته شد. در مقایسه با محاصره اسمولنسک، عملیات در ناحیه روسلافل، به جهت محدودیت حوزه جغرافیایی، گونه‌ای از ارتقا در شرایط تاکتیکی ورماخت محسوب می‌شد.
حملات ورماخت موجب انهدام تقریبی گروه عملیاتی کاچالوف، اسارت بیش از ۳۸ هزار نفر از قوای ارتش سرخ و به غنیمت درآمدن ۲۵۰ تانک و ۷۱۳ توپ تا ۷ اوت شد و راه را جهت ادامه عملیات ورماخت به سمت مسکو در شرق یا کیف در جنوب هموار ساخت. ژنرال ولادیمیر کاچالوف، فرمانده گروه عملیاتی در این درگیری‌ها کشته شد و تنها کمتر از ۱۰ هزار نفر از نیروهای او از این معرکه جان به در بردند و به شکل آشفته به آن سوی رود دسنا عقب‌نشینی کردند.

## عملیات در جناح جنوبی ارتش دوم ورماخت
در دیدار ۲۵ ژوئیه کایتل، «راه‌حل ایدئال» پیشوا برای مقابله با نیروهای شوروی در جناح جنوبی گروه ارتش مرکز، با توجه به فرا تر بودن عملیات‌های طرح‌ریزی‌شده پیشین توسط ستاد کل از محدودیت‌های نیروی زمینی و جهت اجتناب از تکرار گریز نیروهای دشمن، ایجاد چندین محاصره کوچک و تنگ قلمداد شد. فن بک نسبت به این تصمیم معترض بود. او آمار لوفت‌وافه از گریز نیروهای شوروی را اغراق‌شده دانست و غیرقابل اداره بودن عملیات اطراف اسمولنسک را رد کرد. فن بک روز بعد در تماس تلفنی با فن براوخیچ این مسئله را با او در میان گذاشت. روز ۲۸ ژوئیه هیتلر تحت تأثیر آرای یودل، به فن براوخیچ اطلاع داد تصمیم به تعویق عملیات در جناح جنوبی گروه ارتش مرکز بر مبنای فرمان شماره ۳۳آ پیشوا، گرفته‌است. در میانه گمانه‌زنی‌های فراوان در ارتباط حرکت به سمت مسکو یا عمل در جناحین، هیتلر روز ۳۰ ژوئیه با صدور فرمان شماره ۳۴ پیشوا رسماً فرمان پیشین پیشوا را لغو کرد و از گروه ارتش مرکز خواست در تمامی خط مقدم حالت تدافعی بگیرد و تنها برای عملیات در جناح جنوبی آماده شود.
ادامه دشواری‌هایی که ارتش دوم ورماخت در جناح جنوبی خود در ناحیه روگاچف-ژلوبین در مجاورت رود دنیپر و در اطراف گومل با آن مواجه بود، هالدر را بر آن داشت روز ۶ اوت کنفرانسی در قرارگاه فرماندهی گروه ارتش مرکز با فن بک و فن وایخس داشته باشد. در این کنفرانس مقرر گردید با توجه به این که هر یک از لشکرهای آن خط مقدمی به طول ۲۰ کیلومتر را حفظ می‌کردند و برای این ارتش تنها یک هنگ و یک لشکر سواره‌نظام به عنوان نیروی ذخیره باقی مانده بود، حل مسئله رود دنیپر تا زمانی که ارتش دوم ورماخت بتواند نیروی قدرتمندی گرد آورد، فعلاً به تعویق بیفتد. به نظر هالدر گروه زرهی ۲ می‌بایست یک لشکر زرهی خود را جناح شمالی ارتش دوم ورماخت می‌سپرد تا سپاه‌های ۱۲ و ۱۳ در آن موقعیت قادر شوند در طول رودهای دنیپر و سوژ به سمت گومل در جنوب یورش ببرند. گودریان که همواره به دنبال حفظ یکپارچگی یگان‌های گروه زرهی خود بود، به بهانه این که نیروهای او نیاز به استراحت دارند، با این ایده به شدت مخالف کرد.

### ناحیه کریچف
گودریان روز ۷ اوت خواهان دریافت مجوز ارسال لشکرهای سوم و چهارم زرهی به سمت کراسنوپول در شرق رود سوژ شد تا خود تهدید دشمن در جناح جنوبی ارتش دوم ورماخت را از بین ببرد. با این حال، این پیشنهاد نیز با توجه به این که سپاه ۴۳ در منتهی‌الیه جناح جنوبی ارتش دوم ورماخت، در غرب همچنان فاصله زیادی با این محل داشت و نمی‌توانست نقش بازوی دوم این عملیات محاصره را ایفا کند، به تعویق افتاد.
عملیات در ناحیه کریچف از روز ۹ اوت توسط سپاه ۲۴ موتوریزه و لشکر هفتم پیاده‌نظام سپاه ۱۳ ورماخت آغاز شد. بدی شرایط راه‌ها باعث کندی پیشروی نیروهای ورماخت بود. به هر صورت نیروهای شوروی در کریچف تا روز ۱۲ اوت کاملاً به محاصره افتادند. با ادامه درگیری‌ها تا دو روز دیگر، ۱۶ هزار نفر از قوای ارتش سرخ در این ناحیه به اسارت و ۷۶ توپ به غنیمت آلمانی‌ها درآمد. بدین شکل مشکل در جناح جنوبی ارتش دوم ورماخت بدون این که گروه زرهی ۲ هیچ‌یک از یگان‌های خود را به فرماندهی دیگری بسپارد حل شد. با این حال تلاش لشکر چهارم زرهی سپاه ۲۴ موتوریزه ورماخت برای بهره‌گیری از موفقیت در کریچف و ادامه سریع حرکت به سمت جنوب با برخورد به نیروهای قدرتمندی از دشمن در کوستیوشکوویچی در ۱۰ کیلومتری غرب کریچف، متوقف شد.

### محاصره ناحیه روگاچف-ژلوبین
پس از تصرف کریچف توسط ورماخت، ارتش بیست و یکم شوروی که در خطر افتادن به محاصره در ناحیه روگاچف-ژلوبین در صورت سقوط گومل بود، به اخیار خود شروع به عقب‌نشینی به سمت نووزیبکوف در جنوبی شرق کرد. تا روز ۱۳ اوت ستاد کل گروه ارتش مرکز ورماخت طرحی را جهت محاصره ناحیه روگاچف-ژلوبین آماده ساخت. بر این اساس ارتش دوم ورماخت می‌بایست دشمن را در ناحیه روگاچف-ژلوبین درگیر نگاه می‌داشت و در طول خط‌آهن ژلوبین-گومل به سمت جنوب پیش می‌رفت.
اوایل روز ۱۴ اوت سپاه ۵۳ ارتش دوم ورماخت با دو لشکر در جناح جنوبی خود مستقیماً به سمت ژلوبین حمله برد. جهت یاری رساندن به رخنه اولیه در خط ارتش سرخ، لوفت‌وافه یک اسکادران از هواگردهای اشتوکا را برای این قسمت اختصاص داد. تا عصر همان روز دو لشکر سپاه ۵۳ ورماخت ژلوبین را پس از مبارزه‌ای سخت، تصرف و پل‌های بزرگراه و خط‌آهن آن بر رود دنیپر را به شکل قابل‌استفاده تصاحب کردند.

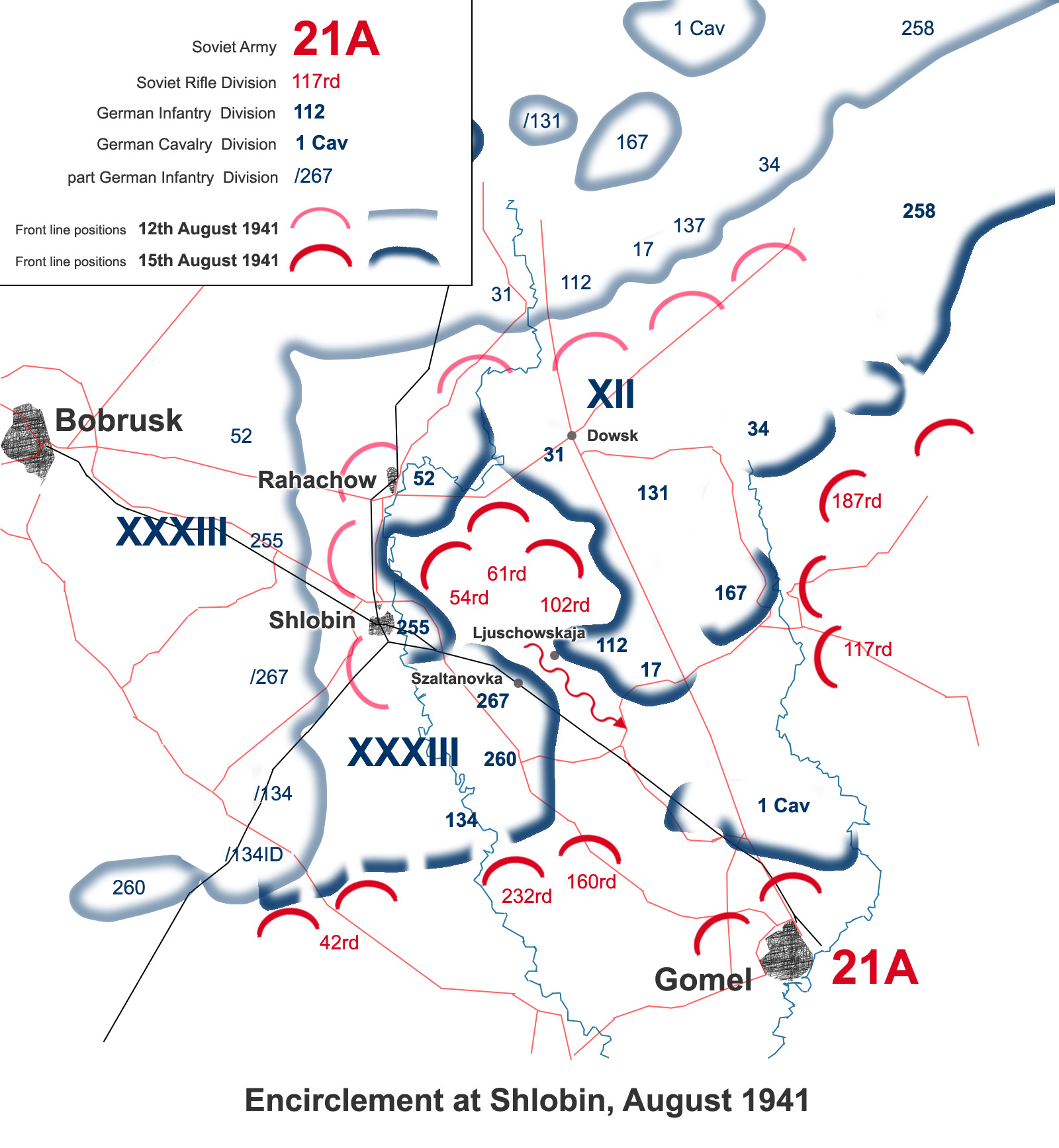
محاصره ناحیه ژلوبین

همین زمان، سپاه ۱۲ ارتش دوم ورماخت که در طرف شرقی دیواره محاصره رو به جنوب می‌رفت، خط مقدم خود را کاملاً به سمت غرب چرخاند تا با تلاش نیروهای ارتش سرخ از روگاچف برای شکستن حلقه مقابله کند. سپاه ۱۳ ورماخت در جناح چپ (جنوب شرقی) سپاه ۱۲ ورماخت، با فشار شدید ارتش سرخ بر لشکر هفدهم پیاده‌نظام آن، موقتا قادر به ادامه حرکت به سمت گومل در جنوب نبود. تهاجم نیروهای شوروی از طرف گومل، با پشتیبانی تانک‌ها، موجب توقف لشکر هفدهم پیاده‌نظام ورماخت شد. تا روز ۱۵ اوت پیشروی سپاه ۴۳ ورماخت از جانب شمال غربی به طرف گومل نیز متوقف گشت. جبهه مرکزی شوروی که با ارتش‌های سیزدهم و بیست و یکم از روز ۲۴ ژوئیه در ناحیه گومل تشکیل شده بود، تصمیم به رها کردن روگاچف در شمال حلقه محاصره و گومل در جنوب گرفت. با این عقب‌نشینی ارتش سرخ، روگاچف صبح ۱۵ اوت به تصرف لشکر پنجاه و دوم سپاه ۵۳ ورماخت درآمد. تا این زمان نیروی بزرگی از ارتش سرخ غالبا شامل یگان‌های سپاه ۶۳ تفنگ‌دار آن در شرق ناحیه روگاچف-ژلوبین به محاصره افتاده بودند. روز بعد لشکر ۲۶۷ پیاده‌نظام سپاه ۴۳ ورماخت در جنوب ناحیه تحت محاصره ضربه سختی از طرف نیروهای یک لشکر کامل ارتش سرخ که قصد داشت راه را برای خروج از محاصره باز کند، خورد. نیروهای ارتش سرخ موفق شدند خط آلمانی‌ها را بین رودنکا و زاوود در ۲۰ کیلومتری جنوب شرقی ژلوبین بشکنند. تلفات وارده به لشکر ۲۶۷ پیاده‌نظام ورماخت در تلاش برای دفع حملات دشمن، به گونه‌ای بود که از توان یکی از گردان‌های آن تنها ۶۸ نفر باقی ماند.
همان روز ۱۶ اوت، فون بک به ارتش دوم ورماخت فرمان داد تنها نیروهای کافی جهت حفظ منطقه تحت محاصره اطراف ژلوبین باقی بگذارد و مابقی نیروهای خود را با تمام سرعت راهی گومل در جنوب کند. در این زمان بخش‌هایی از هر چهار سپاه این ارتش درگیر حلقه محاصره بودند. با انهدام نیروهای درون محاصره تا روز ۱۸ اوت ۵۰ هزار نفر به اسارت آلمانی‌ها درآمدند.

## یورش ورماخت به سمت ولیکیه لوکی
هالدر در یادداشت‌های جنگی خود در روز ۱ اوت در ارتباط با جناح شمالی گروه ارتش مرکز می‌نویسد:
 تمام خط مقدم گروه زرهی هوت به شکل ناخوشایندی نازک است. چیزی پشت آن نیست. این به این دلیل است که ارتش نهم بیشتر لشکرهای پیاده‌نظام خود را صرف محاصره اسمولنسک کرده‌است و به هر آنچه باقی مانده در منتهاعلیه جناح چپ خود نیاز دارد.

ارتش نهم ورماخت پس از بازگشت اولیه از ولیکیه لوکی، از روز ۳ اوت در حالت تدافعی بود. این ارتش در نبردهای ناحیه اسمولنسک تلفات بسیار بیشتری نسبت به دو ارتش دیگر گروه ارتش مرکز خورده بود. با وجود چندین تلاش برای ترتیب دادن یورش مجدد به ولیکیه لوکی توسط لشکرهای ۲۵۱ و ۲۵۳ پیاده‌نظام سپاه ۲۳ ورماخت، ارتش نهم ورماخت بسیار ضعیف‌تر از آن بود که بتواند در مقابل مقاومت سرسختانه دشمن پیش برود. از ۹ اوت مقرر شده بود اقدام به هیچ محاصره گسترده‌ای در حوالی ولیکیه لوکی صورت نگیرد و به‌جای آن ارتش نهم ورماخت تنها از غرب دریاچه ایلمن از جنوب به شمال حرکت کند. همچنین پیش‌بینی می‌شد از نیروهای زرهی گروه زرهی ۳ نیز مستقیماً علیه این شهر استفاده نگردد تا توان آن برای تهاجم آینده به سمت مسکو حفظ شود.
شکاف بین گروه ارتش شمال و گروه ارتش مرکز ورماخت در میانه ماه اوت فرصت خوبی به ارتش سرخ داده بود تا در رخنه‌ای به سمت غرب بین این دو یگان در ناحیه استارایا روسا صورت دهد. پس از انتقال سپاه ۳۹ موتوریزه ورماخت از گروه ارتش مرکز به گروه ارتش شمال مسئله حرکت در جانب ولیکیه لوکی برای امنیت‌بخشی به جناح شمالی گروه ارتش مرکز مجدداً مطرح گردید. در طرحی که روز ۲۲ اوت مهیا شد مأموریت سلطه دوباره بر ولیکیه لوکی به ارتش نهم و سپاه ۵۷ موتوریزه گروه زرهی ۳ ورماخت محول گشت.
مشکلات ارتش نهم ورماخت در آماده‌سازی جهت تهاجم به سمت شمال با جناح راست خود در اثر حملات مکرر ارتش سرخ به خط مقدم طولانی دفاعی آن مخصوصاً در ناحیه رود ووپ تشدید و به این ارتش تلفات سنگینی وارد شد. لشکرهای پنجم، سی و پنجم، صد و ششم، صد و بیست و نهم و صد و شصت و یکم پیاده‌نظام این ارتش همگی در شرایط حساسی بودند و به کمک نیاز داشتند؛ به وجهی که حتی سخن از انتقال سپاه ۴۶ موتوریزه به ارتش نهم ورماخت مطرح گشت. استهلاک نیروهای آلمانی در سطح خطرناکی قرار داشت. برای مثال، لشکر صد و شصت و یکم پیاده‌نظام سپاه ۸ ورماخت به میزان تنها ۲۵ درصد از توان خود رسید و در هشت روز مبارزه سنگین متحمل حدود ۲۰۰۰ نفر تلفات از جمله ۵۷ افسر شد. فن بک در تماس تلفنی با هالدر، وضعیت خط دفاعی ارتش نهم ورماخت را «بسیار جدی» خواند که «اگر حملات ارتش سرخ ادامه یابد، پایان مقاومت آن قابل پیش‌بینی است». این وضعیت علاوه بر حملات ارتش سرخ، حاصل از اثر تجمیعی نبردهای پیشین و کمبود رو به فزونی نیروی جایگزینی برای نیروهای آلمانی در جبهه شرقی بود. با این حال، به‌کارگیری تاکتیک‌های قدیمی توسط بسیاری از افسران شوروی در این زمان یاری‌گر آلمانی‌ها بود. این فرماندهان ارتش سرخ دست به حملات رو در رو توده‌ای می‌زدند. در جریان این حملات موج‌های انسانی یکی پس از دیگری، سرنیزه به دست، در پهنه‌های باز پیش فرستاده می‌شدند. تلاش برای شکستن خطوط آلمانی‌ها با اتکای صرف بر نیروی انسانی به ندرت به موفقیت زیادی می‌رسید و اغلب تنها به تکه‌تکه شدن لشکرهای مهاجم تفنگدار شوروی می‌انجامید. پس از یکی از این حملات سپاه ۶ ارتش نهم ورماخت برآورد وجود ۳ هزار کشته شدن در مقابل مواضع خود را ارائه می‌کند. یک نظامی آلمانی یورش بی‌واهمه سربازان شوروی که منجر به به‌خاک افتادن آن‌ها در مقابل آتش مسلسل‌های آلمانی می‌شد، را «مرگ مکانیکی» می‌خواند.
به هر صورت، تهاجم آلمانی‌ها به سمت ولیکیه لوکی در نهایت از روز ۲۲ اوت با جلوداری سپاه ۵۷ موتوریزه ورماخت از طریق سرنیزه زرهی لشکرهای نوزدهم و بیستم زرهی با پشتیبانی چهار لشکر ۲۰۶، ۱۱۰، ۱۰۲ و ۲۵۶ پیاده‌نظام از سپاه ۴۰ ورماخت که از جایگاه ذخیره فرماندهی عالی نیروی زمینی آلمان به ارتش نهم ورماخت پیوسته بود، آغاز شد. سپاه ۲۳ ورماخت از روز بعد به این تهاجم پیوست. این تهاجم با سرعت پیش رفت و ارتش بیست و دوم شوروی را در شرق ولیکیه لوکی به محاصره انداخت. همانند دیگر محاصره‌های عمده گروه ارتش مرکز، در این مورد نیز تعداد زیادی از نیروهای ارتش سرخ موفق به گریز از حلقه محاصره آلمانی‌ها شدند. نبرد بر سر این شهر با اسارت ۳۴ هزار تن از نیروهای شوروی و غنیمت گرفتن بیش از ۳۰۰ توپ توسط آلمانی‌ها، روز ۲۶ اوت به پایان رسید. بلافاصله پس از تصرف ولیکیه لوکی، ارتشبد هوت که از ۲۰ اوت فرماندهی ارتش نهم ورماخت را بر عهده گرفته بود، سپاه ۴۰ و یک لشکر زرهی را به سمت توروپتس در ۷۰ کیلومتری شرق ولیکیه لوکی، فرستاد که روز ۲۹ اوت به سلطه ورماخت درآمد.
این تهاجم در ناحیه ولیکیه لوکی همانند دستاوردهای جناح جنوبی گروه ارتش مرکز، در مجموع یک موفقیت عملیاتی برای ورماخت بود اما نشان داد که مقیاس و دامنه عملیات‌های آلمانی‌ها پس از نبردهای محاصره‌ای ماه‌های ژوئن و ژوئیه به شدت کاهش یافته‌است.

## ادامه مسئله ناحیه یلنیا
از میانه ماه اوت بیشتر نیروهای زرهی و پشتیبانی هوایی گروه ارتش مرکز شروع به چرخش به سمت لنینگراد و اوکراین در شمال و جنوب کردند. بدین ترتیب ارتش‌های پیاده‌نظام چهارم و نهم ورماخت در مواضع دفاعی خط مقدم مستقر شدند و گروه ارتش مرکز ابتکار عمل را در میدان نبرد از دست داد. از روز ۸ اوت دفاع از منطقه محدب یلنیا موقتاً به سپاه ۲۰ ارتش نهم ورماخت سپرده شد. فرماندهی کلی این ناحیه همچنان در اختیار گروه زرهی ۲ بود. ادامه حملات ارتش سرخ به ناحیه یلنیا وضعیت سختی برای سه لشکر پیاده‌نظام سپاه ۲۰ ورماخت در خط مقدم ۶۰ کیلومتری در شرایط جغرافیایی دشوار ایجاد کرد. از این رو سپهبد ماترنا، فرمانده این سپاه روز ۱۴ اوت از گودریان درخواست یاری کرد. او خواهان این شد که یا اجازه یابد با عقب‌نشینی خط مقدم خود را کوتاه‌تر کند یا گروه زرهی ۲ برای سپاه ۲۰ نیروی کمکی بفرستد. گودریان پاسخ روشنی به این استمداد نداد. او ضمن طرح پیشنهاد حرکت بیشتر به سمت شرق در جهت رود دسنا جهت مقابله با دشمن در شرق منطقه برآمدگی، به نوبه خود از فون بک خواست برای سپاه ۲۰ مهمات و پوشش هوایی تأمین کند که با ابراز ناتوانی فرمانده گروه ارتش مواجه شد. هالدر روز ۱۵ اوت در یادداشت‌های خود می‌آورد: 
خط مقدم ۷۳۰ کیلومتری گروه ارتش مرکز با ۴۰ لشکر پیاده‌نظام آن، به اندازه‌ای تحت فشار است که اتخاذ دفاع مناسب مستلزم ملاحظات وسیعی است که تا به کنون در جزئیات به آن اندیشیده نشده‌است. سازمان کنونی خط مقدم به هیچ وجه مناسب یک دفاع پایدار نیست.
روز ۱۵ اوت گروه زرهی ۲ به سپاه ۹ ورماخت فرمان داد هر دو لشکر ۱۳۷ و ۲۶۳ پیاده‌نظام خود از ناحیه روسلافل به داخل منطقه برآمدگی یلنیا بازگرداندن تا لشکر داس رایش اس‌اس و هنگ پیاده‌نظام گروس‌دویچلانت آزاد شوند. روز ۱۶ اوت لشکر هفتاد و ششم پیاده‌نظام جایگزین لشکر به شدت آسیب‌دیده پانزدهم پیاده‌نظام سپاه ۲۰ ورماخت در ناحیه یلنیا شد. روز ۱۸ اوت سپهبد فن گییر، فرمانده سپاه ۹ ورماخت خواهان بازگشت برخی از یگان‌های توپخانه سنگین و توپ‌های خودکششی گروه زرهی ۲ به ناحیه یلنیا شد. این درخواست پس از آن ارائه گردید که روز پیش از آن گروه زرهی ۲ تقریباً تمامی توپخانه سنگین و مهندسان سپاه ۲۰ ورماخت را از آن گرفت. با این حال، گودریان در ارتباط با توپخانه کوتاه نیامد و تنها کمکی که به سپاه ۲۰ ورماخت کرد اجازه به آن در تعویق انداختن آزاد شدن لشکر دهم زرهی در جنوب این سپاه، توسط لشکر ۲۶۸ پیاده‌نظام در جنوب شرقی منطقه برآمدگی بود.

روز ۲۲ اوت فرماندهی سه سپاه پیاده‌نظام درون منطقه برآمدگی یلنیا به ارتش چهارم ورماخت منتقل شد. روز ۲۴ اوت فون گییر خواهان بازگشت لشکر پانزدهم پیاده‌نظام ورماخت به منطقه جهت کمک به لشکر ۲۶۳ پیاده‌نظام ورماخت که در شمال غربی ناحیه دقیقاً در گردن منطقه برآمدگی زیر حملات سخت قرار داشت، گردید که فعلاً به آن ترتیب اثر داده نشد. با وجود ارسال مقداری بیشتری از آتشبارهای توپخانه سنگین، فون بک اجازه بازگشت توپ‌های خودکششی لشکر داس رایش اس‌اس به منطقه جهت مقابله با گلوله‌باران مداوم دشمن، را نداد. بخشی از توپخانه لشکر پانزدهم پیاده‌نظام ورماخت بدین منظور به لشکر ۲۶۳ پیاده‌نظام آن تعلق شد. سرهنگ گونتر بلومنتریت، رئیس ستاد ارتش چهارم ورماخت، بعدا شرایط را این گونه تشریح می‌کند: 
بدون هیچ پشتیبانی قابل توجه زرهی، رزم ما به نبرد سنگرها در طول رود دسنا تقلیل یافت که فشار بسیار سنگینی بر نیروها داشت. روس‌ها با شدت حمله می‌کردند و دوباره و دوباره موفق به رخنه در خطوط نازک ما می‌شدند. … بخش‌هایی با طول حدود ۳۰ کیلومتر به لشکرها تعلق یافته بود. به علاوه، با توجه به تلفات سنگین متحمل شده پیشین در طول عملیات، این لشکرها معمولاً دارای کسری توان بودند و ذخایر تاکتیکی وجود نداشت.
با پرواز فون گییر و ماترنا در ۲۷ اوت به مینسک جهت دیدار با فون کلوگه و دعوت از او به دیدار از خط مقدم، فون کلوگه با حضور در منطقه برآمدگی بلافاصله دستور به ارسال لشکر پانزدهم پیاده‌نظام به کمک لشکر ۲۶۳ پیاده‌نظام ورماخت داد. فن کلوگه پس از این بازدید در گزارش به فن اعلام کرد، با توجه به شدت گلوله‌باران توپخانه آن‌ها با مهمات «نامتناهی»، اگر ارتش سرخ با توانی بالاتر از سطح گردان حملاتش را به صورت متمرکز ادامه دهد خواهد توانست خط مقدم ورماخت را کاملاً بشکند. او تصرف این ناحیه توسط گروه زرهی ۲ را جهت عملیات تهاجمی دانست که هم‌اکنون دفاع از آن بسیار دشوار شده‌است. فون کلوگه توصیه کرد یا تهاجم به سرعت به سمت مسکو از سر گرفته شود یا ورماخت این منطقه را رها کند.

## ادامه ضد حملات شوروی

### ضد حملات اولیه ارتش سرخ
با دریافت دستور ژوکوف در ۱۵ اوت، ارتش بیست و چهارم جبهه ذخیره شوروی به فرماندهی سرلشکر راکوتین مواضع آلمانی‌ها در گذرگاه یلنیا را از روز ۱۷ اوت مورد حمله قرار داد. پنج لشکر ارتش چهارم ورماخت در حال دفاع از این گذرگاه در شرق رود دسنا بودند. با تحمل تلفات سنگین در قبال دستاوردهای محدود، روز ۲۱ اوت راکوتین درخواست مجوز توقف حمله را کرد که ژوکوف با آن موافقت نمود. گفته می‌شود این ضد حملات اولیه ژوکوف، بدون انتظار حصول نتایج بزرگ، با وجود خلق مشکلات فراوان برای دشمن مخصوصاً در ناحیه سپاه ۲۰ ورماخت، جهت شناخت مواضع آلمانی‌ها و یافتن نقاط ضعف دفاع آن‌ها صورت گرفته‌است.
با وجود برنامه‌ریزی دقیق، شرایط رزمی موجب شد ضدحمله تیموشنکو در جبهه غربی تکه‌تکه صورت بگیرد. این ضد حملات سپاه ۵ و ۸ ارتش نهم ورماخت را مورد هدف قرار داد. ارتش نوزدهم که با لشکرهای صد و یکم تانک و شصت و چهارم تفنگ‌دار تقویت شده بود، با پشتیبانی قابل ملاحظه توپخانه، با حمله از روز ۱۷ اوت، ضمن سلطه بر گذرگاه بزرگی در کرانه غربی رود ووپ در شمال یارتسفو و فائق آمدن بر دفاع سپاه ۵ ارتش نهم ورماخت، تلفات جدی به لشکرهای صد و شصت و یکم و پنجم پیاده‌نظام آن وارد آورد و روز ۱۸ اوت ۱۰ کیلومتر در عمق دفاع آن‌ها نفوذ کرد. ارتش بیست و نهم شوروی نیز توانست گذرگاهی بر رود دوینای غربی در ناحیه ولیژ به دست آورد. به هر حال حمله سپاه ۴۰ موتوریزه گروه زرهی ۳ ورماخت موجب عقب رانده شدن مجدد ارتش‌های بیست و دوم و بیست و نهم شوروی به آن سوی رود دوینای غربی گردید. در جریان این حمله ارتش بیست و دوم شوروی از ۲۹ اوت در ناحیه ولیکیه لوکی به محاصره درآمد و در نهایت منهدم شد. تهاجم ارتش سی‌ام شوروی برای یاری‌رسانی به این ارتش‌ها در شرق ولیژ، موجب گشوده شدن یک شکاف در خط نیروهای آلمانی و رخنه یک هفته‌ای گروه سواره‌نظام دوواتور متشکل دو لشکر پنجاهم و پنجاه و سوم سواره‌نظام، در عمق اراضی پشت خط مقدم ورماخت و مشغول نگاه داشتن سه لشکر آلمانی جهت مراقبت از این اراضی، گردید.

### ضد حملات نهایی ارتش سرخ
استاوکا روز ۲۵ اوت به جبهه‌های غربی، ذخیره و بریانسک شوروی فرمان به اجرای ضد حملات در محورهای اسمولنسک، یلنیا و نووزیبکوف داد تا ادامه تهاجم آلمانی‌ها دفع و در عمل کل گروه ارتش مرکز ورماخت شکست داده شود. بر این اساس جبهه غربی موظف بود با عملیات در تمامی خط مقدم خود از توروپتس تا یارتسفو در همکاری با جناح چپ جبهه ذخیره تا روز ۸ سپتامبر خود را به ولیژ، دمیتروف و اسمولنسک برساند. بدین منظور ارتش‌های شانزدهم، نوزدهم، بیستم و سی‌ام شوروی می‌بایست در جهت دوفووشچینا در شمال اسمولنسک یورش می‌بردند و ارتش‌های بیست و دوم و بیست و نهم شوروی نیز در جهت حمایت از آن‌ها به سمت ولیژ و بلیی حمله می‌کردند. در مجموع مأموریت جبهه غربی شوروی قطع خطوط ارتباطاتی آلمان در غرب اسمولنسک و تصرف این شهر بود. در همین حال ارتش‌های بیست و چهارم و چهل و سوم در جناح چپ جبهه ذخیره شوروی به فرماندهی ژوکوف می‌بایست تمرکز دشمن در ناحیا یلنیا را منهدم و این شهر را تصرف می‌کردند و خود را تا ۸ سپتامبر به خیسلاویچی و پتروویچی می‌رساندند. در این جهت تهاجم اصلی جبهه ذخیره بر دوش ارتش بیست و چهارم قرار گرفته بود که می‌بایست به گذرگاه آلمانی‌ها بر رود دسنا در یلنیا حمله می‌نمود. در سومین و بلندپروازانه‌ترین قسمت ضدحمله در ناحیه اسمولنسک، جبهه بریانسک با دریافت ارتش‌های سوم، سیزدهم، بیست و یکم و پنجاهم از جبهه منحل شده مرکزی شوروی، می‌بایست مستقیماً به گروه زرهی ۲ حمله می‌کرد و با انهدام آن شرایط دفاعی مستحکمی در شمال کیف فراهم می‌ساخت. استاوکا امیدوار بود با اجرای این ضد حملات تهاجم آلمانی‌ها به سمت کیف متوقف یا به شدت تضعیف شود.
استاوکا مقرر ساخت ارتش‌های سی و یکم، چهل و نهم، سی و دوم و سی و سوم جبهه ذخیره شوروی در موقعیت پیشین در شرق باقی بمانند و به تقویت مواضع دفاعی خود ادامه دهند. نیروهای تهاجمی می‌بایست در تمامی طول ضد حملات در همه سطوح فرماندهی عملیات‌های شناسایی سازمان‌یافته و منظمی، مخصوصاً در جناحین بدون حفاظت، صورت می‌دادند تا از هرگونه غافلگیر شدن توسط دشمن جلوگیری شود. همچنین پس از تصرف هر نقطه و موضعی از دشمن، نیروهای شوروی می‌بایست آن را با احداث موانع دفاعی مستحکم می‌کردند.
به هر صورت این ارتش‌های به تازگی بسیج‌شده شوروی عموماً از سربازان وظیفه و نیروهای ذخیره تشکیل شده بودند و تسلیحات لازم از جمله تانک و توپخانه کمی در اختیار داشتند.

#### ضدحمله جبهه غربی
پس از چند حمله ابتدایی در روزهای ۲۸ و ۲۹ اوت، ارتش‌های شانزدهم، نوزدهم و بیستم جبهه غربی شوروی از روز ۱ سپتامبر یورش ترکیبی اصلی خود به مواضع آلمانی‌ها در شرق اسمولنسک را آغاز نمودند. این یورش موجب نبرد مداوم ۹ روزه گردید که فشار شدیدی بر آلمانی‌ها وارد کرد. حمله گسترده ارتش شانزدهم شوروی با پشتیبانی حدود صد تانک لشکر یکم تانک، لشکرهای بیست و هشتم پیاده‌نظام و چهاردهم پیاده‌نظام موتوریزه ورماخت را متحمل تلفات سنگین کرد اما در نهایت با برخورد به دفاع مؤثر ضد تانک آلمان با خوردن خسارات شدید متوقف گشت. به هر صورت با تحمل تلفات سنگین، نیروهای شوروی تنها موفقیت‌های محدودی به دست آوردند. در نهایت روز ۸ سپتامبر بوریس شاپوشنیکوف، رئیس ستاد کل ارتش سرخ دستور به اتخاذ حالت دفاعی توسط جبهه غربی داد تا نبرد سه هفته‌ای در شرق و شمال شرقی اسمولنسک به پایان برسد.

#### ضدحمله جبهه ذخیره
در این زمان ارتش بیست و چهارم جبهه ذخیره شوروی سازمان‌دهی مجدد گردید و با دریافت سه لشکر دیگر توان خود را تا ۲۳ اوت به ۱۰ لشکر از جمله دو لشکر صد و دوم و صد و پنجم تانک و لشکر صد و سوم موتوریزه رساند. ژوکوف فرمان به بازپس‌گیری یلنا توسط ارتش بیست و چهارم و روسلافل توسط ارتش چهل و سوم شوروی داد. ارتش پنجاهم جبهه بریانسک شوروی موظف به پشتیبانی از عملیات ارتش چهل و سوم شوروی با یورش از ژوکووکا به سمت شمال غربی گشت. در این حملات دیگر از تاکتیک تهاجم با گردان‌ها استفاده نمی‌شد بلکه ارتش سرخ با تمام نیروی لشکرهایش با پشتیبانی زرهی و توپخانه، در خط مقدمی کوچک پیش می‌رفت. شکستن دفاع آلمانی‌ها توسط ۹ لشکر از ۱۳ لشکر ارتش بیست و چهارم صورت می‌گرفت. چهار لشکر مابقی در جانب شرقی رود اوژا حالت تدافعی خود را حفظ می‌کردند. عملیات تعیین‌کننده تهاجمی در قسمت شمالی منطقه محدب با لشکرهای صد و دوم تانک و صد و هفتم و صدم تفنگ‌دار ارتش سرخ انجام می‌شد. این یگان‌ها بیشترین توان را داشتند و در خط مقدم باریک ۴ تا ۵ کیلومتری مستقر بودند. قسمت جنوبی شامل لشکرهای سیصد و سوم تفنگدار و صد و ششم موتوریزه شوروی می‌شد که می‌بایست در خط مقدمی ۸ کیلومتری در حوالی لئونووا پیشروی می‌کردند. دو لشکر نوزدهم و سیصد و نهم تفنگ‌دار شوروی دقیقاً در شرق منطقه محدب قرار گرفته بودند و موظف گشتند از نوک منطقه محدب مستقیماً به سمت یلنیا بروند. دو ارتش جبهه ذخیره شوروی می‌بایست تا ۱۵ سپتامبر خود را به دولگی‌نیوی و پتروویچی می‌رساندند.
تهاجم بامداد روز ۳۰ اوت با حملات پیاده‌نظام ارتش سرخ به برخی نقاط کلیدی آغاز شد. سپس از ساعت ۷:۳۰ صبح، تمام ۸۰۰ توپ ارتش بیست و چهارم شوروی به همراه تعداد زیادی خمپاره‌انداز و موشک‌اندازهای کاتیوشا شروع به کوبیدن مواضع آلمانی‌ها درون منطقه محدب کردند. حدود ۶۰ هزار سرباز ارتش سرخ تهاجم را در مقابل ۷۰ هزار سرباز آلمانی در مواضع آماده ولی با عمق کم در خط مقدمی ۷۰ کیلومتری، به انجام می‌رساندند. پس از سه ساعت گلوله‌باران توپخانه حمله ارتش سرخ از قسمت جنوبی آغاز شد و موفقیت‌های محدودی حاصل کرد.
در قسمت شمالی، تهاجم غافلگیرانه بدون آماده‌سازی توپخانه، لشکر صد و سی و هفتم پیاده‌نظام سپاه ۹ ورماخت را در گردن منطقه محدب هدف گرفت. نیروهای شوروی در ابتدا شکاف کوچکی در خط آلمانی‌ها در طول رود اوژا باز کردند. در ادامه همراه با گلوله‌باران توپخانه، شکاف بزرگ‌تری توسط ۶ گردان ارتش سرخ در سادکی در ۱۰ کیلومتری شمال غربی یلنیا باز شد و نیروهای شوروی یک کیلومتر در عمق نفوذ نمودند و تعدادی جایگاه دفاعی ورماخت را از بین بردند. ورماخت موقتاً سادکی را از دست داد اما تا سپیده دم روز بعد آن را پس گرفت. فشار در این ناحیه با ورود ۴۰ تانک شوروی در همکاری مناسب نزدیک با پیاده‌نظام، استمرار یافت. در این شرایط نبود توپخانه خودکششی که می‌توانست نقشی حیاتی در دفاع ضد تانک ایفا کند، خسارت زیادی به پیاده‌نظام ورماخت تحمیل کرد. نفوذ جدیدی در قسمت سادکی و شرق آن، شکاف در خط مقدم ورماخت را به سه کیلومتر رساند و خط مقدم در بخش شمالی گردن منطقه محدب را دو کیلومتر به داخل برد.
در این زمان فرماندهان آلمانی به قصد دشمن در نفوذ در اطراف منطقه محدب در شمال در طول رود اوژا و در جنوب در قسمت لشکر دویست و شصت و هشتم پیاده‌نظام سپاه ۲۰ ورماخت در لئونووا، پی بردند. حملات در قسمت جنوبی در حقیقت تنها اقدامات ایذایی درکشیدن نیروهای ذخیره احتمالی ورماخت به سمتی اشتباه بود تا حمله اصلی در طول رود اوژا در شمال انجام شود. ضربه سخت به لشکر هفتاد و هشتم پیاده‌نظام ورماخت در شمال یلنیا آن را وادار به عقب‌نشینی دو کیلومتری کرد. نیروهای شوروی تا روز ۱ سپتامبر خط آهن یلنیا به سمت غرب را قطع نمودند. تعدادی از یگان‌های ارتش سرخ با نفوذ به پشت خط مقدم لشکر دویست و نود و دوم پیاده‌نظام ورماخت در جناح راست لشکر هفتاد و هشتم پیاده‌نظام آن، مقداری از تدارکات آلمانی‌ها را از بین بردند. لشکر دویست و نود و دوم پیاده‌نظام ورماخت خود تحت فشار شدید، در تلاش جهت کنترل نفوذ دیگری از دشمن در شمال شرقی منطقه محدب بود. روز ۲ سپتامبر افسر عملیات‌های این لشکر به سپاه ۲۰ ورماخت گزارش کرد این یگان «نزدیک به حد نهایی تحمل خود» رسیده‌است. نیروهای آلمانی قادر به از بین بردن این دو نفوذ ارتش سرخ نبودند. تمامی جناح شمال غربی سپاه ۲۰ ورماخت و جناح شرقی سپاه ۹ ورماخت در قسمت شمالی گردن منطقه محدب در خطر عقب رانده شدن قرار داشتند. لشکر صد و سی و هفتم پیاده‌نظام سپاه ۹ ورماخت در روزهای ۳۰ و ۳۱ اوت ۵۰۰ نفر و در روز ۱ سپتامبر ۷۰۰ نفر دیگر را دست داد تا مجموع تلفات آن از هنگام ورود به منطقه محدب به ۳ هزار نفر برسد. به دستور سپهبد ماترنا، فرمانده سپاه ۲۰ ورماخت آتش تمامی آتشبارهای توپخانه موجود در منطقه محدب که در برد آن بودند، بر رخنه دشمن در قسمت شمال شرقی متمرکز گشت. لشکر دویست و نود و دوم پیاده‌نظام ورماخت با آخرین قوای ذخیره خود در نهایت قادر به بستن این شکاف تا عصر روز ۲ سپتامبر شد.

## عقب‌نشینی ورماخت از یلنیا
با وجود ضد حملات قدرتمند و مکرر نیروهای ورماخت، ارتش بیست و چهارم شوروی نیروهای آلمانی در منطقه برآمدگی یلنیا را در خطر محاصره از شمال و جنوب قرار داده بود. درگیری‌های شدید در نواحی دیگر به آلمانی‌ها اجازه انتقال نیروی کمکی به یلنا را نمی‌داد. در نهایت پس از توافق فرماندهی عالی نیروی زمینی آلمان بر سر این که ورماخت تا اواخر ماه سپتامبر قادر به هر گونه تهاجم به سمت شرق نخواهد بود، گروه ارتش مرکز ورماخت چاره‌ای جز دستور به عقب‌نشینی در حین مبارزه از مواضع پیشین در منطقه برآمدگی یلنیا در عصر روز ۳ سپتامبر نداشت.
اوایل صبح روز ۵ سپتامبر آخرین عناصر لشکر هفتاد و هشتم پیاده‌نظام ورماخت در شرق رود اوژا، شامل بخش‌هایی از لشکر صد و سی و هفتم پیاده‌نظام ورماخت که از یگان خود جدا شده بودند، شروع به دور زدن فرورفتگی خط مقدم در ناحیه سادکی به سمت غرب کردند. حوالی ساعت ۶ عصر ارتش سرخ گلوله‌باران توپخانه شدیدی علیه لشکر صد و سی و هفتم پیاده‌نظام ورماخت آغاز کرد که تا شب هنگام ادامه داشت. این گلوله‌باران با وجود ناهموار کردن سطح زمین، باعث پوشش عقب‌نشینی نیروهای آلمانی شد. مه غلیظ نیز مانع از امکان شناسایی نقاط ضعف نیروهای در حال عقب‌نشینی می‌گردید. در این زمان، ژوکوف به استالین گزارش کرد نیروهای او مخصوصاً از لحاظ قوای تانک، قدرت کافی جهت به محاصره درآوردن آلمانی‌ها در منطقه برآمدگی از جانب غرب را ندارند. با این حال به نظر می‌رسد اگر نیروهای آلمانی به موقع دست به عقب‌نشینی نمی‌زدند، سپاه‌های ۹ و ۲۰ ورماخت به احتمال زیاد به محاصره می‌افتادند.
پس از چندین روز مبارزه سنگین لشکر نوزدهم تفنگ‌دار شوروی ۵ سپتامبر وارد یلنیا شد و تا روز بعد به کمک چهار لشکر دیگر، شهر را به تصرف درآورد. نیروهای ارتش بیست و چهارم شوروی در تعقیب آلمانی‌ها، با گذر از رود دسنا، ۲۵ کیلومتر پیشروی کرده و تا روز ۸ سپتامبر به دفاع آماده ورماخت در رودهای اوستروم و استریانا رسیدند. با برخورد به مقاومت شدید آلمانی‌ها پیشروی ارتش سرخ در این موضع متوقف شد. دو روز بعد به درخواست ژوکوف، به جهت تلفات سنگین این جبهه و شرایط متزلزل در بخش جنوبی، استاوکا تهاجم جبهه ذخیره شوروی را به پایان رساند. عملیات در یلنیا نخستین مورد رخنه موفقیت‌آمیز نیروهای ارتش سرخ در دفاع آماده آلمانی‌ها و بازپس‌گیری اراضی زیادی از آن‌ها بود. به هر صورت این پیروزی به بهای گرانی حاصل شد به شکلی که از مجموع قریب به ۱۰۳ هزار نفر نیروی به کار رفته در آن حدود ۱۱ هزار نفر کشته، مفقود یا اسیر و ۲۰ هزار تن دیگر مجروح شدند.
نبردهای اطراف یلنیا خسارت‌بارترین درگیری نیروی زمینی آلمان از سال ۱۹۱۸ به حساب می‌آمدند. میزان ۱۸ هزار تا ۳۵ هزار نفر تلفات برای آن‌ها در این مدت برآورد می‌شود. ژوکوف پس از جنگ مدعی شد آلمانی‌ها در ناحیه یلنیا مجموعاً متحمل ۴۵ تا ۴۷ هزار نفر تلفات گشتند که با دربر گرفتن تلفات سپاه ۹ ورماخت در طول رود دسنا، برآوردی دقیقی به نظر می‌آید. این میزان معادل نیروهای سه لشکر کامل بود. به هر صورت تلقات آلمانی‌ها در ناحیه یلنیا کمتر از تلفات شوروی بود.
این نخستین عقب‌نشینی عملیاتی آلمانی‌ها در طول جنگ جهانی دوم بود. با وجود این که آلمانی‌ها سعی داشتند این مسئله را به عنوان «عقب‌نشینی تاکتیکی» یا «صاف کردن خط مقدم» جلوه دهند، خروجی نبرد در ناحیه یلنیا به روشنی حاصل از اقدامات ارتش سرخ بود که به شکست ورماخت انجامید.

## پیامد نبردهای پیرامون اسمولنسک

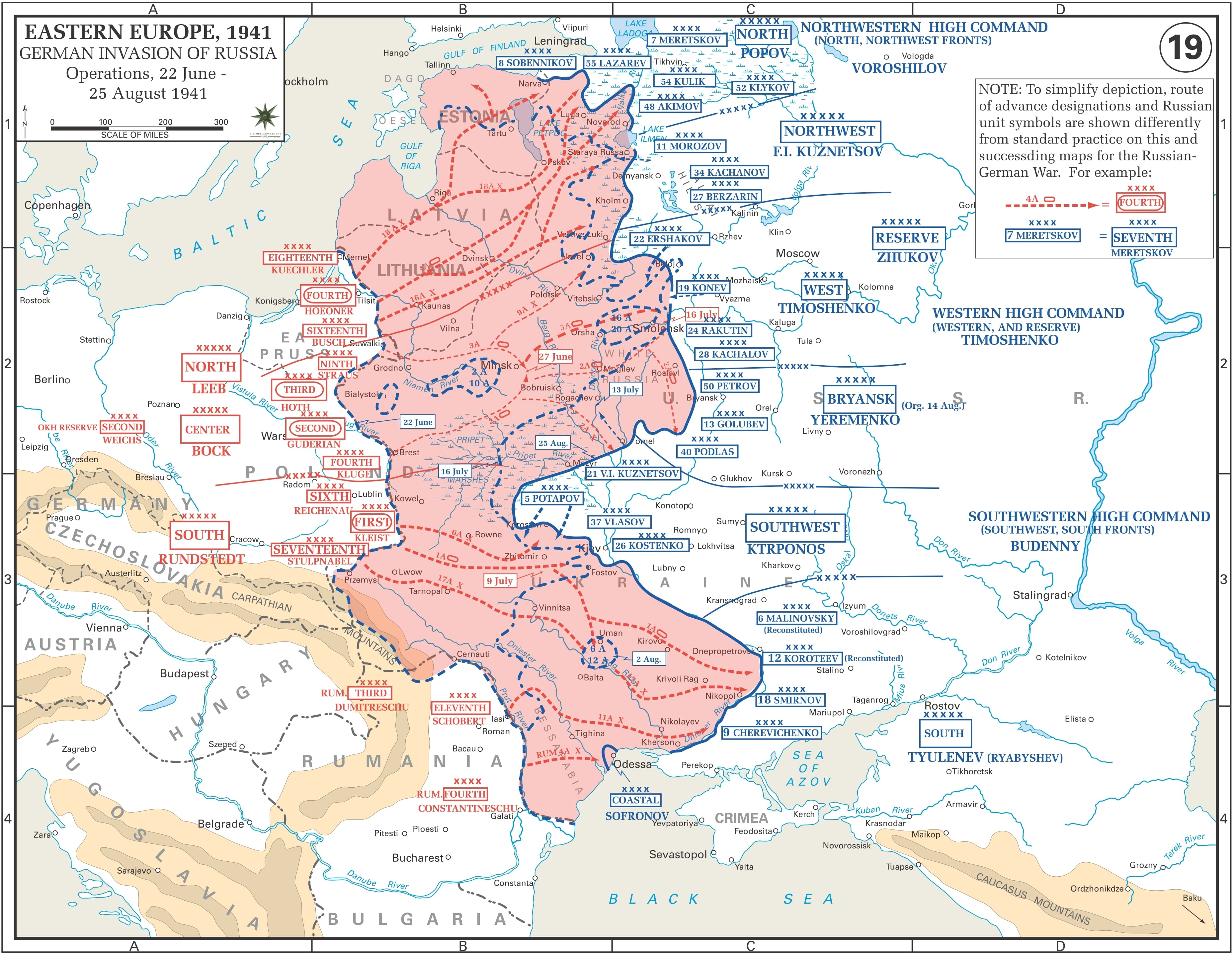
نقشه پیشروی ورماخت تا ۲۵ اوت ۱۹۴۱

گروه ارتش مرکز تا این زمان دو سوم از مسیر مسکو را طی کرده بود. با وجود تحمل خسارات سنگین و شکست نهایی، ضدحملات ارتش سرخ فشار شدیدی بر ستون طولانی یگان‌های زرهی آلمانی وارد آورد و انعطاف‌پذیری عملیاتی و توان تهاجمی آلمانی‌ها را کاهش داد؛ بنابراین رهبران گروه ارتش مرکز به‌جای حرکت مستقیم در محور مسکو، تصمیم گرفتند به‌سمت اوکراین و لنینگراد در جناحین حمله کنند. نبرد دوماهه بر سر اسمولنسک اهمیت بیشتری نسبت به خود شهر داشت و تأثیر به سزایی در سرنوشت عملیات بارباروسا گذاشت.
گرچه تعداد اسرای عملیات پس از محاصرهٔ بیاویستوک-مینسک دوبرابر شد، شدت مقاومت نیروهای ارتش سرخ افزایش یافت و هیچ نشانه‌ای از فرسودگی در توان رزمی آن دیده نمی‌شد. نبرد محاصره‌ای در ناحیهٔ اسمولنسک، دستاورد چشمگیری در سطح عملیاتی نصیب آلمانی‌ها نمود اما به نقل از دیوید استاهل، در سطح راهبردی راهی برای پیروزی نهایی در جنگ باز نکرد. ارتش سرخ در این درگیری‌ها خسارت زیادی (حدود سه‌برابر آلمانی‌ها) دید اما آسیب دائمی به ظرفیت راهبردی آن وارد نشد. پس از سلطهٔ ورماخت بر اسمولنسک، همچنان اراضی زیادی در جناح جنوبی و شمالی گروه ارتش مرکز، به‌ویژه در مرداب‌های پریپیات، تحت سلطهٔ شوروی بود؛ بنابراین خط مقدم آلمانی‌ها در ماه اوت وضعیت نامناسب و نامتوازنی یافت و لایه دفاعی عملیاتی شوروی فشار شدیدی بر جناحین گروه ارتش مرکز آورد. این مسئله از دیگر عوامل چرخش نیروهای گروه ارتش مرکز به جناحین بود.
به هر صورت در طرف مقابل وارد آمدن تلفات سنگین به جبهه غربی شوروی در نهایت موجب فروپاشی سریع آن در ماه اکتبر در مواجهه با عملیات تایفون، تهاجم ورماخت جهت سلطه بر مسکو شد.

### برای مطالعهٔ بیشتر
- Clark, Alan (1965). Barbarossa: The Russian-German Conflict, 1941–45. New York: Morrow. ISBN 0-688-04268-6.
- Glantz, David M. (2012). Barbarossa Derailed, Volume 2: The German Offensives on the Flanks and the Third Soviet Counteroffensive, 25 August-10 September 1941. Solihull, England: Helion & Company. ISBN 978-1-906033-90-3.
- Ziemke, Earl F. (1987). Moscow to Stalingrad. Center of Military History, United States Army. ISBN 978-0-88029-294-8.